# Szent Jakab-katedrális (Santiago de Compostela)

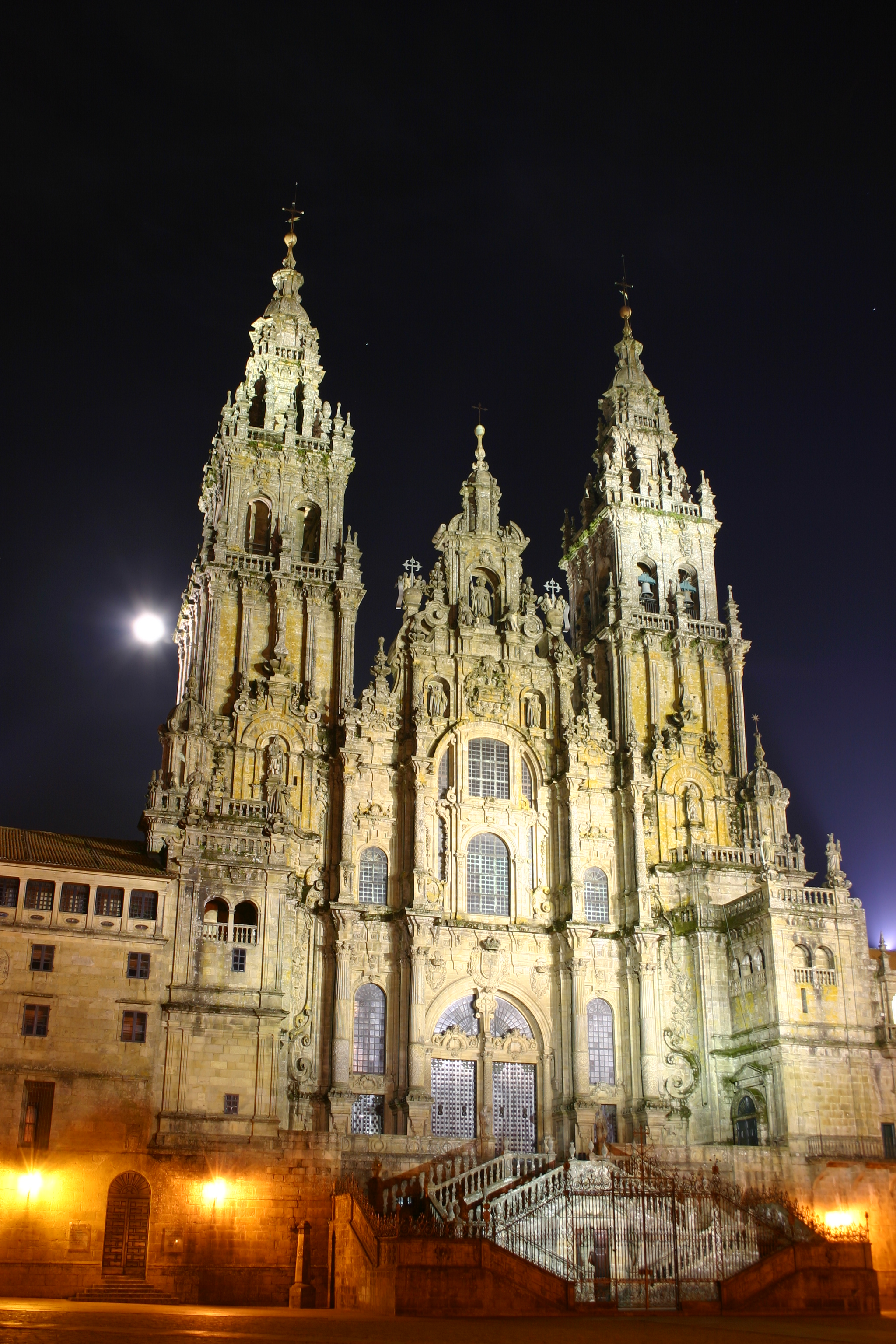
A kivilágított Obradoiro-homlokzat

A spanyolországi Galicia tartományban található Szent Jakab-katedrálist Santiago de Compostelában építették idősebb Szent Jakab apostol feltételezett sírja fölé. A compostelai székesegyház Spanyolország legnagyobb román kori temploma, méretében és díszítésében is a legjelentősebb zarándoktemplomok közé tartozik.
A Legenda aurea szerint az i. sz. 44-ben lefejezett idősebb Jakab apostol holttestét a tanítványai egy hajóra tették, Galiciába vitték és ott temették el. Ezután a sír helye feledésbe merült, majd a 9. század elején csodás körülmények között újból előkerült egy már használaton kívüli római kori temető területén. Az ókori emlékmű, amit Szent Jakab apostol sírjaként azonosítottak, hamarosan zarándokhellyé vált, és rövid idő alatt a kereszténység három fő zarándokhelyének egyike lett.
Harmadszorra épült fel a ma is látható templom. A II. Alfonz uralkodása alatt épült első templomról csak nagyon kevés adat maradt fenn, egy kisméretű, egyszerű szerkezetű épület lehetett. A 9. század végén III. Alfonz elrendelte, hogy a nagyapja idejében épült kisméretű építmény helyén egy bonyolultabb alaprajzú, nagyobb templomot emeljenek, a feltételezések szerint mozarab stílusban. A 11. század utolsó harmadában a zarándokok számának növekedésével egy időben VI. Alfonz egy új templom építését határozta el. Ez a jelenlegi templom, építését 1075-ben kezdték meg és 1130 körül fejezték be.
A latin kereszt alaprajzú, háromhajós építmény félköríves apszisát szentélykörüljáró övezi, amelyből sugarasan öt kápolna nyílik. Az épület a Pórtico de la Gloriától a Megváltó-kápolnáig kilencvenhét méter hosszú, a kereszthajó hatvanöt méter széles. Elképzelhető, hogy a templom legelső építésze, Bernardo francia területről érkezett; úgy tűnik neki köszönhető a székesegyház ambiciózus terve is, amelyre erős hatást gyakorolt a délnyugat-franciaországi iskola. A munkálatok második szakaszát, ami 1095-től 1140-ig tartott, egy másik nagy formátumú művészegyéniség, bizonyos Esteban mester irányította. Irányítása alatt elkészült a templom szentélyrésze, majd a letisztult vonalú, tökéletes arányú, monumentális kereszthajó.
A kereszthajó két végén található bejáratok, az északi „paradicsom kapuja” vagy ismertebb nevén Azabacheria-kapu, a déli Platerias-kapu, valamint a nyugati homlokzatnál később elkészült Pórtico de la Gloria szoros ikonográfiai kapcsolatban álltak egymással, az emberiség történetét jelenítették meg középkori felfogásban. Az épületet 1117-ben egy, a püspök elleni felkelésben a városi lakosság felgyújtotta, és helyreállítása csak 1130 körül ért véget. 1117 után a kapuk megmaradt domborműveit a Platerias-kapun egyesítették.
1168-ban II. Ferdinánd király úgy döntött, hogy befejezi a templomot, és a munkálatok irányítását egy bizonyos Mateo mesterre bízta. Az ő irányítása alatt emelték a három utolsó boltszakaszt, a nyugati homlokzat alatti kriptát, a nyugati homlokzatot és a híres Pórtico de la Gloriát, ami a spanyol román kori szobrászat csúcspontjának tekinthető.
A 16. században kezdték el a székesegyház felújítását, ami egészen a 18. század közepéig tartott. A reneszánsz, majd később a barokk stílusú módosítások megváltoztatták az épületkomplexum egyes részeit, azonban anélkül, hogy elvesztette volna eredeti középkori jellegét. Az átalakítások közül a legnagyobb volumenű a kolostor III. Alonso de Fonseca érsekhez köthető újjáépítése volt. A 17. század második negyedében a kedvező gazdasági helyzet lehetővé tette újabb jelentős átalakítások elvégzését az épületegyüttesen. Ezek egyformán érintették a székesegyház külsejét és belső terét is. Míg a belső térben továbbra is a középkori épületelemek dominálnak, addig az épület külseje a munkálatok során teljesen átalakult. Ekkor épült a székesegyház ma is látható főhomlokzata, az Obradoiro-homlokzat. A 18. század második felében átépítették az akkorra már romos állapotba került Azabacheria-kaput, amin keverednek a barokk és neoklasszicista elemek.
A 19. század nagy részében a kedvezőtlen gazdasági helyzet miatt nem került sor jelentős átalakításra. 1879-ben a széles látókörű, művelt Antonio López Ferreiro kanonok, történész és régész a főoltár alatt a szentély félköríves részénél feltárta a Szent Jakabnak tulajdonított síremléket. A maradványokat egy díszes ládában helyezték el és kialakították a sír jelenlegi formáját. A 20. század második felében az 1960-as és 70-es években Quiroga Palacios bíboros idejében tervszerű ásatásokat folytattak, ekkor tárták fel a római korból származó romokat és a temetőket. Az épület Santiago de Compostela óvárosának részeként 1985-ben felkerült az UNESCO Világörökségi Listájára.

## Háttér

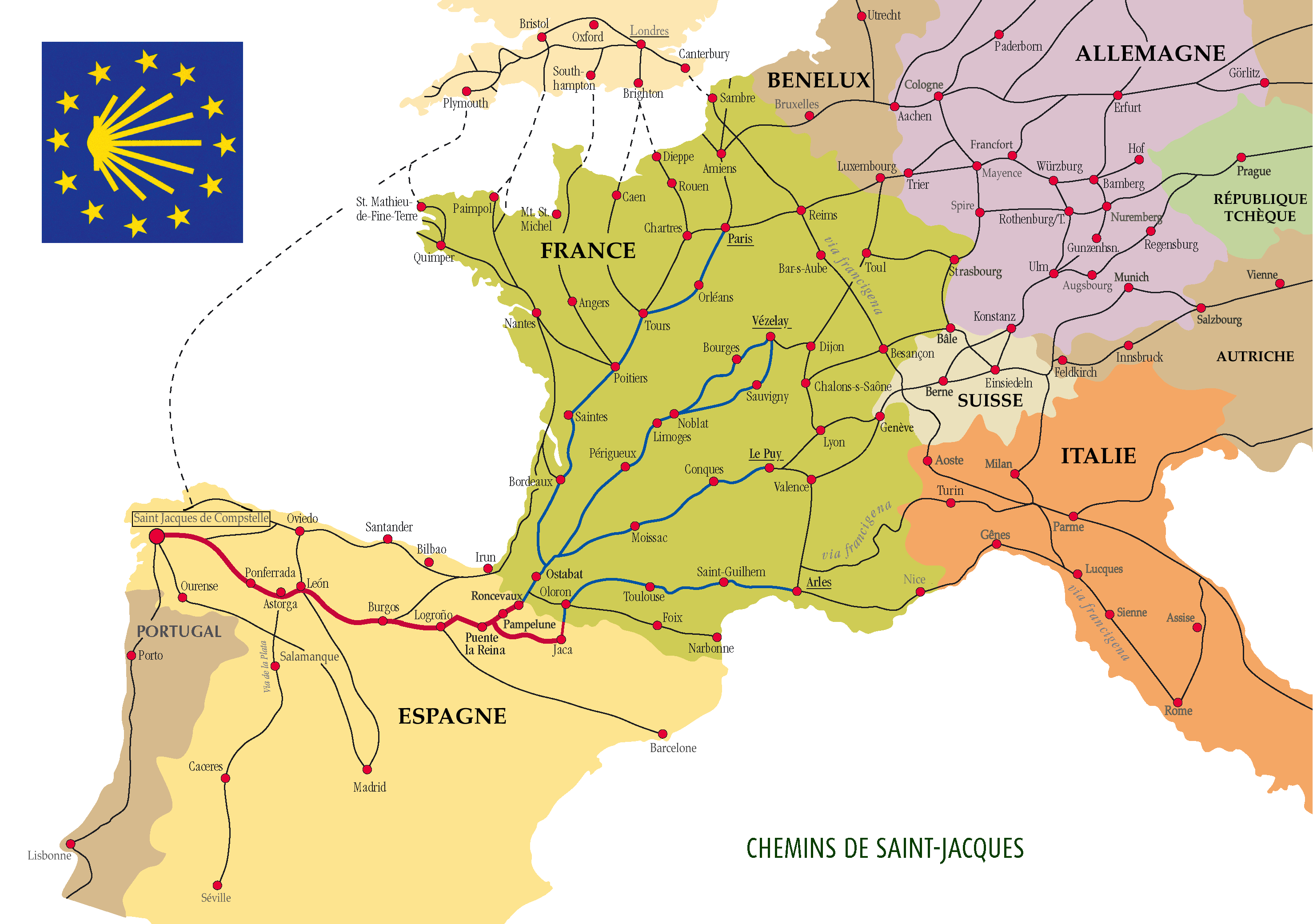
A Santiago de Compostelába vezető útvonalak

A Legenda aurea szerint az i. sz. 44-ben lefejezett idősebb Jakab apostol holttestét a tanítványai egy hajóra tették, Galiciába vitték, és ott temették el egy márványkoporsóban. Ezután a sír helye feledésbe merült, mert a mórok megszállva tartották majdnem az egész félszigetet. Később, a hagyomány szerint 813-ban egy Pelagias nevű remetének megjelent egy angyal és közölte vele az apostol sírjának helyét. A helyi püspök, ahogy meghallotta a hírt, ásatni kezdett a megjelölt helyen és megtalálta a sírt egy már használaton kívüli késő római kori temető területén.
Az ókori emlékmű, amit idősebb Jakab apostol sírjaként azonosítottak, hamarosan zarándokhellyé vált, és rövid idő alatt a kereszténység három fő zarándokhelyének egyike lett. Bár a felfedezésről szóló hír nagy feltűnést keltett – hiszen Jézus egyik tanítványa volt Jakab -, csak az ezredforduló környékén vált teljesen szabaddá az odavezető út. A szárazföldön vívott háborúk és a part mellett fosztogató kalózok ellenére is számos hívő érkezett a városba. Ezek után is még majdnem egy évszázadig eltartott, mire kialakult a Franciaországon keresztül odavezető négy nagy zarándok útvonal, melyet Szent Jakab-útnak neveztek el, vagy egyszerűen csak El Caminonak (Camino de Santiago).
A fennmaradt dokumentumokban már 844-ben említést tesznek a síremlékről, és ekkor már egy Benedek-rendi kolostor is létezett a környéken. 860-ra Santiago ünnepét, Szent Jakab napját (július 25.) felvették a metzi katedrális martirológiájába, ami azért nagy jelentőségű, mert számos egyházi ember érkezett tanulni Metzbe a birodalom különböző részeiből és Angliából. Hamarosan külföldről is egyre nagyobb számban érkeztek zarándokok, ezzel egy időben fejlődésnek indultak az útvonalak mellett álló települések. Egy 893-ból származó dokumentum az egyik útvonal mellett épült kórház számára kiutalt készleteket említ, 951-ben Godescalc püspök kétszáz szerzetes kíséretében érkezett Franciaországból Santiagóba.
A zarándoklat Jeruzsálemhez hasonlóan itt is összefonódott az arabok elleni keresztes hadjárat, a reconquista gondolatával. Kialakításában fontos szerepet játszottak a Cluny fennhatósága alatt álló szerzetesek is. A utak melletti templomok jelentős része is Cluny fennhatósága alá tartozott, bár maga az apátság nem egy zarándokút mellett épült. A spanyol területeken lévő templomok lazább kapcsolatban álltak a Burgundiában található apátsággal, de Cluny így is komoly befolyással bírt, és támogatta a zarándoklatot és főleg a mórok elleni keresztes hadjáratot. Cluny szoros kapcsolatokat ápolt a spanyol területek arisztokráciájával, egyik legfőbb támogatójuk VI. Alfonz volt, aki Hugh apát unokahúgát vette feleségül. A szervezésből a többi szerzetesrend is kivette a részét, köztük például az Ágoston-rendiek, ezenkívül komoly munkát végeztek a különböző testvériségek és gazdag előkelők, akik komoly adományokkal járultak hozzá az építkezésekhez.
A középkorban egész Európát behálózták a zarándokútvonalak. Általában olyan területeken vezetnek, amelyeknek kiemelkedő jelentősége volt a mindennapi életben is, például Róma, a pápai székhely Szent Péter sírjával, vagy Jeruzsálem a Szentföldön. Általában ókori, római eredetűek voltak, és az út menti városok túlnyomó többsége már a római provinciákban is fontos szerepet töltöttek be. Ezek voltak egyben a kapcsolattartás eszközei is, mellettük templomok, kolostorok és vendégházak épültek. A zarándokok a hosszú út során más szentek ereklyéit is felkeresték, ennek köszönhető számos kolostor felvirágzása is. A művészettörténeti kutatás hangsúlyosan ír a Compostelába vezető utakról, hiszen már a 12. század második harmadában leírták. Ma a székesegyházban őrzik a Kallixtusz-kódexet, amelyet a zarándokok számára fontos tanácsokkal, és az útközbeni látnivalókkal és a hozzájuk kapcsolódó legendákkal egészítették ki.

## Előzmények

### Az első templom

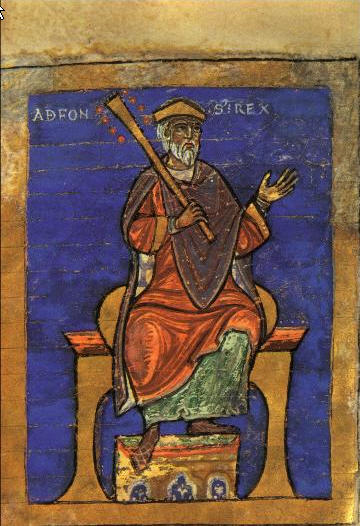
II. Alfonz

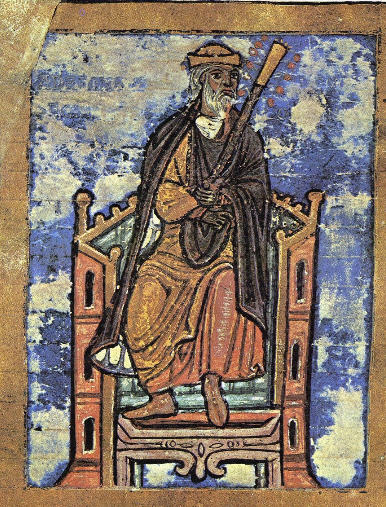
III.Alfonz

A ma is látható épület a harmadik ugyanezen a helyen, így nehéz pontos képet alkotni arról, milyen korábbi formái léteztek. A II. Alfonz uralkodása alatt épült első templomról csak nagyon kevés adat maradt fenn. A korabeli források egy kisméretű, egyszerű szerkezetű épületre utalnak, amelynek egyetlen említésre méltó díszítőeleme a bejárat fölötti faragott szemöldökfa lehetett.
Az építkezés előtt a domboldal egy részét feltöltötték, így alkalmazkodtak a kedvezőtlen terepviszonyokhoz. A régészeti ásatások során feltárták a főbejárat alapját és rekonstruálni tudták az épület alaprajzát, egy négyszöget, keleti végében a síremlékkel. Nyugati végében feltételezhetően egy előcsarnokot építettek. Egyes források szerint mellette egy keresztelőkápolna is állt, de arról megoszlanak a vélemények, hogy ez a kápolna egy különálló építmény volt-e, vagy a templom része.

### A temető
Az ásatások során egy nagy kiterjedésű, a 9. század elejétől a székesegyház építésének második szakaszáig, (a 12. század első feléig) használt temetőt tártak fel, ami az első templom fala körüli területeken helyezkedett el. Ennek egy része alatt egy még korábbi, a 4. és a 7. század között használt másik temető terült el. A későbbi temető sírjai jelentős változatosságot mutatnak, ami összhangban állt az eltemetett személy társadalomban elfoglalt helyével és a három évszázad során változó temetkezési szokásokkal. A legtöbb sírhely alacsony kőfalból áll, lapos kövekből álló borítással. Ez a típus a későbbi sírokra jellemző, feltételezhetően közembereket temettek beléjük, köztük valószínűleg zarándokokat is. A másik, régebbi sírokra jellemző temetkezési mód a helyben a talajból egy darabban kivájt sírhely. Ezek egy részét feliratos kőlappal takarták le, és ide általában a templomhoz kapcsolható személyeket, főleg egyházi embereket temettek. A legelőkelőbbek sírhelyeit a templom falában alakították ki, közülük a legfontosabb személy Teudermius, Iria Flavia püspöke volt, aki fontos szerepet játszott az apostol sírjának megtalálásában. Fennmaradt koporsófedele a székesegyház múzeumában látható. Az ásatások során számos szarkofágot is feltártak, azonban ezek azonosítása nem lehetséges, mivel gyakran előfordult, hogy egy szarkofágot idővel újra felhasználtak.

### A második templom
A 9. század végén, III. Alfonz idejében a zarándokok száma növekedésnek indult, ezért az uralkodó fontosnak tartotta, hogy szorosabbra fűzze a kapcsolatokat az apostol sírja és az asztúriai uralkodóház között. Elrendelte, hogy a nagyapja idejében épült kis épület helyén egy bonyolultabb alaprajzú, nagyobb templomot emeljenek, a feltételezések szerint mozarab stílusban. III. Alfonz bazilikájának a portugáliai Lourosa ma is álló temploma lehetett a minta. A második épület lényegesen nagyobb területet foglalt el a domboldalon, mint elődje, és egy része a korábbi templom törmelékeire épült. Falai terméskőből készültek, kivéve a falkiszögelléseket és az ablakkereteket, ahol gránitot használtak. A faragott kövek egy része a korábbi épületből származott.
Alaprajza háromhajós volt, a síremlék körül négyszögletes apszissal. Nyugati végében állt a főhomlokzat egy előcsarnokkal. Ez ez előcsarnok egy négyszögletes alaprajzú, a templomhajókkal megegyező szélességű árkádos épületrész lehetett. A templomot északi oldalról keresztelőkápolna egészítette ki, benne egy Keresztelő Szent Jánosnak ajánlott oltárral. Az apostol sírjához több bejáraton keresztül lehetett eljutni. Két kisebb bejárat nyílt az északi falon a keresztelőkápolna két oldalán, és egy a déli oldalon. A főbejárat, amelyet gránitlépcsőkön keresztül lehetett megközelíteni a nyugati falban, a főhomlokzatban nyílt. A források nem utalnak semmilyen kőboltozásra, így a templomot feltételezhetően faszerkezetű tetővel fedték le.
A lejtős terep okozta nehézségeket kétféle módon küzdhették le. Az egyik feltételezés szerint az épület három szinten helyezkedett el, az előcsarnok alacsonyabban állt, mint a templomhajók, és a legmagasabb szinten alakították ki a szentélyrészt. A másik elmélet szerint az előcsarnoktól a szentélyig a padlószint folyamatosan emelkedett. Díszítőelemei közül nagyon kevés maradt fenn, köztük a II. Alfonz korabeli első templom újrahasznosított szemöldökfája és néhány késő antik márványoszlop, amelyek III. Alfonz egyik hadjárata során hadizsákmányként kerültek Andalúziából Galíciába. Ezeket a főhajót a mellékhajóktól elválasztó oszlopsorokba építették be. A falakat feltételezhetően festményekkel is díszítették.
A források szerint másik, jelentős díszítőelem lehetett egy oszlopokkal és tetővel ellátott szónoki emelvény, amely egyes vélemények szerint kívül helyezkedett el a keresztelőkápolna és a nyugati homlokzat között, más kutatók szerint az épület belsejében. A templomot ezután valószínűleg kétszer is átépítették egyre fényűzőbb formában, majd 997 után kijavították az Al-Manszúr abbászida kalifa betörése okozta károkat.

### A kultuszhoz kapcsolódó többi épület
A templom közelében több, a kultuszhoz kapcsolódó épületet is emeltek. Ezek közül az egyik egy kolostor volt, ahol az adminisztrációt végző szerzetesek laktak. Az épület teljesen elpusztult, elhelyezkedésére is csak a nevében található „ante altaria”, az „oltár előtt” kifejezésből lehet következtetni. A másik, a 10. század elején alapított majd a 13. században jelentősen átalakított Santa Maria Corticela-templom, ami fennmaradt, és a mai székesegyház részévé vált. A szentélytől északi irányban helyezkedik el.
Ahogy a hely jelentősége egyre nőtt, a sír közelében kezdett kialakulni a későbbi város magja. Az építkezésekhez római kori épületelemeket is felhasználtak. A templomtól feltételezhetően déli irányban felépült a püspöki palota, és a püspökséghez tartozó egyházi emberek számára is több épületet emeltek. A fejlődő várost később egy komoly védműrendszerrel látták el, amelynek maradványait a mai templom alatt folytatott ásatások során tárták fel.

## A harmadik templom

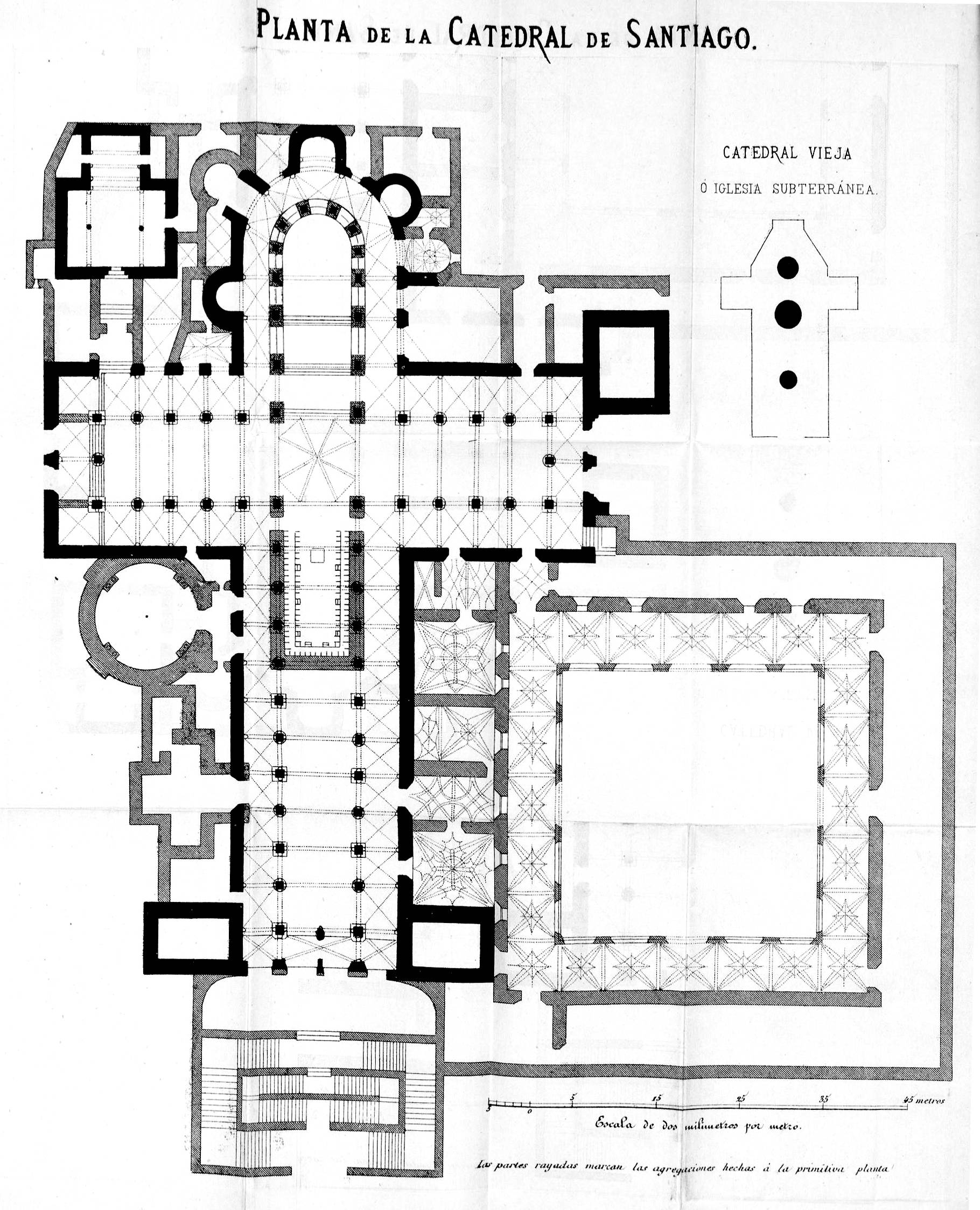
A székesegyház alaprajza

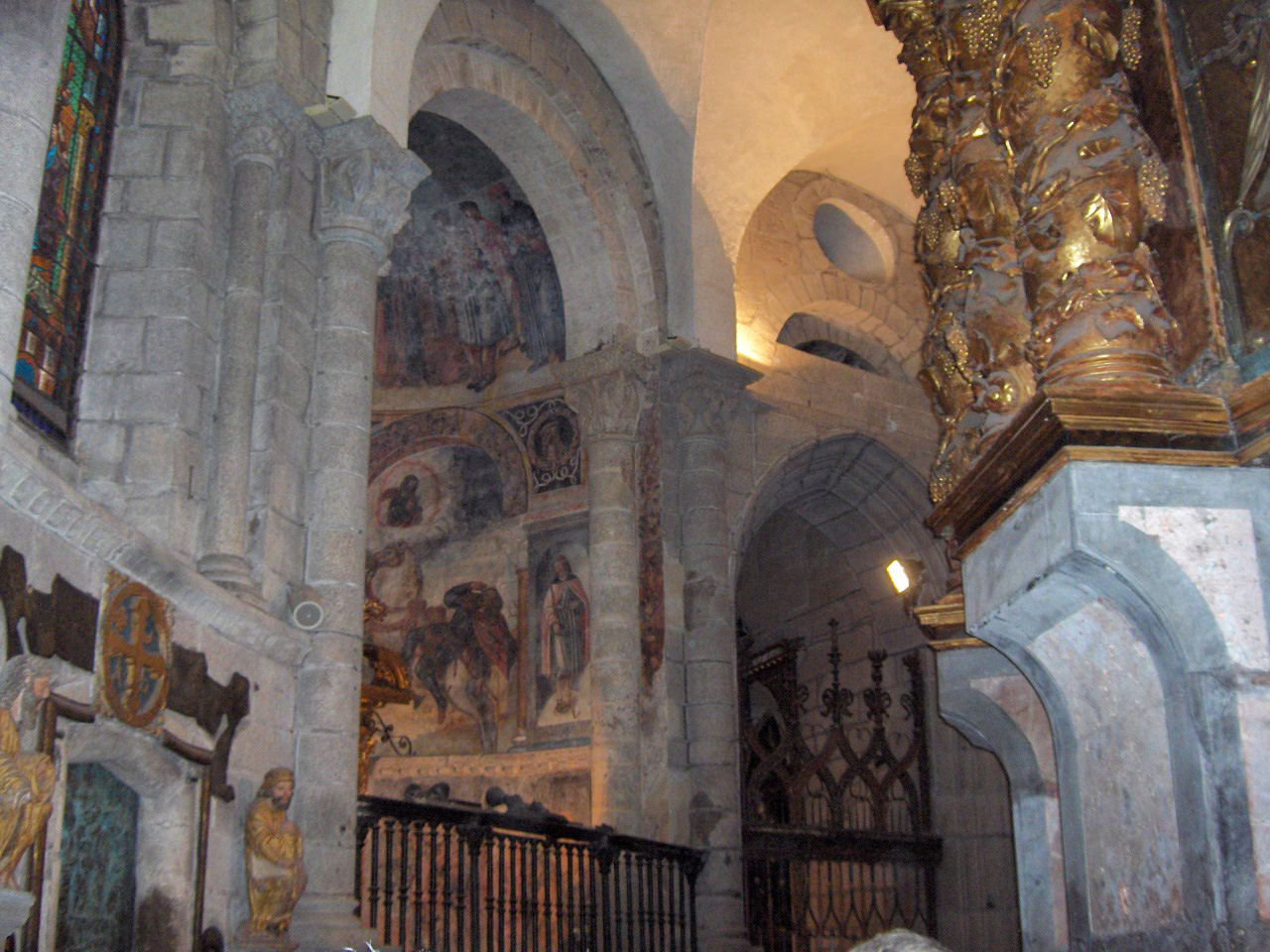
A szentélykörüljáró részlete az építkezés első szakaszából

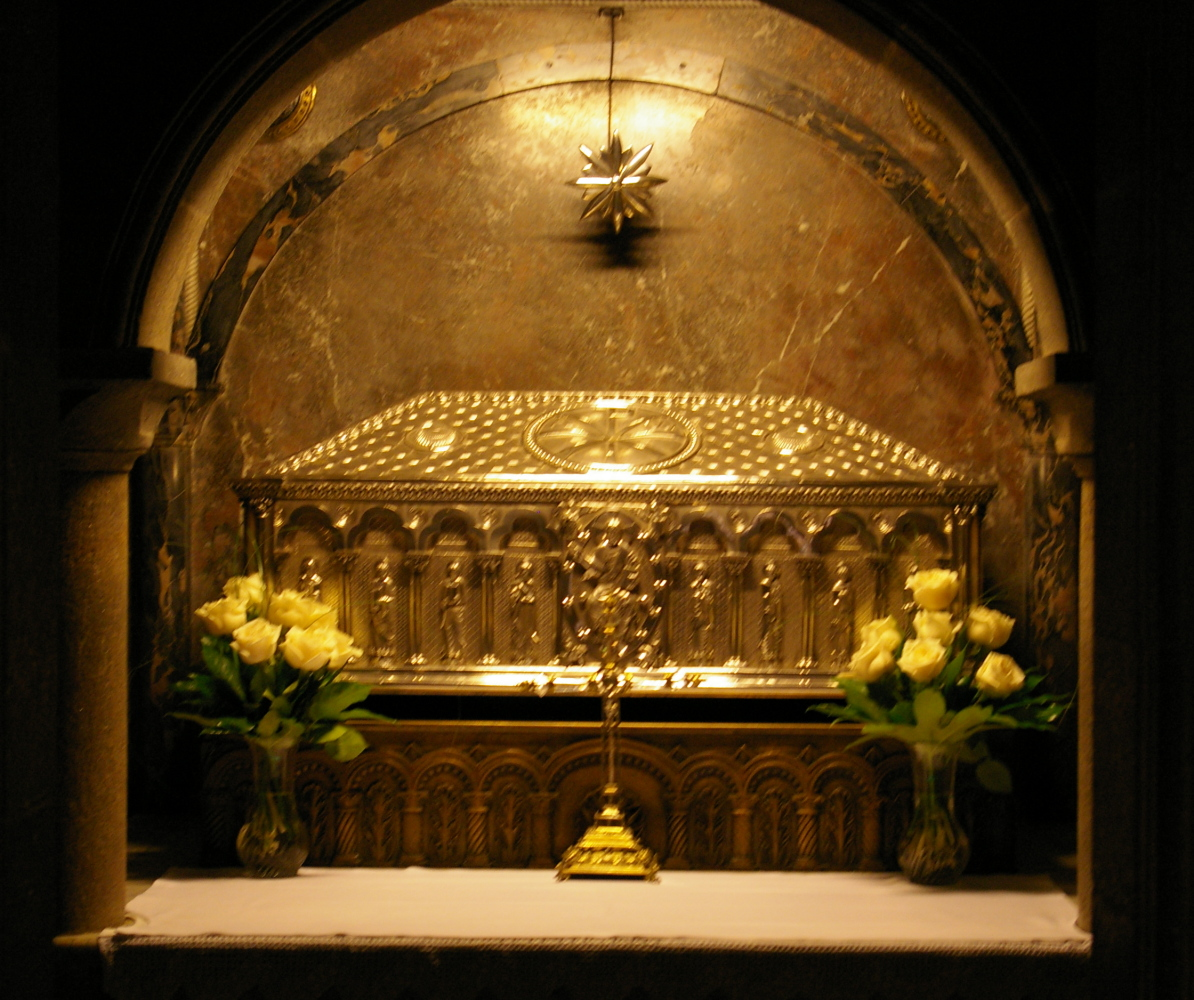
Szent Jakab sírja a szentély alatti kriptában

A 11. század utolsó harmadában, a zarándokok számának növekedésével egy időben, VI. Alfonz egy új templom építését határozta el. A jelenleg is látható épület kialakításakor francia mintákat követtek, építését 1075-ben kezdték, és 1130 körül fejezték be. Előzményei közé tartoznak a toulouse-i Saint-Sernin-bazilika, a poitiers-i Saint Hilaire-, a limoges-i Saint Martial- és a Saint-Benoit-sur-Loire-apátság. VI. Alfonz a clunyi apátsághoz és a Burgundiai Hercegséghez fűződő szoros kapcsolatai miatt nyitott volt a Galicián kívül eső területekről érkező kulturális hatásokra. Úgy vélte, a clunyi apátság szerzetesei imáinak köszönheti, hogy nem vesztette életét a dinasztikus harcokban. Az építkezés 137 éve a feliratokból és a korabeli forrásokból részletesen nyomon követhető.
A compostelai székesegyház Spanyolország legnagyobb román kori temploma méretében és díszítésében is a legjelentősebb zarándoktemplomok közé tartozik. A latin kereszt alaprajzú, háromhajós építmény félköríves apszisát szentélykörüljáró övezi, amelyből sugarasan öt kápolna nyílik. Háromhajós hosszházához hasonlóan a keresztházat is három hajóra tagolták. A középhajókat dongaboltozattal, az oldalhajókat keresztboltozattal fedték le.
Az épület a Pórtico de la Gloriától a Megváltó-kápolnáig kilencvenhét méter hosszú, a kereszthajó hatvanöt méter széles. A négyezetnél, a főhajó és a kereszthajó találkozásánál kezdődik a templom szentélyrésze. Ez három egyenes boltszakaszból áll, oszlopkötegekkel, valamint egy sokszögű apszisból, szabadon álló oszlopokkal, amelyeket jelenleg barokk díszítőelemek borítanak. A szentély megemelt része pontosan azon a területen helyezkedik el, ahol Pelagio remete 813-ban a sírt megtalálta. A szentélyhez öt kápolnája közül a középső nem félkörívesen, hanem szögletesen záródik. A szentélykörüljárót és a kápolnakoszorút a 9. századi Benedek-rendi kolostor helyére építették, az épület lebontásáról 1077-ben kötöttek a szerzetesekkel megállapodást. A kereszthajó két szárának keleti falából két-két kápolna emelkedik ki. A szentély középpontjában áll a főoltár, alatta helyezkedik el a kripta, ahol az apostol ereklyéi találhatók. A négyezetnél vaskos oszlopkötegek tartják a nyolcszögletű, gótikus kupoladobot, rajta a kupolával. A magas, viszonylag keskeny toronyszerű kupolát is beleszámítva az épületnek kilenc tornya volt, kettő-kettő a homlokzatokon és még két kisebb torony a kereszthajónál.
Monumentális mérete ellenére a tartópillérek viszonylag vékonyak és magasak, és két formában váltakoznak. Az egyik formánál a pillérmag alaprajza négyzet, a másiknál a sarkai lekerekítettek. A lekerekített pillérek kerek talplemezeken állnak, a szögletesek alatt a talplemezek négyzet alakúak. Ez a váltakozó támrendszer megóvja az épületet a monotóniától. A vízszintes osztópárkányok hangsúlyosak, a pilléreket összefüggő plasztikus tagozatok zárják le. Ezek a párkányok a főhajó féloszlopait is részekre tagolják. A pillérekhez mind a négy oldalon egy-egy féloszlop csatlakozik. A féloszlopok közül három a mellékhajók hevederívét, illetve az árkádok alátétíveit hordozza, míg a negyedik felér a boltozat vállvonaláig. A mellékhajók és a szentélykörüljáró felett végigfutó karzat a templomszerkezet legkiemelkedőbb újdonsága, kialakítására a zarándokok növekvő száma miatt volt szükség. A középhajók nincsenek megvilágítva, az épület csak az oldalhajók, valamint a négyezeti torony ablakain keresztül kap természetes fényt. Csak a szentélynek van saját ablakkoszorúja.
A 14. század végétől a 15. század elejéig épült nyolcszögletű kupola a főhajó és a kereszthajó találkozásánál 32 méter magasan kezdődik. Felületét Kasztília és León, valamint Lope de Mendoza érsek címerével és harsonát fújó angyalokkal díszítették.

### Az építkezés első szakasza
A székesegyház alapkövét valószínűleg közösen helyezte el Diego Pelágez püspök és VI. Alfonz király 1075-ben. Erre az is utal, hogy a szentély középső kápolnájának két fejezetén együtt jelennek meg. Az építkezést sorozatos problémák hátráltatták, eleinte nem volt megfelelő a pénzügyi fedezet, majd 1088-ban felségárulás vádjával letartóztatták Pelágez püspököt. Ezen kívül Diego Gelmírezt, aki a zavaros időkben többször is betöltötte az egyházmegye adminisztrátorának tisztségét, csak 1100-ban szentelték püspökké.
Aymeri Picaud francia zarándok Codex Calixtinusának 1140-ben készült feljegyzéseiben megemlíti a templom építőit. Az első az idősebb Bernardo volt, majd később egy bizonyos Esteban mester, aki 1101 és 1127 között irányította a munkálatokat, majd Pamplonába ment, hogy megépítse az ottani katedrálist. Talán az ő fia volt az őt követő fiatalabb Bernardo.
Elképzelhető, hogy a templom két legelső építésze Bernardo és munkatársa, Roberto a Pireneusokon túlról, francia területről érkezett, de az is lehetséges, hogy az utóbbi Bernardo Gutiérezzel, a 12. század elején az építkezést szorgalmazó Diego Gelmírez püspök kincstárnokával azonosítható, és aki egy vízvezeték munkálataiban is részt vett. Ha Bernardo mester francia volt, akkor valószínűleg normann származású lehetett, és úgy tűnik, neki köszönhető a székesegyház ambiciózus terve, amelyre erős hatást gyakorolt a délnyugat-franciaországi iskola. Az ő irányításával épült a szentélykörüljáró oszlopokkal tagolt elválasztó árkádok nélküli keresztboltozatos része.
A Megváltó-kápolna volt a székesegyház alapító kápolnája, ahol az építkezést kezdték. Két oszlopfője közül az egyiken az uralkodó jelenik meg, a másikon a püspök. Hátsó falában két kisméretű abszidiola között egy félköríves ablak nyílt, azonban ezt befalazták, és helyére egy retablót (többrészes oltárképet) állítottak fel. Az oldalfalon egy hosszabb szöveg emlékeztet a szentélyrész 1105-ben történt felszentelésére. A kápolna mellett kétoldalt építették fel a kör alaprajzú, Szent Péternek és Szent János evangélistának ajánlott kápolnákat.
A kőfaragó munkákat – ide tartozik a szobrászati díszítés is – szintén Bernardo mester vezetésével végezték. A korabeli források szerint az építészek ötven kőfaragót és kőművest irányítottak, közülük fennmaradt a neve egy bizonyos Lelkiismeretes Róbertnek.
A szentélykörüljáróból nyíló kápolnák bejáratánál nagyméretű féloszlopokat építettek a falba, az oszlopok közötti terekben kisebb jelentőségű bejáratok (Szent út kapu, Szent Pelagius kapu), valamint ablakok nyílnak. Az oszlopfejezetek antik, korinthoszi oszlopfőket utánoznak, az oszlopfőkön egymás felé forduló sasokat, oroszlánokat, galambokat, sziréneket és embereket ábrázoltak. Az alakok sokszor aránytalanok, elnagyoltak. Az oszlopok fedőlemezét, az abakuszokat növénymotívumokkal, tekercsekkel díszítették, vagy üresen hagyták.
1088-ban Diego Peláez püspököt felségárulásért letartóztatták, a vád szerint Hódító Vilmoshoz fordult, hogy avatkozzon be a királyság zavaros belügyeibe. Ennek következtében a munkálatok lelassultak vagy teljesen le is álltak, ami az építkezés első fázisának végét jelentette.

## Második építési szakasz

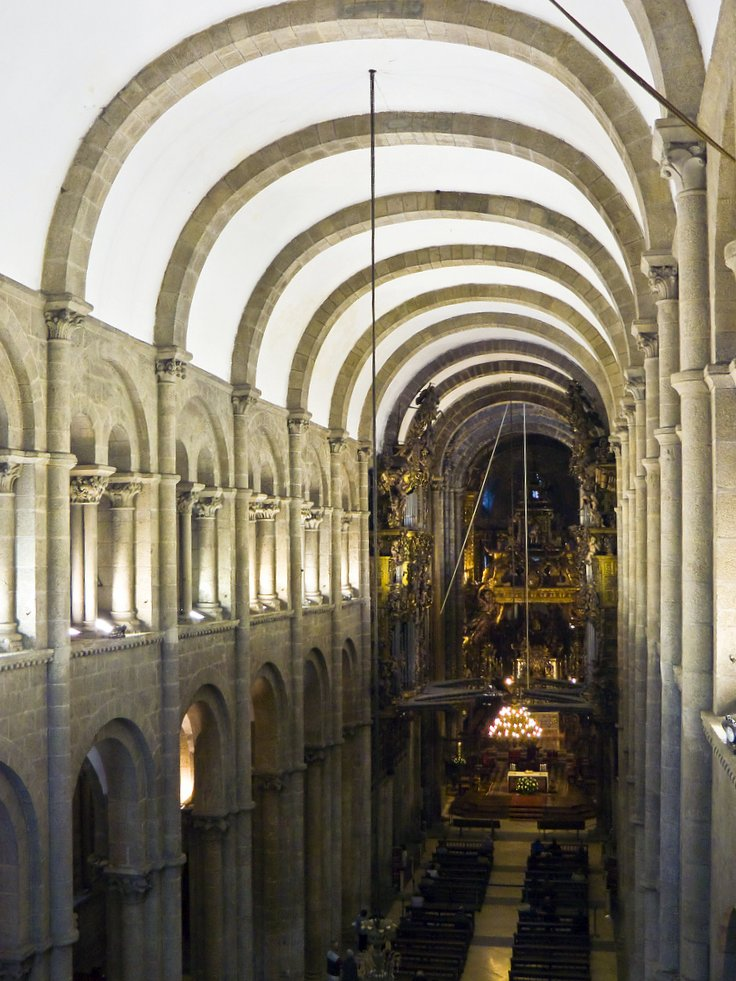
A főhajó dongaboltozata és boltívei, alatta a trifórium, míg lent az árkád.

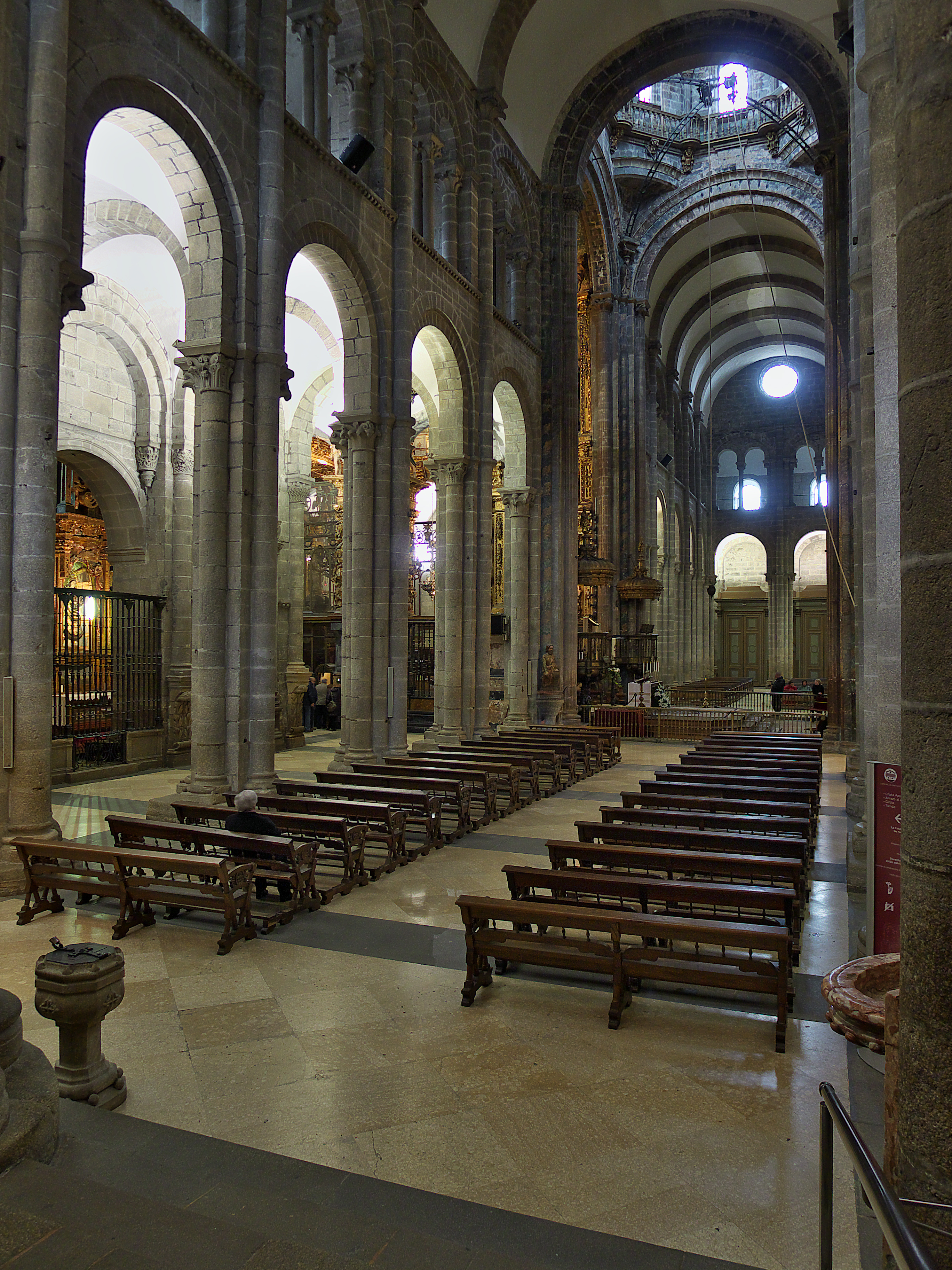
A kereszthajó

Diego Gelmírezt 1095-ben nevezte ki a compostelai egyházmegye élére Burgundiai Rajmund, Galicia grófja. Ekkor kezdődött az építkezés második, intenzív szakasza, ami az 1100-ban püspökké szentelt Gelmírez 1140-ben bekövetkezett haláláig tartott. A munkálatokat egy nagy formátumú művészegyéniség, bizonyos Esteban mester irányította. Tanulmányait egy római romokban bővelkedő területen működő műhelyben folytathatta, innen származhatott erőteljes kötődése az ókori világ iránt. Irányítása alatt elkészült a templom szentélyrésze, amit az eredeti tervekhez képest magasabbra emelt. Ez jelentős változás volt a korábbi elképzelésekhez képest, mivel kihatott a teljes épület magasságára és arányaira is. A szentélyrész kápolnáit 1105-ben szentelték fel. Ezután szintén Esteban mester irányítása alatt gyorsan felépült a letisztult vonalú, tökéletes arányú monumentális kereszthajó. Az oszlopfőket a műhelyének tagjai faragták, nagyobb részüket növénymotívumokkal borították, néhány azonban figurális díszítésű és történeteket mutat be.
Az épületet 1117-ben egy, a püspök elleni felkelésben a városi lakosság felgyújtotta, és helyreállítása csak 1130 körül ért véget. Esteban mester 1127-ben Pamplonába ment, hogy felépítse az ottani katedrálist. Ezek után a főhajó építése sokkal tovább tartott, 1168-ban, amikor Mateo mester és műhelyének tagjai elkezdtek dolgozni az épületen, az utolsó három boltszakasz még hiányzott. Az addig elkészült oszlopfők különböző műhelyek munkái voltak, és a bejárat felé közeledve egyre bonyolultabb kialakításúvá váltak. A korábbiakon csak ember- és állatfejek jelennek meg, a későbbieken már teljes emberi alakok is.

### A kereszthajó kapui
A kereszthajó két végén található bejáratok, az északi "paradicsom kapuja" vagy ismertebb nevén Azabacheria-kapu (neve az agátkő faragókra utal, azabache spanyolul agátkövet jelent), a déli Platerias-kapu (Ezüstművesek kapuja) valamint a nyugati homlokzatnál később elkészült Pórtico de la Gloria (Dicsőség-kapu) szoros ikonográfiai kapcsolatban álltak egymással, az emberiség történetét jelenítették meg középkori felfogásban. Az Azabacheria-kaput a 18. században lerombolták, de szobrainak egy része fennmaradt. A kereszthajó két bejárata azonos szerkezetű volt, és követték az épületrész belső beosztását. Díszítésén languedoci kőfaragók dolgoztak, az álló Krisztus alakján, Ádám teremtésének jelenetén és Dávid királyon tűnnek fel azok a jellegzetességek, amelyek a toulouse-i plasztika korai hatására utalnak. Az 1117-ben kirobbant felkelés során a kapuk súlyos károkat szenvedtek, megmaradt darabjaikat a déli, Platerias-kapun egyesítették. A rajta másodlagosan felhasznált domborműrészletek eltérő stilisztikai jellegzetességeket mutatnak.
A "paradicsom kapuján" a legtöbb szobrot Esteban mester faragta, és a Platerias-kapu figuráinak egy része is az ő munkája. Alakjaira hullámos haj, a széles ajkak, az enyhén kidülledő szemek és a széles arccsontok jellemzőek. A stilizált, szoros ruhaábrázolásokon átsejlenek a gondosan kifaragott anatómiai részletek, a ruhák U alakú ráncaiban a mester szignójával. A kapukon két másik szobrász is dolgozott, akikre bár hatott Esteban mester erős személyisége, mégis eltérő elképzelések alapján dolgoztak. Egyikük, aki a leóni Szent Izidor-templom Bárány-kapuján dolgozott, nagy vonalakban követte Esteban mester elképzeléseit, de alkotásai kevésbé kifejezőek. Az alakok ruházata kúpszerű, cső alakú ráncokkal. A másik művész, egy népszerű elbeszélő szobrász, aki az „Elárulás mestere” néven ismert, korábban szintén a leóni katedrálison dolgozott, a Megbocsátás kapuján. Alakjaira szoros, hengerszerű ruházat, nagyfokú térbeliség, mozgás és kifejezőképesség jellemző, az arcokra a beesett szem, a felfelé álló bajusz. Úgy tűnik, szándékosan alkotott Esteban mestertől különböző stílusban. Később Esteban mester és a „Bárány-kapu mestere” elhagyta Santiagót, ő azonban tovább dolgozott a kapukon.

#### A "paradicsom kapuja"
Az Azabacheria-kapu 1100 körül készülhetett el, lerombolása után a megmaradt darabjai vagy a katedrális múzeumába kerültek, vagy beépítették a Platerias-kapu különböző részeibe.
A megmaradt, múzeumba került darabok: egy apostolszobor töredéke, a hónapokat ábrázoló szobrok közül Február (ismeretlen szobrász alkotásai), Ádám és Éva a paradicsomban („Elárulás mestere”), egy nő szőlőfürttel, és az ajtót szegélyező oszloptörzsek (Esteban mester). Az oszloptörzseken felismerhetők a római és kora keresztény szarkofágok hatása, így ezek a mester klasszikus műveltségének bizonyítékai.
Platerias-kapura került szobrok: Trónon ülő Krisztus, Máté evangélista („Bárány-kapu mestere”), Ádám teremtése, Éva teremtése, Gyermekét szoptató anya, az állatöv jegyeiből a Nyilas és a Halak (ismeretlen szobrász alkotásai), Kiűzetés a paradicsomból, Izsák feláldozása („Elárulás mestere”), Dávid király, Dicsőséges Krisztus, Vadállatok, Nő oroszlánkölyökkel (Esteban mester).

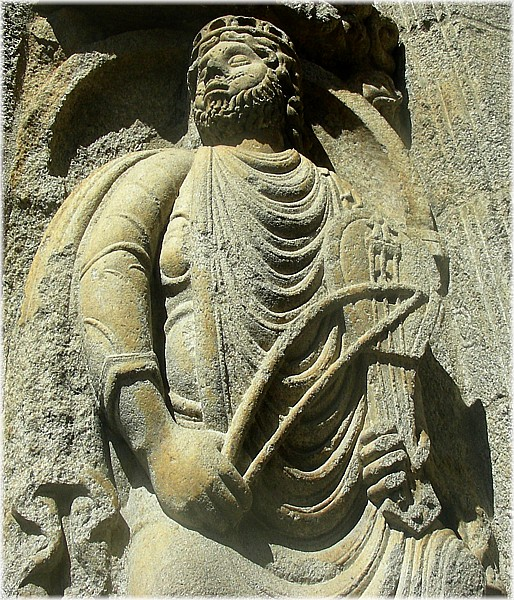
Dávid király, Platerias-kapu
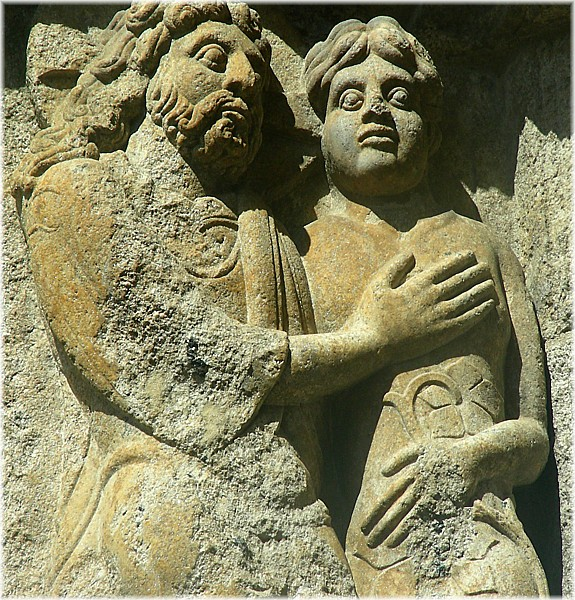
Ádám teremtése, Platerias-kapu
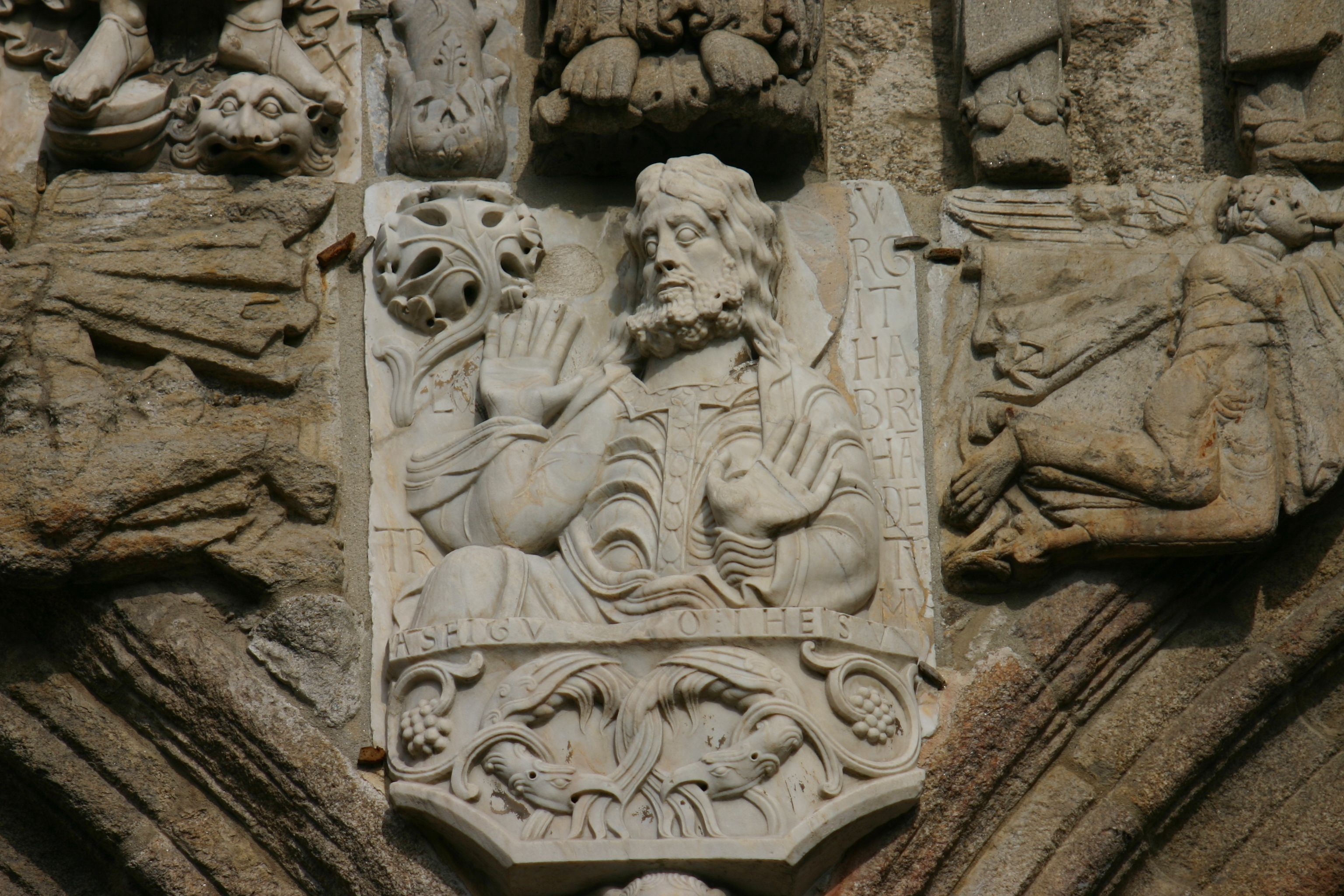
Jézus színeváltozása, Platerias-kapu

#### A Platerias-kapu

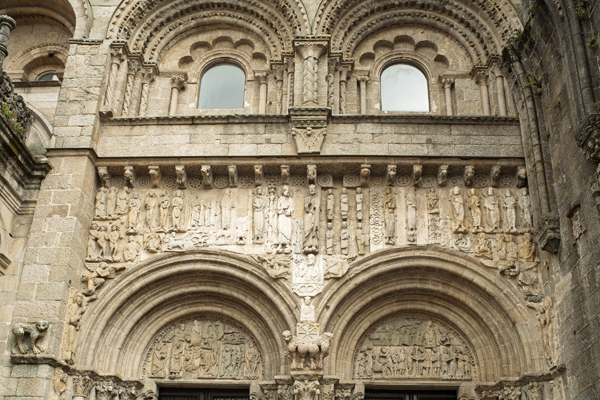
A Platerias-kapu

A keleti kapu, a szemöldökfa egy felirata szerint, 1103-ra került a helyére. Az 1117 után ide helyezett szobrok miatt az eltérő lapokból összeállított orommezők egyenetlen hatást keltenek. A koncepció kialakításáért Esteban mester volt a felelős, és néhány szobor is az ő alkotása. A jobb oldali timpanonban a töredékes állapotban fennmaradt Királyok imádása látható, alkotója az „Elárulás mestere” volt. A királyokat vezető angyalt Esteban mester faragta. A timpanon alsó részén a Vak meggyógyítását („Elárulás mestere”) ábrázolták és a passió egyes jeleneteit mutatták be, Krisztus elfogatását (erről a szoborcsoportról kapta nevét az „Elárulás mestere”), a töviskoronázást és Krisztus ostorozását. Utóbbi jelenetek egy ismeretlen, archaikus stílusban dolgozó szobrász alkotásai. A bal oldali timpanon nagy részét, amelynek darabjai még jobban eltérnek egymástól, Krisztus megkísértése foglalja el. Két szemben álló csoport között Krisztus türelmesen várakozó alakja jelenik meg. Az egyik csoport az őt kísérő angyalokból áll, a másik szárnyas démonokból és egyéb szörnyalakokból. A démonokat, a szörnyeket és az egyik angyalt Esteban mester faragta, a többit ismeretlen szobrász készítette.
A timpanonok fölött elhelyezett domborművek két csoportra oszthatók. Az egyik csoport apostolokból és szentekből áll, a másik csoport a fríz közepén Jézus színeváltozását jeleníti meg Mózessel és Ábrahámmal. Krisztus mellett jobboldalt Szent Jakab és testvére, Szent János, baloldalt Szent Péter szobrai kaptak helyet. A szobrokat 1115 körül feltételezhetően Esteban mester készítette, de Szent János és Szent Péter alakja azóta megsemmisült. A bejáratok két oldalán oszlopokat állítottak fel, rajtuk ornamentális díszítéssel vagy angyalok, apostolok és szentek alakjaival. Az oszlopfők egy részén növénymotívumok láthatók, két oszlopfő azonban figurális díszítésű, Krisztus elfogatásával és egy harsonát fújó angyallal. A kapu támpillérekig kibővített bélletében elhelyezett domborművek közül figyelemre méltó a hangszeren játszó Dávid király alakja és Ádám teremtése (mindkettő Esteban mester alkotása), ahogy Isten kezét Ádám szívére helyezi, hogy saját képére életre keltse. A szélső oszlop mellett, a nyugati támfalon, trónon ülő Krisztus látható (a „Bárány-kapu mestere”). A genezis-jelenetek, köztük a hárfán játszó Dávid király alakja ahhoz a klasszicizáló reliefstílushoz tartoznak, amelynek hosszú tradícióját a toulouse-i szentélykörüljáró faragványai alapították meg. Velük szemben a keleti támfalon Éva teremtése, trónon ülő Krisztus és Izsák feláldozása kapott helyet (a „Bárány-kapu mestere”).

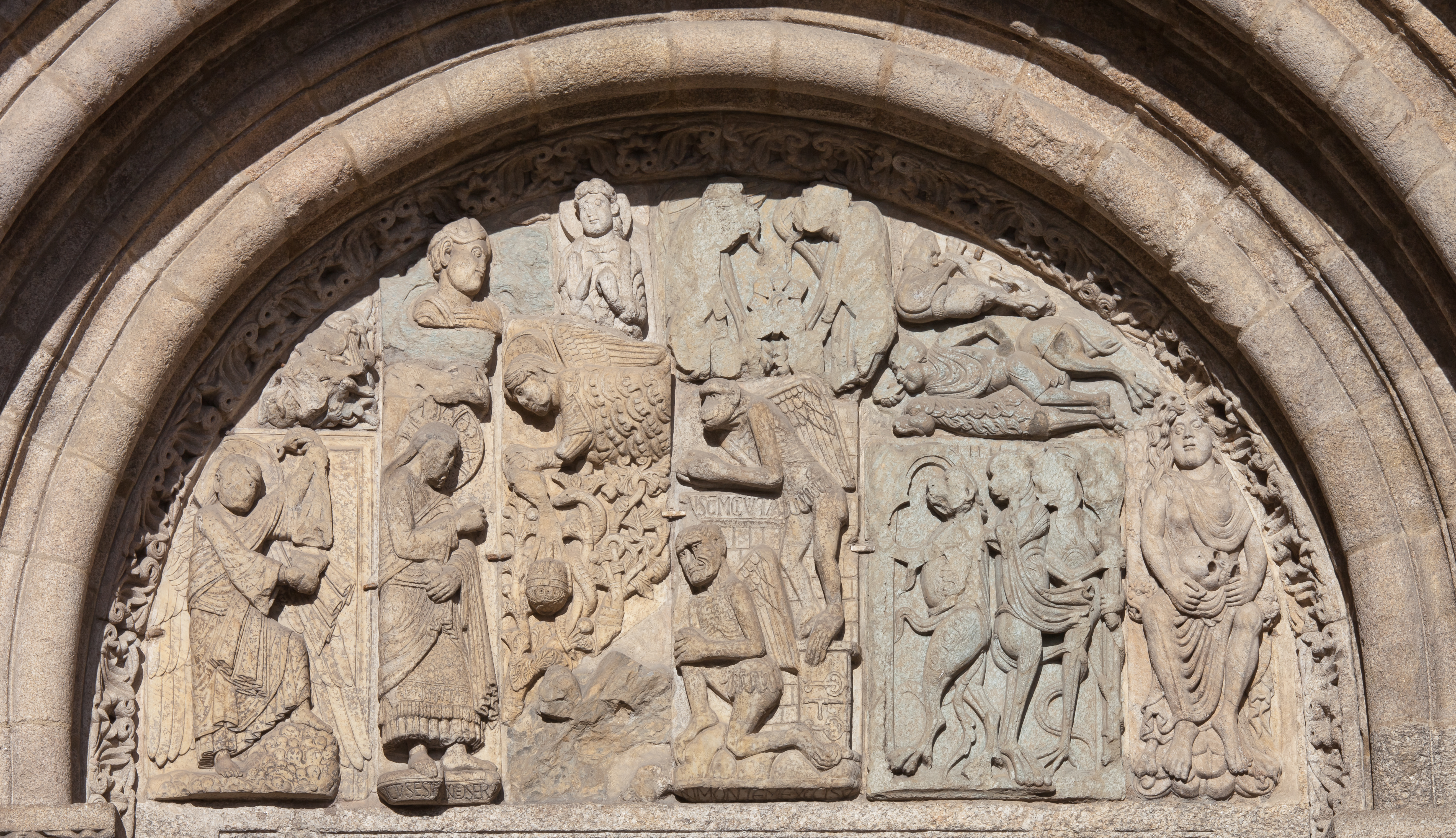
Platerias-kapu, a bal oldali timpanon Krisztus megkísértésével
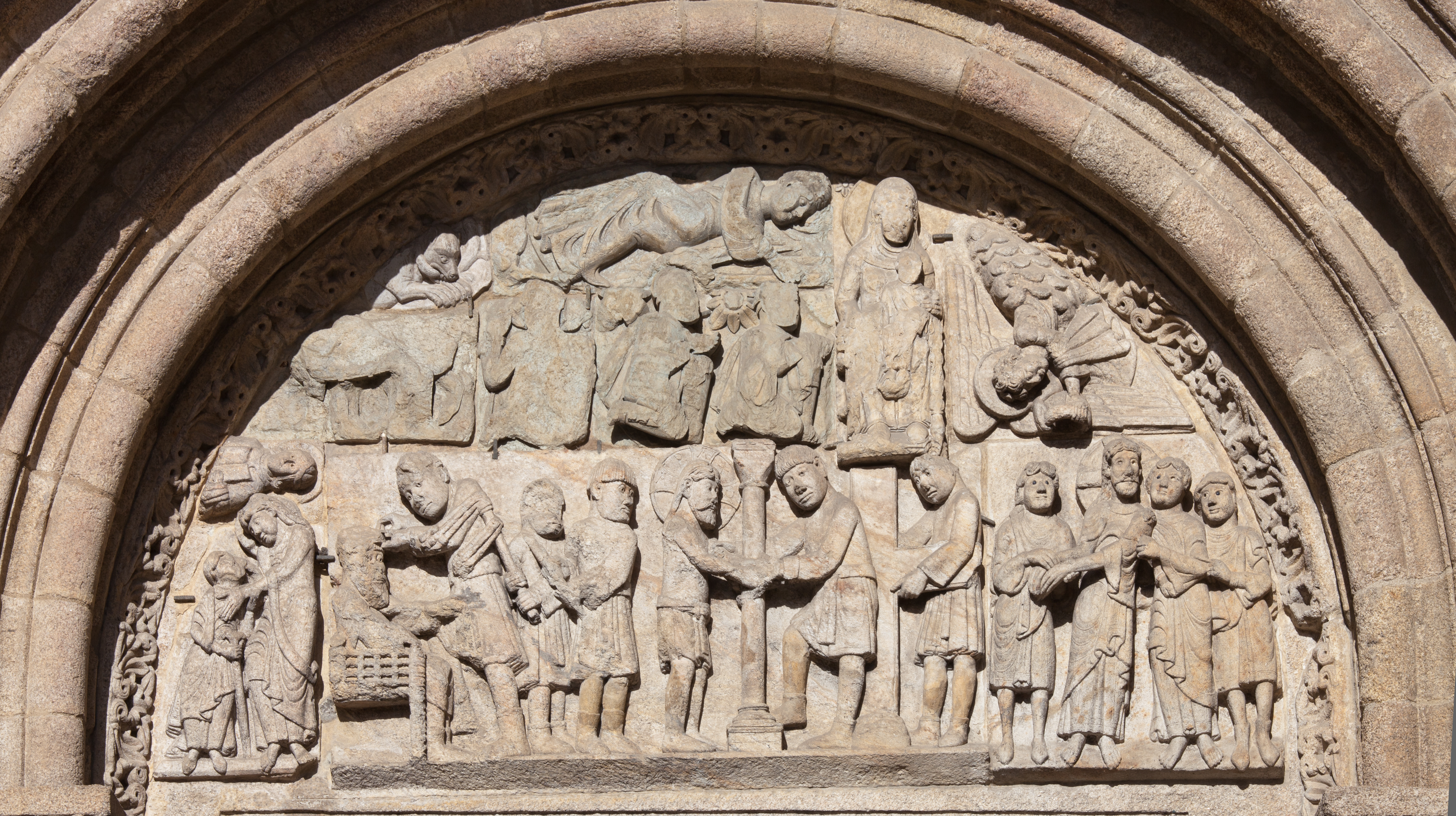
Platerias-kapu, a jobb oldali timpanon, a királyok imádásával és a passió jeleneteivel
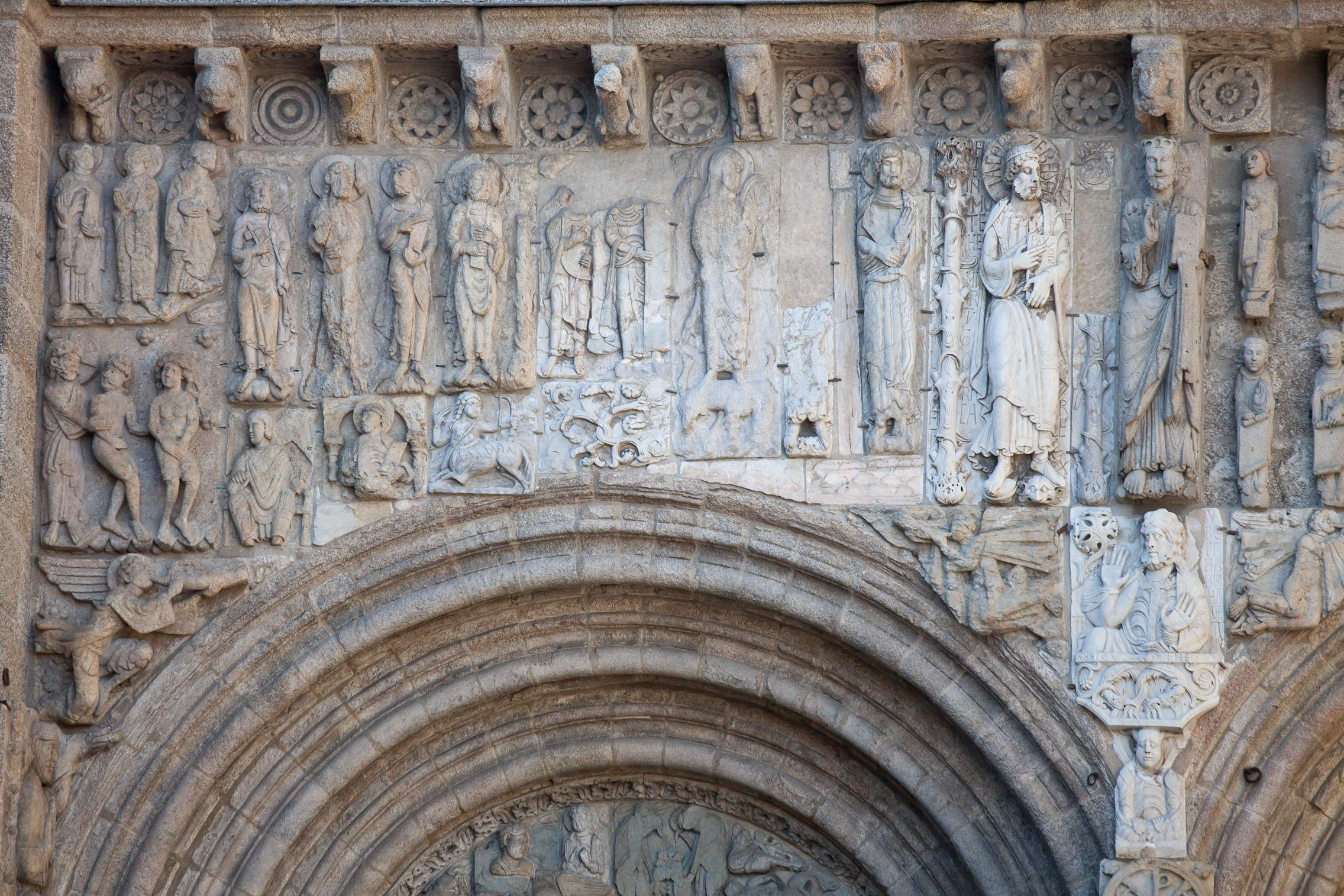
Platerias-kapu, a bejárat fölötti fríz bal oldali része
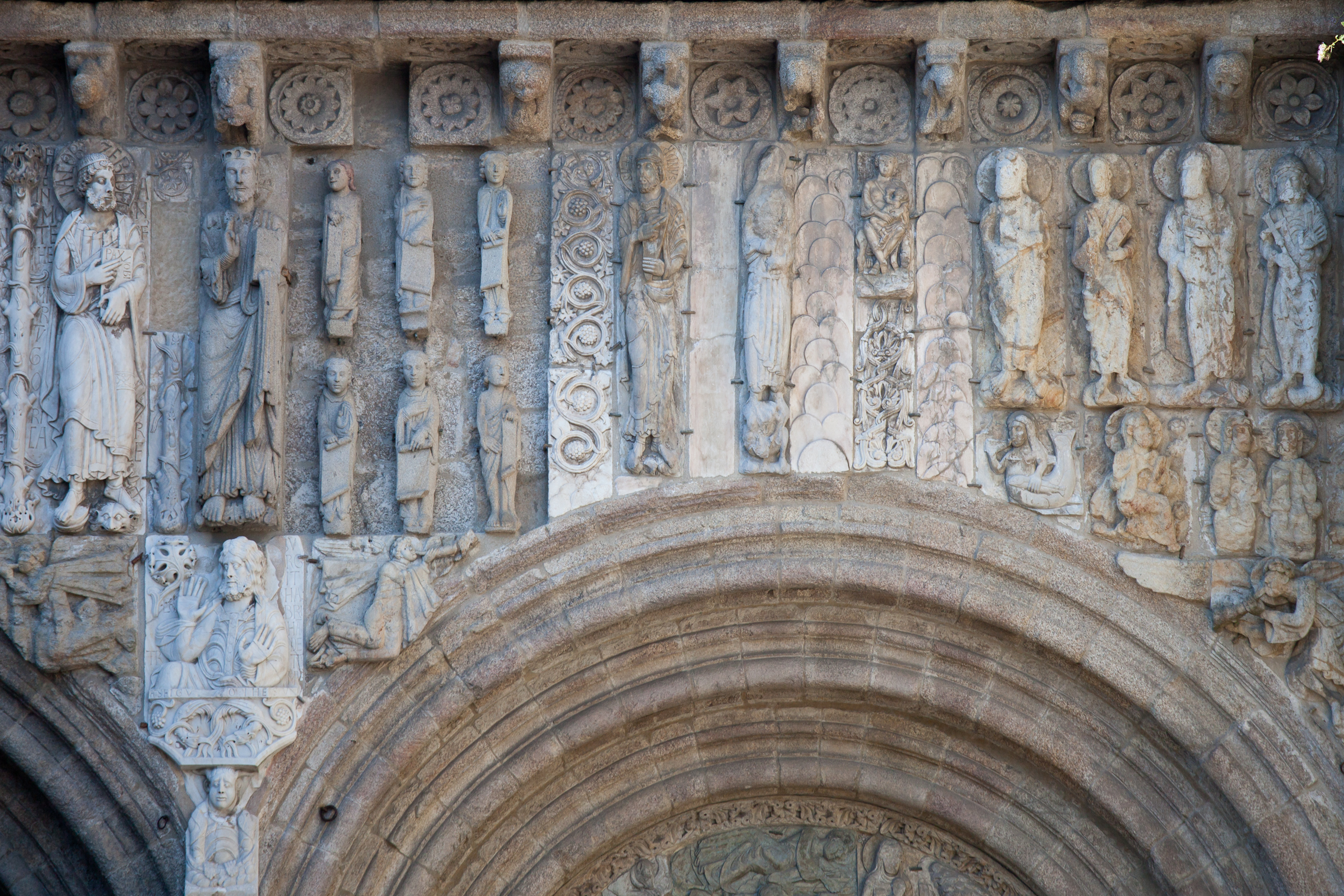
Platerias-kapu, a bejárat fölötti fríz jobb oldali része

### A Platerias-homlokzat
Az 1117-es tűzvész komoly károkat okozott a homlokzaton is. Az egyik szobor, ami ezután került jelenlegi helyére, a fríz közepén álló Krisztus-szobor. Az elegáns, magas színvonalú francia hatásokat mutató alkotás 1200 körül készülhetett. A homlokzat második szintjének kialakítása a teljes templom 1211-es felszentelésére való felkészülés egyik része volt. A hármas archivoltokat növénymotívumokkal díszítették, a tartóoszlopokat geometrikus mintákkal borították. Ennek a szintnek a kialakítása Mateo mester műhelyéhez köthető.
A 14. század elején megkezdték a templom katonai megerősítését. A Platerias-homlokzat két sarkában álló kis román kori tornyokat lebontották. A jobb oldalon ma is látható óratorony zömök alsó szintjét (amit akkor Szentháromság-toronynak neveztek), Rodrigo de Padrón (1307–1316) és Berenguel de Landoira (1317–1330) érsekek idejében építették. Utóbbi a homlokzat másik sarkában is egy hasonló tornyot emeltetett, ezt azonban a reneszánsz kolostor építésekor lebontották. Az óratorony falába hat szobrot helyeztek el, keleti oldalába Szent Péter, Szent János, Szent Pál és Szent Jakab, a nyugatiba Keresztelő Szent János és Szent Fülöp ábrázolásait.

## Mateo mester

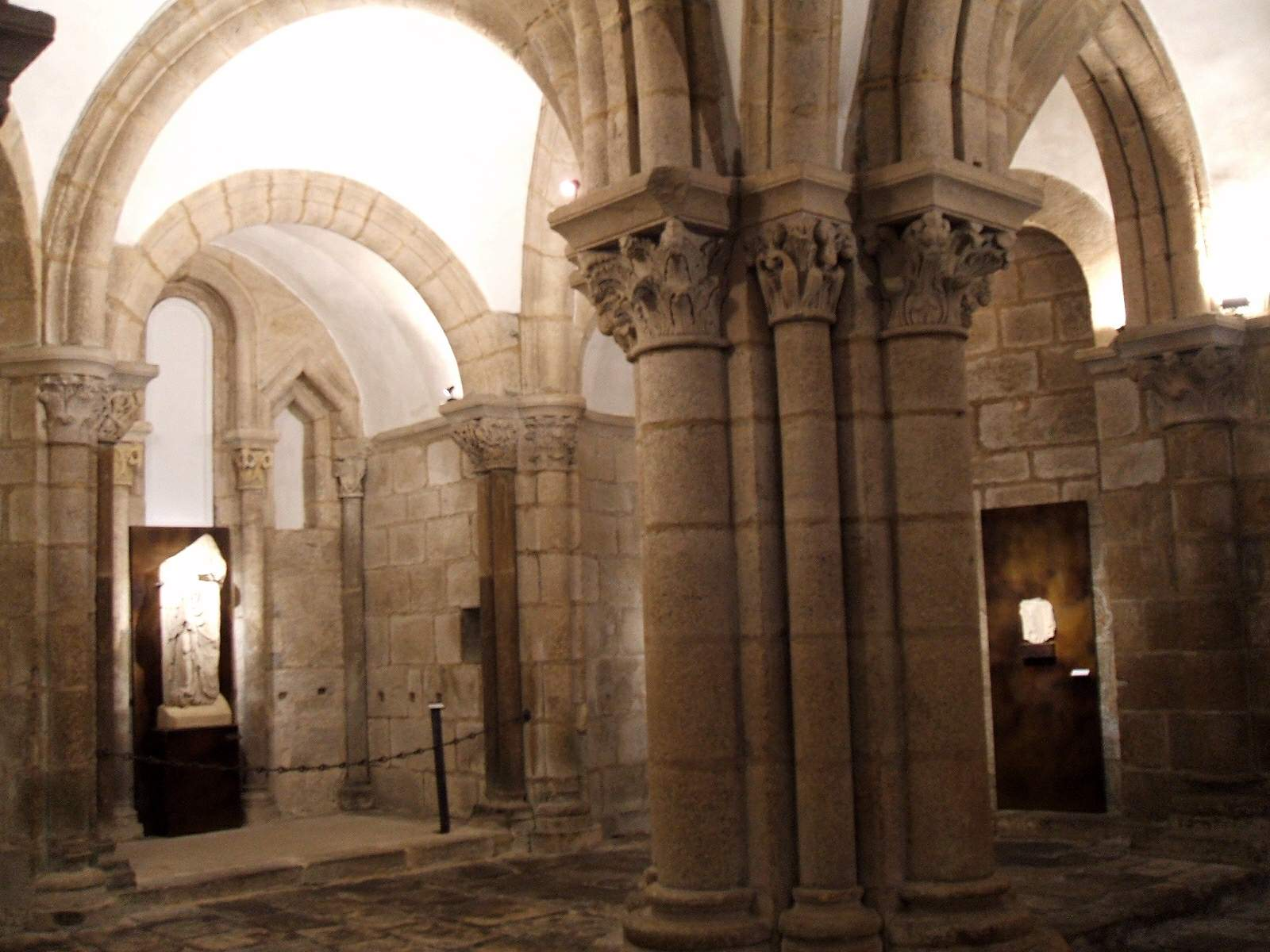
A Pórtico de la Gloria alatti kripta

1168-ban II. Ferdinánd király úgy döntött, hogy befejezi a templomot, és a munkálatok irányítását egy bizonyos Mateo mesterre bízta. Előéletéről nem maradtak fenn dokumentumok, az általános vélekedés szerint compostelai származású volt. A katedrális közelében eltöltött hosszú idő komoly hatást gyakorolt művészetére, a templomon dolgozó műhelyben figyelhettek fel tehetségére. Szoros kapcsolatban állhatott a „Nedves ruhák mesterével” és a műhely más művészeivel is, akiknek munkáit később a nyugati homlokzat alatti kripta építésekor felhasználta. Úgy tűnik, hogy távolabbi területeken található művészi alkotásokat is ismert, így feltételezhető, hogy sokat utazott, valószínűleg egyházi emberek társaságában. Munkásságára hatott a burgundiai, az itáliai, a mudejár és az iszlám művészet.
Amikor átvette a munkálatok irányítását, a főhajó még nem volt teljesen kész. Az ő irányítása alatt emelték a három utolsó boltszakaszt, a nyugati homlokzat alatti kriptát, a nyugati homlokzatot és a híres Pórtico de la Gloriát. Tiszteletben tartotta elődei munkáját, így a főhajó teljesen egységes képet mutat. Az utolsó három boltszakasz oszlopfőit műhelyének tagjai faragták, növényi motívumok és a chiaroscuro-hatás elérése miatt gömbök és apró lyukak jelennek meg rajtuk. A levelek közül emberek, sárkányok, oroszlánok, szörnyek és farkasok bukkannak fel.

### A kripta
A lejtős terület okozta problémák kiküszöbölésére a nyugati homlokzat alatt egy kriptát alakítottak ki, ami a Pórtico de la Gloria előcsarnokának alapjává vált. Egy külön templomnak tekintették, és ifjabb Jakab apostolnak szentelték fel. A kriptát számos zarándok kereste fel, és eredetileg királyi temetkezőhelynek is szánhatták. Középen egy széles oszlopköteg több részre tagolja a teret, és egyben ez a mennyezet keresztboltozatainak kiindulópontja is. A kripta hátsó részénél egyfajta szentélykörüljárót alakítottak ki a hátsó falnál egy, a Megváltó-kápolna elhelyezkedéséhez hasonló négyszögletes kápolnával.

### A Pórtico de la Gloria

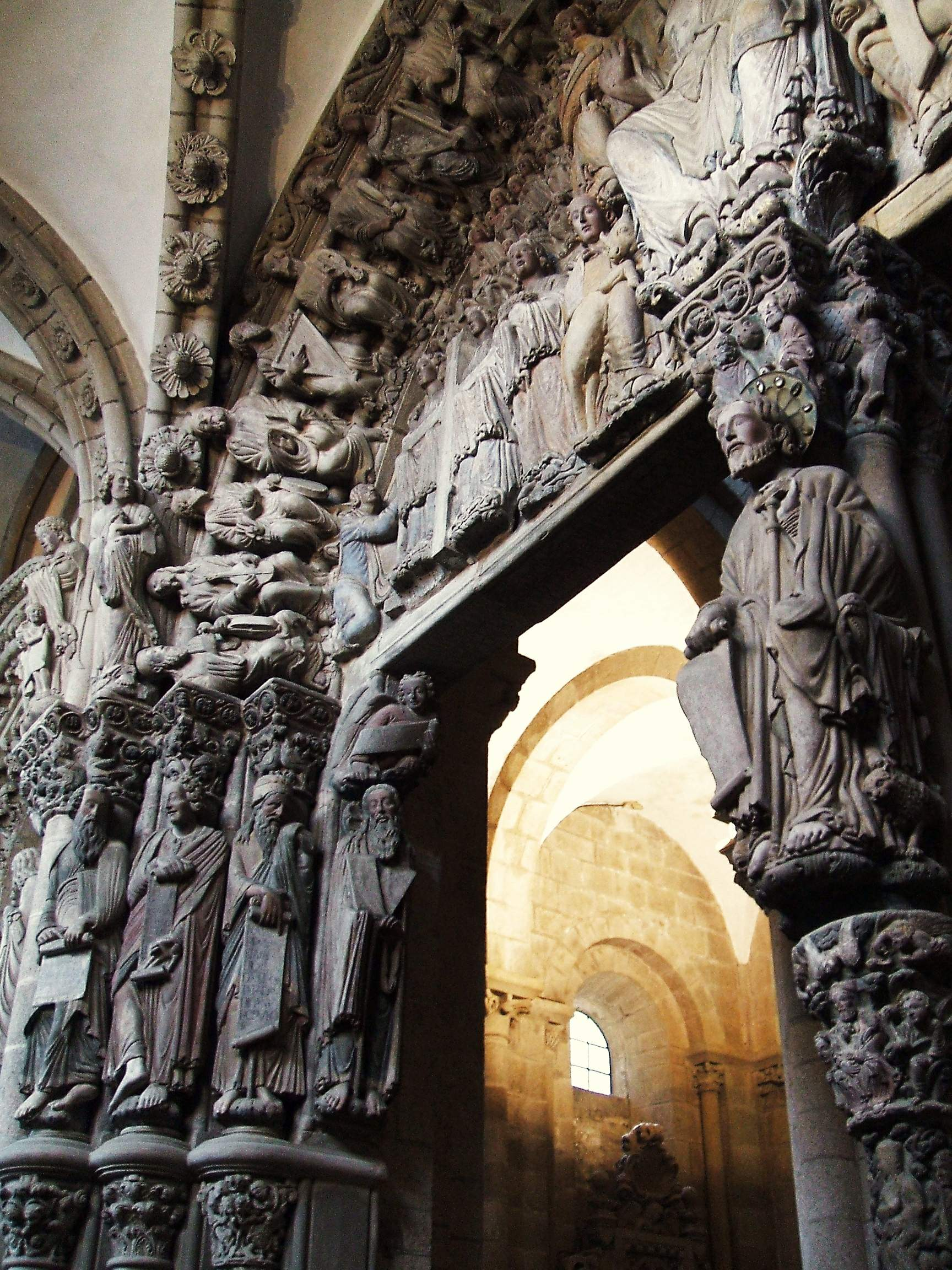
A Pórtico de la Gloria középső része

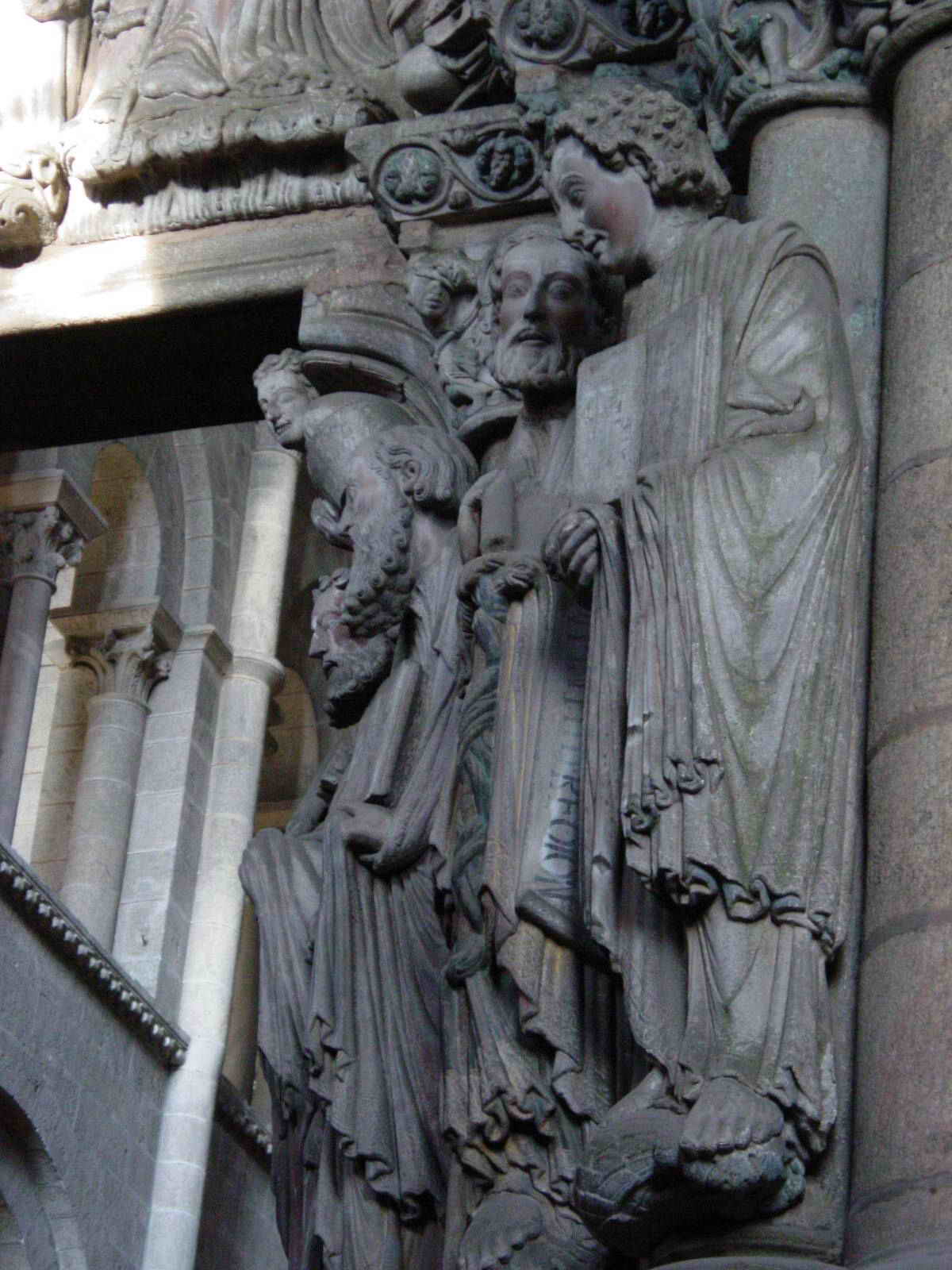
Apostolok a Pórtico de la Glorián

Mateo mester rendkívüli műve a Pórtico de la Gloria, a spanyol román kori szobrászat csúcspontja. Az építészeti munkálatokkal együtt majdnem ötven évig készült. A művész 1168-tól magas járandóságot kapott II. Ferdinánd királytól, azonban ebből az összegből a munkálatok költségét is finanszíroznia kellett. Ez a királyi dokumentum világosan jelzi az alkotó magas társadalmi státuszát. A kapu szemöldökfáján az 1188-as évszám szerepel, noha ekkor még nem teljesen készült el; erre utal az is, hogy Mateo mestert többször is említik a következő évekből származó forrásokban.
Annak ellenére, hogy a mester neve és a dátumok ismertek, mégsem teljesen világos, hogy pontosan milyen szerepet játszott a kapu építésében. Lehetett a szobrászok vezetője és a főépítész is. Az biztosra vehető, hogy nem bíztak volna rá egy ekkora jelentőségű munkát, ha nem lett volna szobrászi gyakorlattal is rendelkező hírneves és tapasztalt kőfaragó. Mateo és műhelye művészi hátteréről a főhomlokzat alatti kripta egyszerűbben faragott oszlopfői és gyámkövei adhatnak felvilágosítást. Ezeken az oszlopfőkön burgundiai hatás ismerhető fel, ezenkívül kapcsolatba hozhatók az ávilai San Vincente és a Burgos közelében épült Santo Domingo de Silos-templommal is. Feltételezhető, hogy Mateo műhelyének legalább egy tagja az utóbbi templomon dolgozott.
Mateo szobraira a lágy arcvonások és a derűs arckifejezés jellemző. Az alakok szakállát és haját vastag fürtökben jelenítette meg. A ruhaanyagokat szinte csak jelezte rajtuk, így lehetővé vált a test vonalainak realisztikusabb ábrázolása, ami különösen a középső oszlopon látható Szent Jakab szobrán szembetűnő. Műhelyének tagjai közül egy nem azonosítható szobrász alakjai eltérőek a többitől, a formákból eltűnik a lágyság, és az arcok is sokkal kifejezéstelenebbek. Egy másik, jelentős művészi színvonalon dolgozó szobrász (aki a kapura több kisméretű fejet is faragott) készítette a jobb oldalon látható apostolok szobrát. Ezek a karcsú, magas alakok gondosan kidolgozott ruházatukkal tűnnek ki a többi szobor közül.
A kapu stílusjegyei átmenetet képeznek a román kori művészet és a gótika között. Míg az oszlopokon látható kiegészítő, nem figurális díszítések, valamint az archivoltokon megjelenő kárhozottak nagymértékű hasonlóságot mutatnak korábbi, 12. századi alkotásokkal, addig az oszlopokon látható alakok naturalizmusa és életteli ábrázolása nem marad el az egykorú az Île-de-France területén készült ábrázolások művészi színvonalától. Ez nem a két terület közötti direkt kapcsolatra utal, sokkal inkább egy közös, egyetemes érdeklődést fejez ki a figurák életszerű megjelenítése iránt.

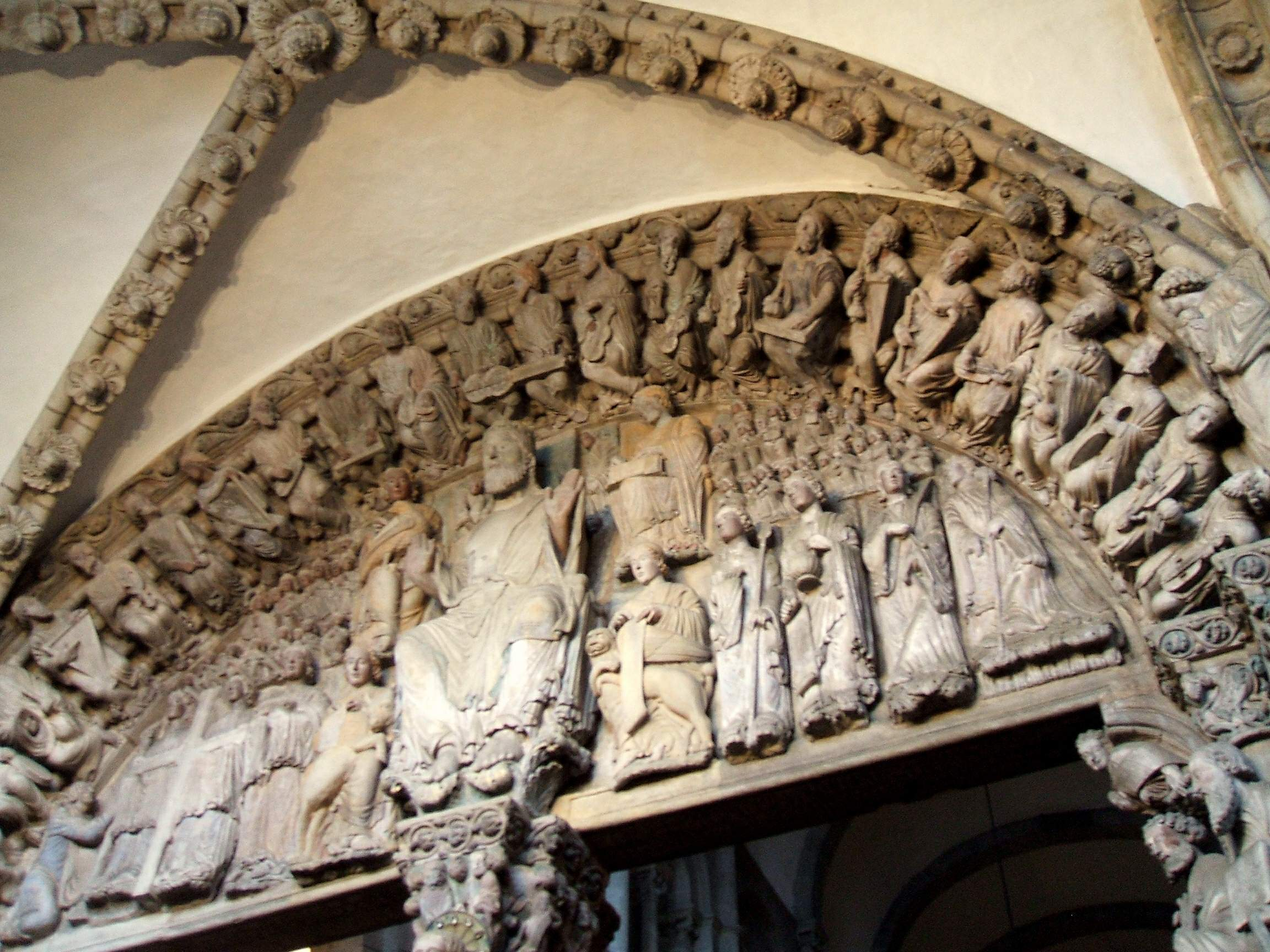
A Pórtico de la Gloria középső timpanonja
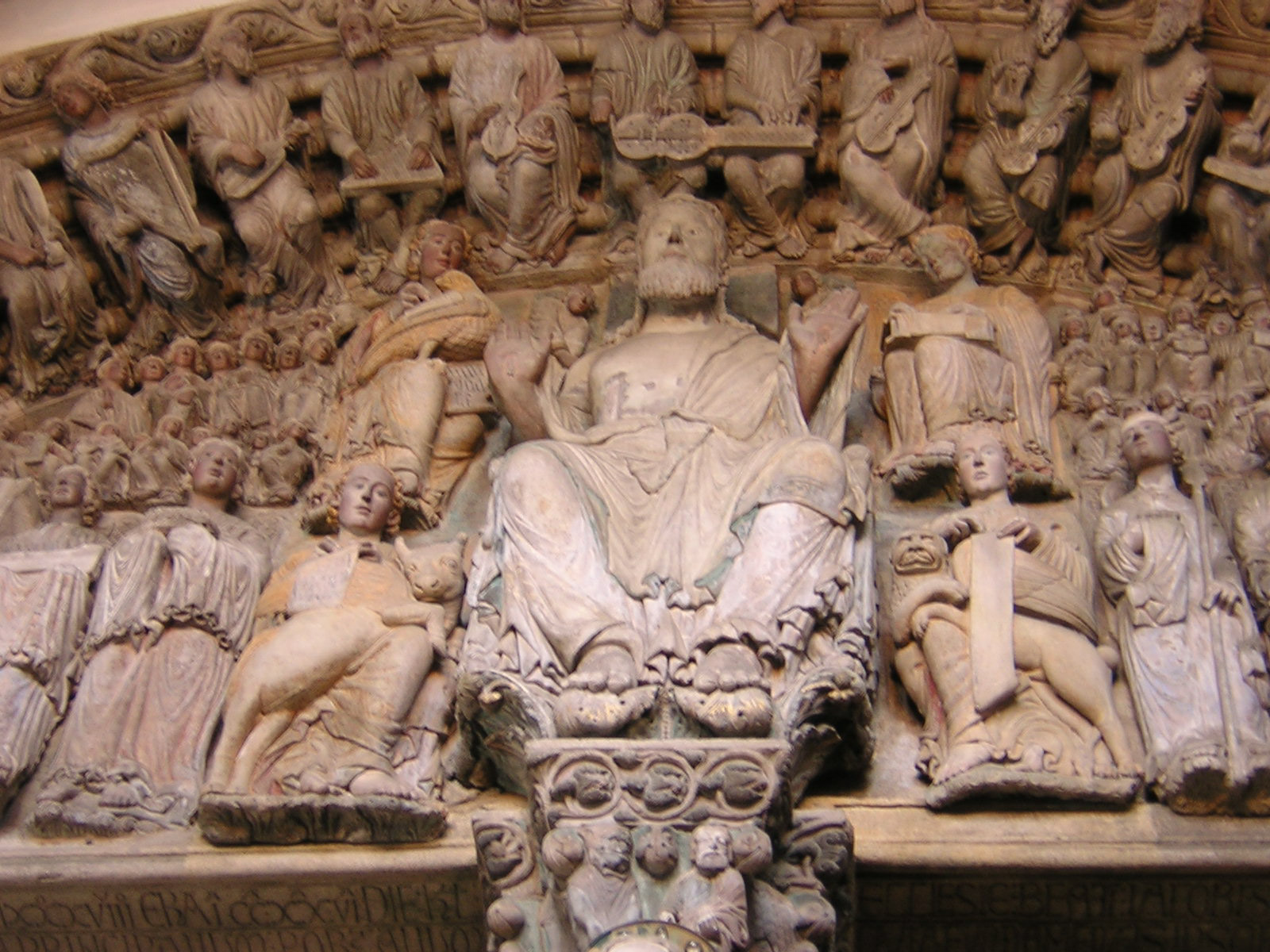
Krisztus az evangélistákkal és angyalokkal
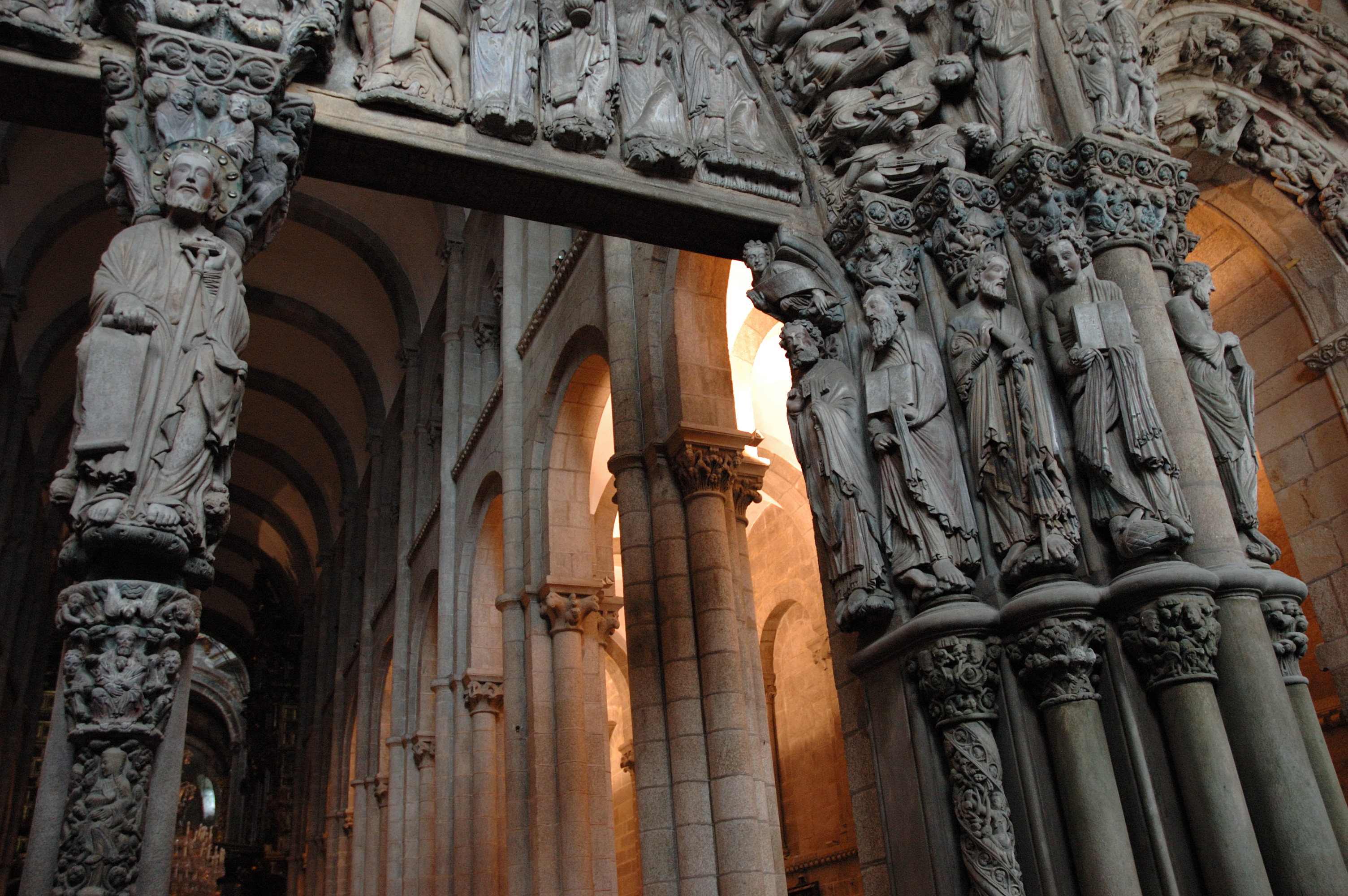
A kapu középső része, részlet
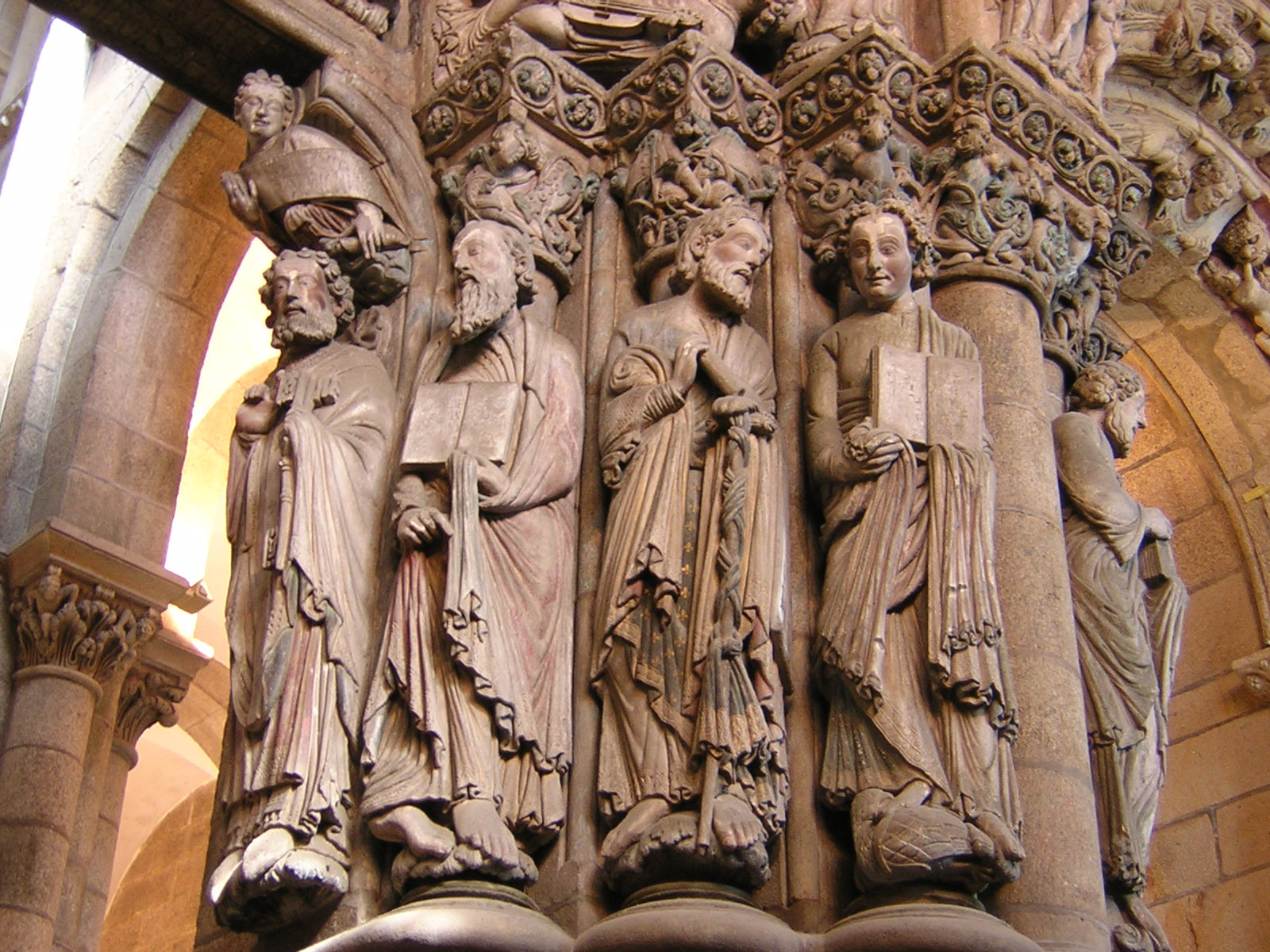
Apostolok a Pórtico de la Glorián

A háromrészes kapu közvetlenül a templom fő- és mellékhajóiba nyílik. Egy előcsarnokban helyezkedik el, a csarnok jelenlegi külső fala a 18. században kialakított Obradorio-homlokzat. A csarnokot bordás keresztboltozatokkal fedték le, a bordákat növénymotívumokkal borították. Szokatlan módon az oszlopok lábazatára kitalált vagy létező vadállatokat faragtak. A vadállatokra többféle elmélet született, az oroszlánt megszelídítő alakot azonosították már Ádámmal és Herkulessel is. A kapu hátoldalán a középső oszlop tövében egy térdelő alak, pergamentekerccsel a kezében, a hagyomány szerint a mesterrel azonosítható.
Csak a középső kapu fölött alakítottak ki timpanont, közepén, a főhelyen a kapu legfontosabb alakjával a trónon ülő Krisztus életnagyságnál nagyobb szobrával. Koronás feje mellett két tömjént tartó angyal jelenik meg, egyik válláról lecsúszó köpenye miatt láthatóvá válnak sebei. Mellette a négy evangélista (Máté, Lukács, Márk és János) szobra áll, a passió kellékeit (az oszlop, a kereszt, a töviskorona, a szögek, az ostor, a lándzsa és a szivacs) tartó angyalokkal és két sorban megjelenő üdvözültekkel.
A kapuosztó oszlopon lévő domborművön Jessze fáját, fölötte a templom védőszentjét, Szent Jakabot ábrázolták. A szent bal kezében pergamentekercset tart, rajta a „misit me dominus” („az Úr küldött engem”) felirattal. Feje fölött az oszlopfőn Krisztus megkísértését ábrázolták. A keretező archivoltokban huszonnégy aggastyán beszélgetés közben hangszereit hangolja. Ábrázolásukra nagy hangsúlyt helyeztek, mert a korai kereszténységtől a húros hangszerek húrjaikban Krisztust jelképezték.
A bal oldali bejárat az Ótestamentumot jelképezi, Jeremiás, Dániel, Ézsaiás prófétákkal és Mózessel. Az ajtó felett az egyik félköríven királyok, pátriárkák és a kiválasztott nép más vezetői jelennek meg. Középen Ádám, Éva és Krisztus látható a pokol tornácán. A jobb oldali bejárat az Újtestamentumot szimbolizálja Péter, Pál, ifjabb Jakab és János apostolokkal. A bal szegmensben szörnyek gyötrik az elkárhozottakat, jobbra az üdvözülteket angyalok viszik az égbe.
A kapu teljesen 1211-ben, a templom felszentelésének évében készült el. Körülbelül két évtizeddel megelőzte a chartres-i székesegyház északi kereszthajójának szobrait, a mosolygó Dániel próféta alakja pedig a 13. században Reimsben és Bambergben készült hasonló szobrok előfutárának tekinthető. Hatása Galíciában és a környező területeken a 13. század jelentős részében érezhető volt, majd a kibontakozó új művészi stílus hatására fokozatosan ódivatúvá vált.

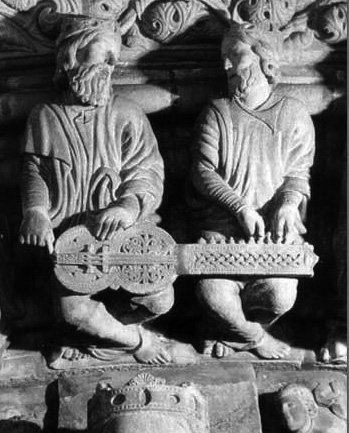
Hangszerüket hangoló aggastyánok
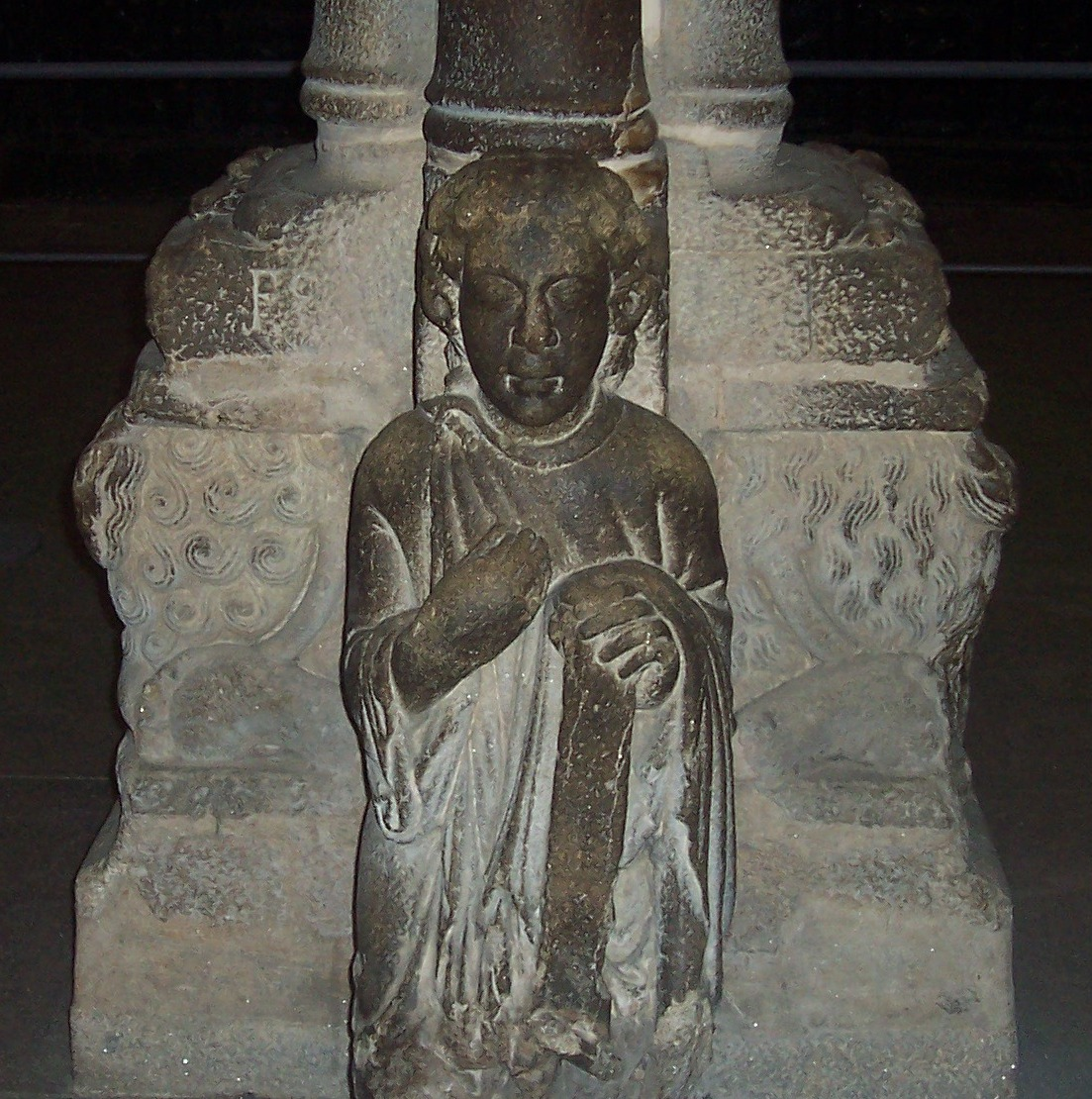
Mateo mester szobra a kapu főhajó felé eső oldalán
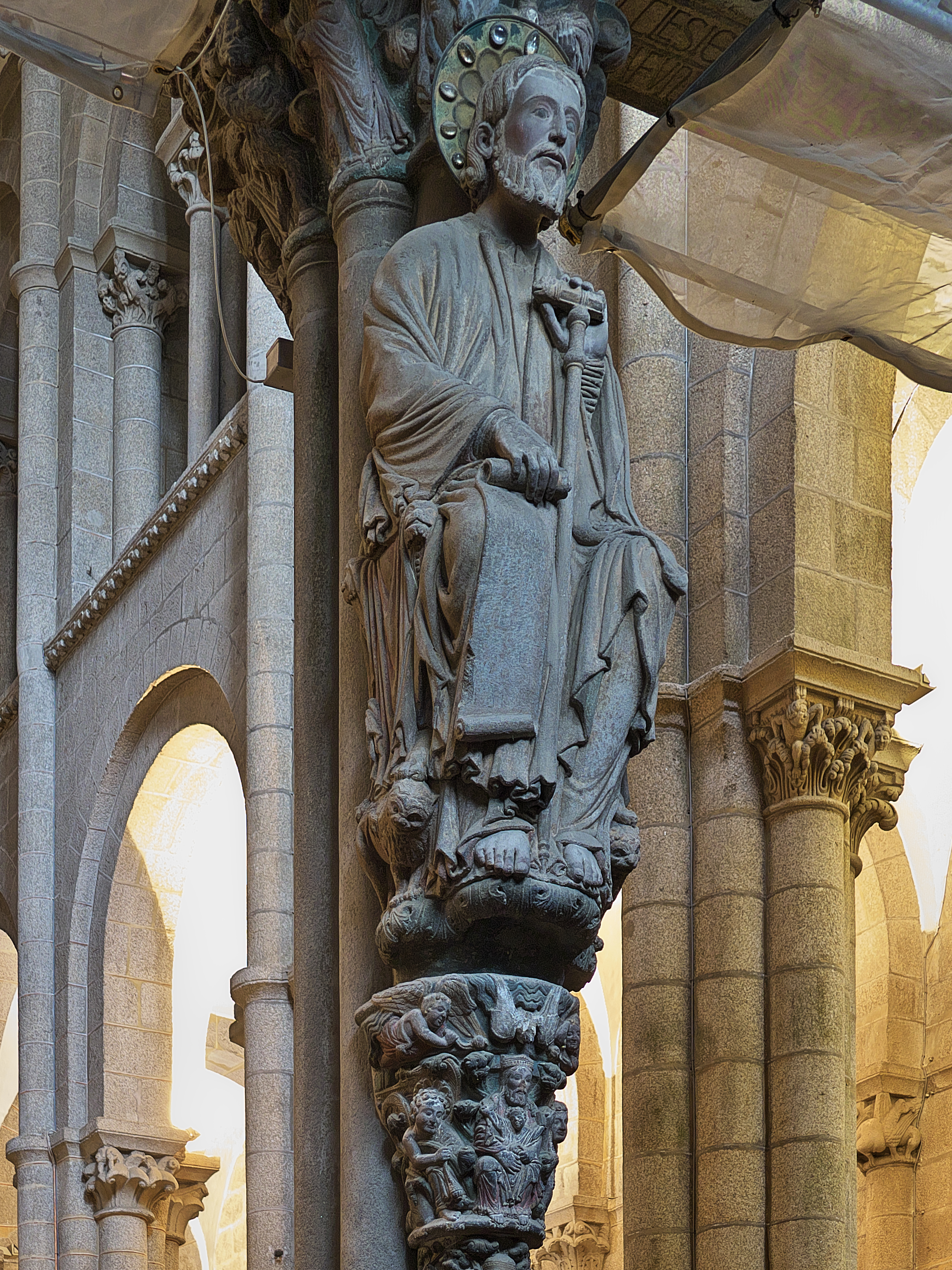
Szent Jakab szobra a kapu középső elválasztó oszlopán
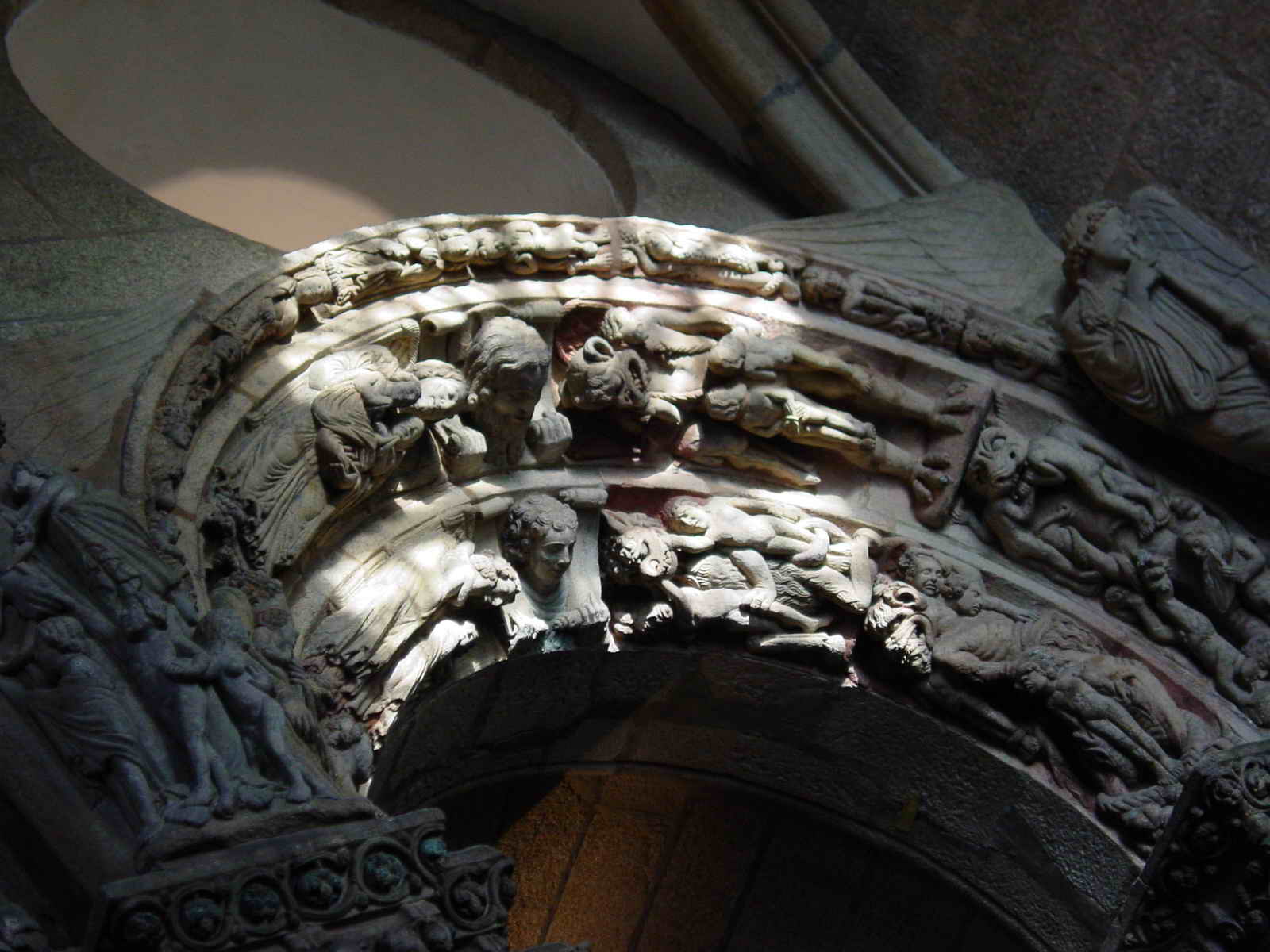
A bal oldali kapu fölötti félkörív

### A kórus

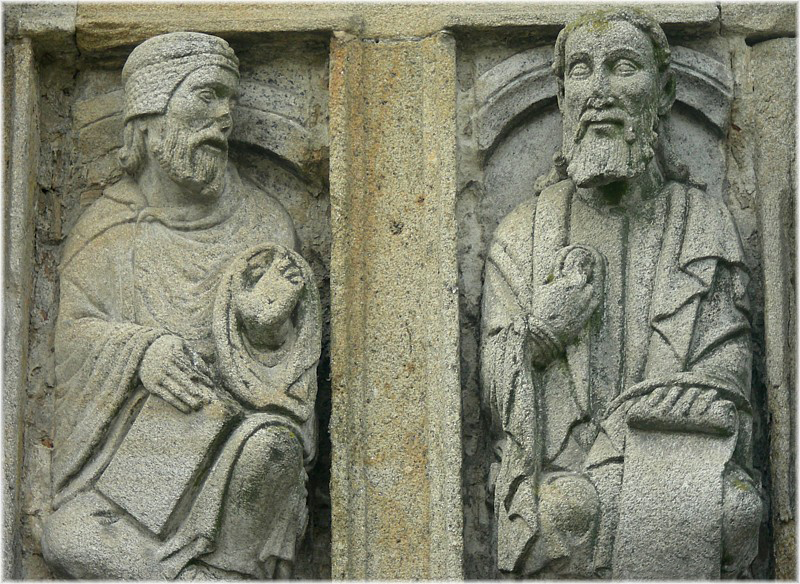
A Szent kapuba beépített két figura

A műhely a Pórtico de la Gloria után készült szobrai már alacsonyabb művészi színvonalat képviselnek. Egyes tagjai részt vettek a templom gránitból faragott kórusának elkészítésében is, amely valószínűleg az 1211-es felszentelésre készült el. A feltételezések szerint 1200 körül kezdhettek el dolgozni rajta. Valószínűleg a santiagói templom volt az első spanyol területen, ahol kórust állítottak fel, és innen terjedt el az ország többi részében. A kórus egyik bejárata pont szemben állt a Pórtico de la Gloriával.
A 17. század elején lebontották, azonban számos darabját a katedrális különböző részeibe építették be, így lehetővé vált eredeti formájának többé-kevésbé pontos rekonstruálása. A fennmaradt töredékekből egy részét újjáépítették, és a katedrális múzeumában állították ki. Úgy tűnik, hogy négy boltszakaszt elfoglalva a négyezettől nyugati irányban helyezkedett el. Egyik végére egy szónoki emelvényt építettek, ahonnan a szent szövegeket olvasták fel. Külső oldalának északi végében tizenhat prófétát, vele szemben a déli oldalon a tizenkét apostolt és a négy evangélistát jelenítették meg. Ezekből az ülő figurákból huszonnégyet a kórus lebontása után szinte azonnal a Puerta Santa (Szent kapu) két oldalába építettek be, ahol ma is láthatók.
A kedvezőtlen időjárási viszonyok miatt festett díszítésük lekopott, és a faragott élek is tompábbá váltak. Így is nyilvánvaló, hogy nincs nyoma annak a zseniális faragástechnikának, ami a Pórtico de la Gloria legtöbb alakjára jellemző. A figurák túlnyomó többsége az ülő Szent Jakab testtartását követi, és szoros hasonlóságot mutat a Noyan katedrálisában látható késő 12. századi ülő figurák csoportjával. A többi figura a katedrális múzeumába került vagy szétszóródott. A harminchat ülés fölötti tetőrész rajtuk lunettákkal viszont egyértelműen a spanyol romanika hatását mutatja, különösen ahhoz a baldachinhoz hasonlít, amit csak kevéssel korábban készítettek Zamorában, a Santa Maria Magdaléna-templomban egy ismeretlen nemesasszony sírjára.
Egy kálvária szoborcsoport eredetileg a kőkórus tetején állt. Stílusjegyei arra mutatnak, hogy valamikor a 14. században készült egy közelebbről nem meghatározható kasztíliai szobrászműhelyben. A szoborcsoportot 1997-ben restaurálták.

### A Pórtico de la Gloria külső homlokzata
A Pórtico de la Gloria külső homlokzatát mára az Obradorio-homlokzattal helyettesítették, azonban José de Vega y Verdugo kanonok 1657-ben készült rajzáról ismert pontos formája. Összesen három szintből állt, alsó szintje a kripta külső fala volt. Három függőleges részre oszlott, ami megfelelt a templom fő- és mellékhajóinak. A kripta fölötti szinten három bejárat nyílt, ezek a mai barokk homlokzat bejáratainak feleltek meg. A középső, nyolc méter átmérőjű bejáratot hármas, faragott díszítéssel ellátott archivolt szegélyezte. A bejáratok fölött rózsaablakok nyíltak, ezekből néhány töredék ma a katedrális múzeumában látható. A homlokzaton elhelyezett szobrok közül Dávid és Salamon figuráját beépítették az Obradoiro-homlokzatba, míg a többi szobor a múzeumba vagy magángyűjteményekbe került. A legfelső szintet vakárkádokkal díszítették, középen egy rózsaablakkal.

### Az uralkodócsalád síremlékei

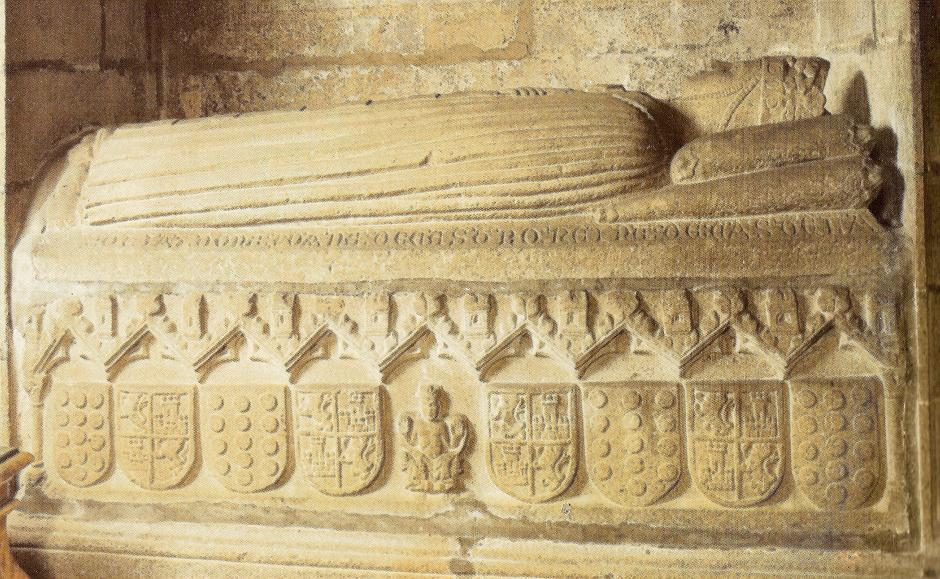
Joan de Castro királyné síremléke

A bazilikát 1211-ben IX. Alfonz jelenlétében szentelték fel. Ez nem a művészi aktivitás végét jelentette, hanem egy új szakasz kezdetét, ami átívelt a középkor utolsó évszázadain. A templom építését támogató uralkodócsalád rövidesen temetkezőhelynek kezdte használni az épületet. Az első személy, akit ide temettek, az 1107-ben elhunyt Burgundiai Rajmund volt. Temetésén megjelent II. Kallixtusz pápa is, aki szoros kapcsolatokat ápolt Santiagóval. 1149-ben ide temették Berenguela királynét, VII. Alfonz feleségét, majd 1188-ban Mateo mester megbízóját, II. Ferdinándot Kasztília és León királyát. IX. Alfonz elsőszülött fia 1214-ben halt meg, az uralkodó 1230-ban.
Az első díszített sírfedelet, amire az elhunyt fekvő alakját faragták 1210-ben készítették II. Ferdinánd sírjára. Magas művészi színvonalat elérő alkotások közül való, az uralkodót álomba merülve ábrázolja. Az egyéni arcvonásokat viselő alak ruházatának faragása a Pórtico de la Gloria egyes szobraira emlékeztet. Készítésének dátuma összefügghetett a templom 1211-es felszentelésével, az előkészületek egy része lehetett, amikor az uralkodó feltételezhetően utasítást adott apja sírjának rendbetételére. IX. Alfonz fiának képmása nélkülözi az egyéni vonásokat, Burgundiai Rajmund szobra stilisztikailag közel áll II. Ferdinánd ábrázolásához, viszont nem éri el annak színvonalát. IX. Alfonz sírja későbbi stílusjegyeket mutat. Berenguela királyné síremléke a 13. század harmadik negyedében készült, rajta az elhunyt képmása merev, ruhájának ábrázolása négyszögletes.
A királyi családhoz kötődő legkésőbbi síremlék Joan de Castro királyné, Igazságos Péter felesége számára készült. A szarkofágon a halott szobra mellett megjelenik Kasztília és León, valamint a Castro család címere is. A kápolnában kapott sírhelyet Traba grófja, Don Pedro Foliaz is, aki VII. Alfonz király bizalmasa volt. Az eredeti szarkofágot egy 1926-ban készült historizáló képmás borítja. A sírokat 1535-ben az újjáépülő kolostor egyik termébe vitték, ahol ma is láthatók. 1641-ben ezt a helyiséget a Relikviák kápolnájává alakították át.

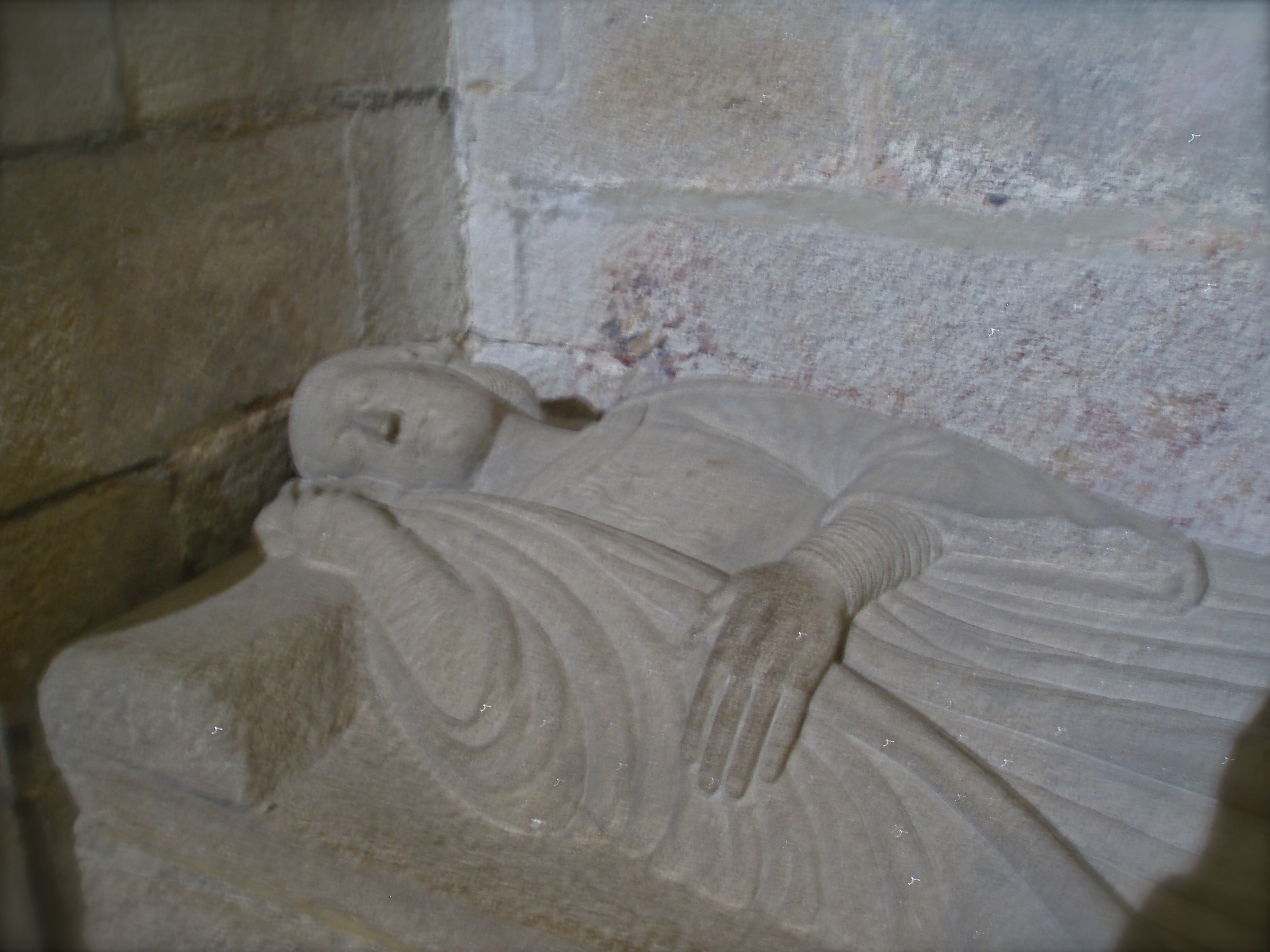
Burgundiai Rajmund síremléke
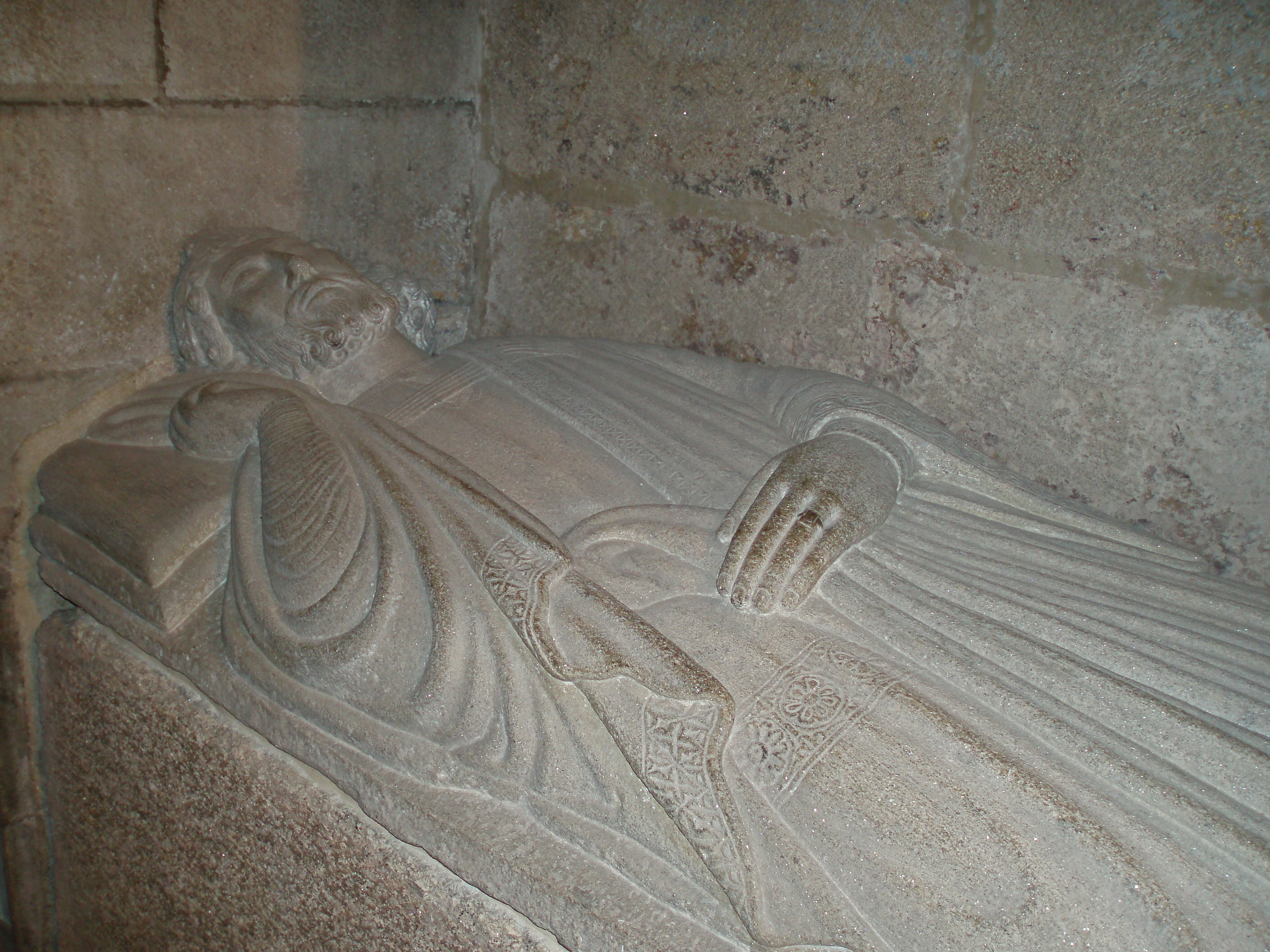
II. Ferdinánd síremléke
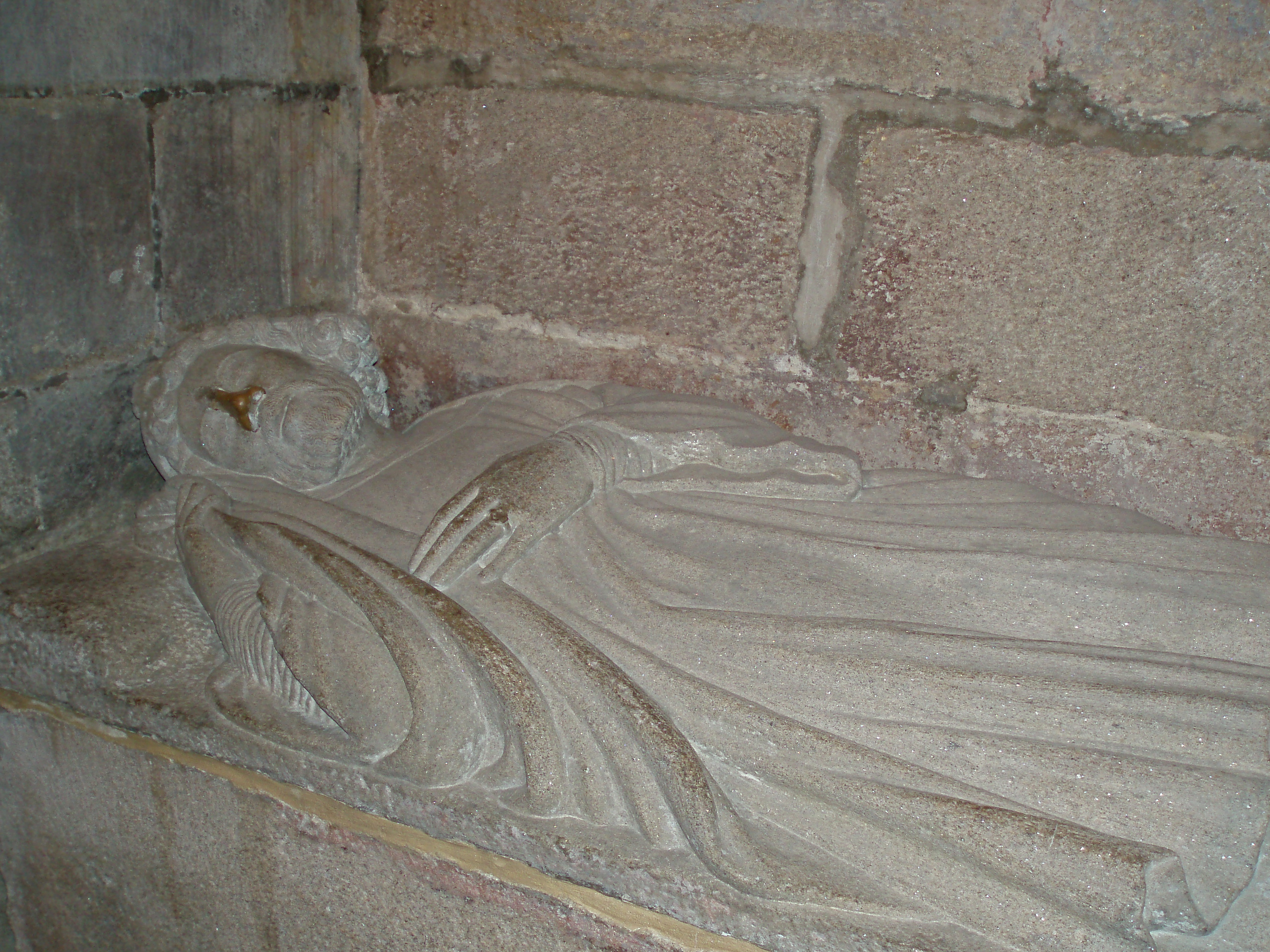
IX. Alfonz síremléke

## A 13. századtól a 15. század végéig

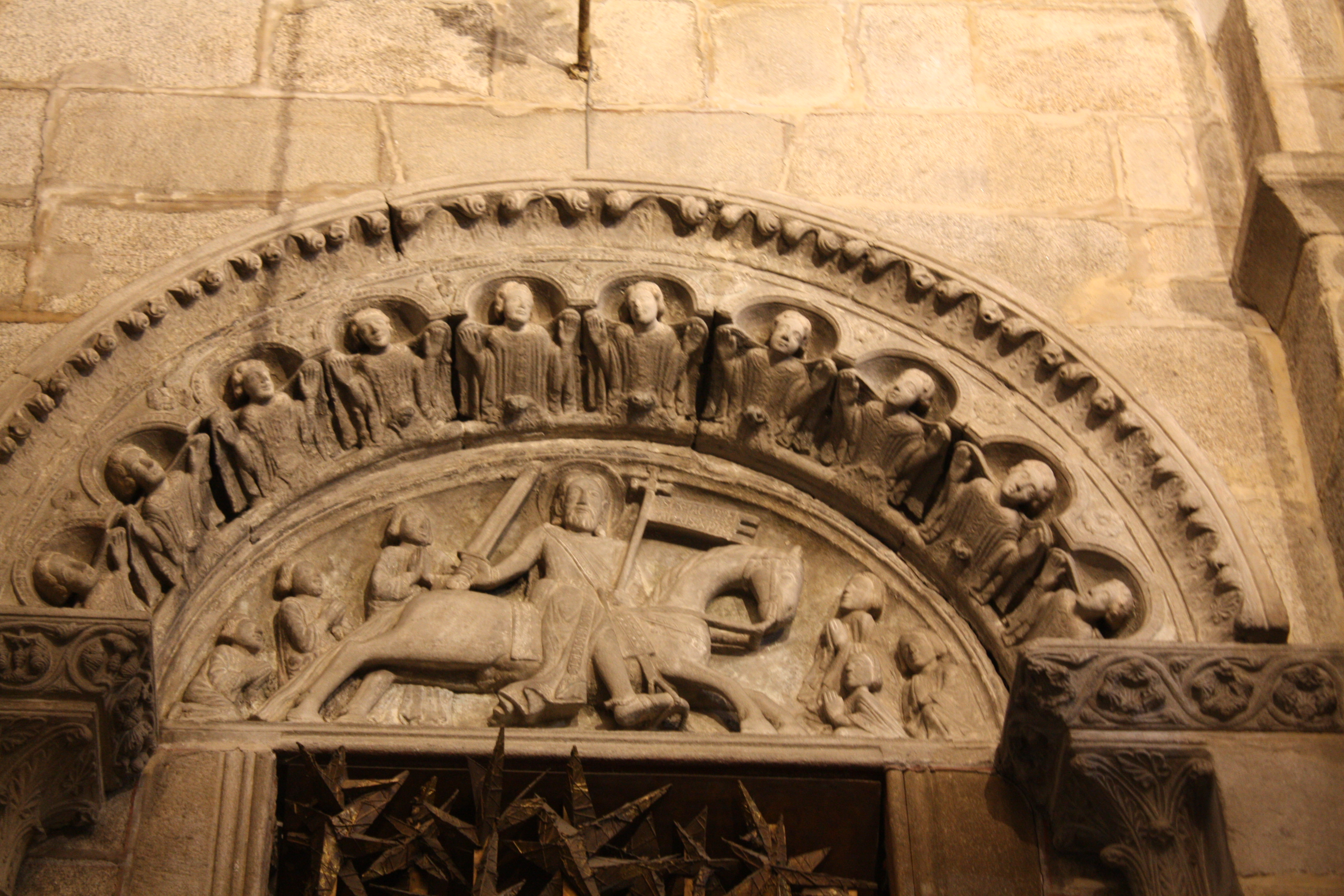
A középkori kolostorból származó timpanon

A 13. században a zarándokok száma robbanásszerű növekedésnek indult. A gótika korában a munkálatok legaktívabb ösztönzője Juan Arias érsek volt, aki Pedro Bonethnek adott megbízásokat. A mester 1250 után párhuzamosan dolgozott a katedrális keleti oldalán, a kolostoron és Diego Gelmírez palotájának kibővítésén. A kolostort még Gelmírez püspök idejében kezdték el építeni, és a 13. század közepére fejezték be, Arias érsek hathatós támogatásával. Az ásatások során egy részét sikerült feltárni és számos töredékét napvilágra hozni. Ezek vizsgálata után megállapítható, hogy formája és díszítése követte Mateo mester és műhelye által kialakított sémákat. Díszítésének egy elemét a clavijói csatát ábrázoló vagy más néven a Száz hölgy néven is ismert timpanont a reneszánsz kolostor építésekor a Platerias-kapu belső oldalába építették be.

### A temetkezési kápolnák
Amikor a román kori templom elkészült, a compostelai előkelők az apsziskápolnák között üresen maradt területeken kisméretű, szabálytalan alaprajzú temetkezési kápolnákat alapítottak. Ezek közül a legkorábbi a 13. század közepén épült Pedro Vidál és családja számára. A Corticela-templom bejárata előtt álló Szent Miklós-kápolna és a katedrális apszisa között helyezkedik el, bejáratába belefoglalták a templom korábbi Szűz Mária kapuját. A család síremlékeit három arcosolium alatt állították fel. A szarkofágok előlapját, épületelemeket, valamint liturgikus tárgyakat tartó angyalokat ábrázoló, újra felhasznált domborművekkel borították. A kápolnát a 16. században átalakították.
A Fehér Miasszonyunk vagy más néven az Espana család kápolnája a 14. század legvégén, vagy a 15. század elején épült a székesegyház alapító kápolnája és a szomszédos Szent János kápolna közé. Ez utóbbi román kori szerkezete belenyúlik a kápolna egyik oldalába, szabálytalanná téve alaprajzát. A csúcsíves ikerfülkékben álló egyszerű szarkofágok tetejére rövid feliratokat és a család címerét faragták.
Az északi kereszthajó száránál áll Lope de Mendoza érsek nagyméretű temetkezési kápolnája. Az 1451-ben emelt kápolnát 1770-ben átalakították, így eredeti díszítéséből csak nagyon kevés maradt meg, egyes részei a katedrális múzeumába kerültek. Előcsarnokában a Madonna a gyermekkel burgundiai hatást mutató alabástromszobrát helyezték el. Az előcsarnokban kapott helyet Alonso Lopez de Valladolid, Ourense püspökének, Lope de Mendoza rokonának a síremléke. A szarkofágon fekvő, bronzból öntött, pásztorbotját tartó szobrára a részletek pontos kidolgozása jellemző. Ezzel szemben az 1477-ben eltemetett compostelai kanonok Martin Lopez bíboros síremlékére archaizáló, formái szögletes kialakításúak.

## A 16. század

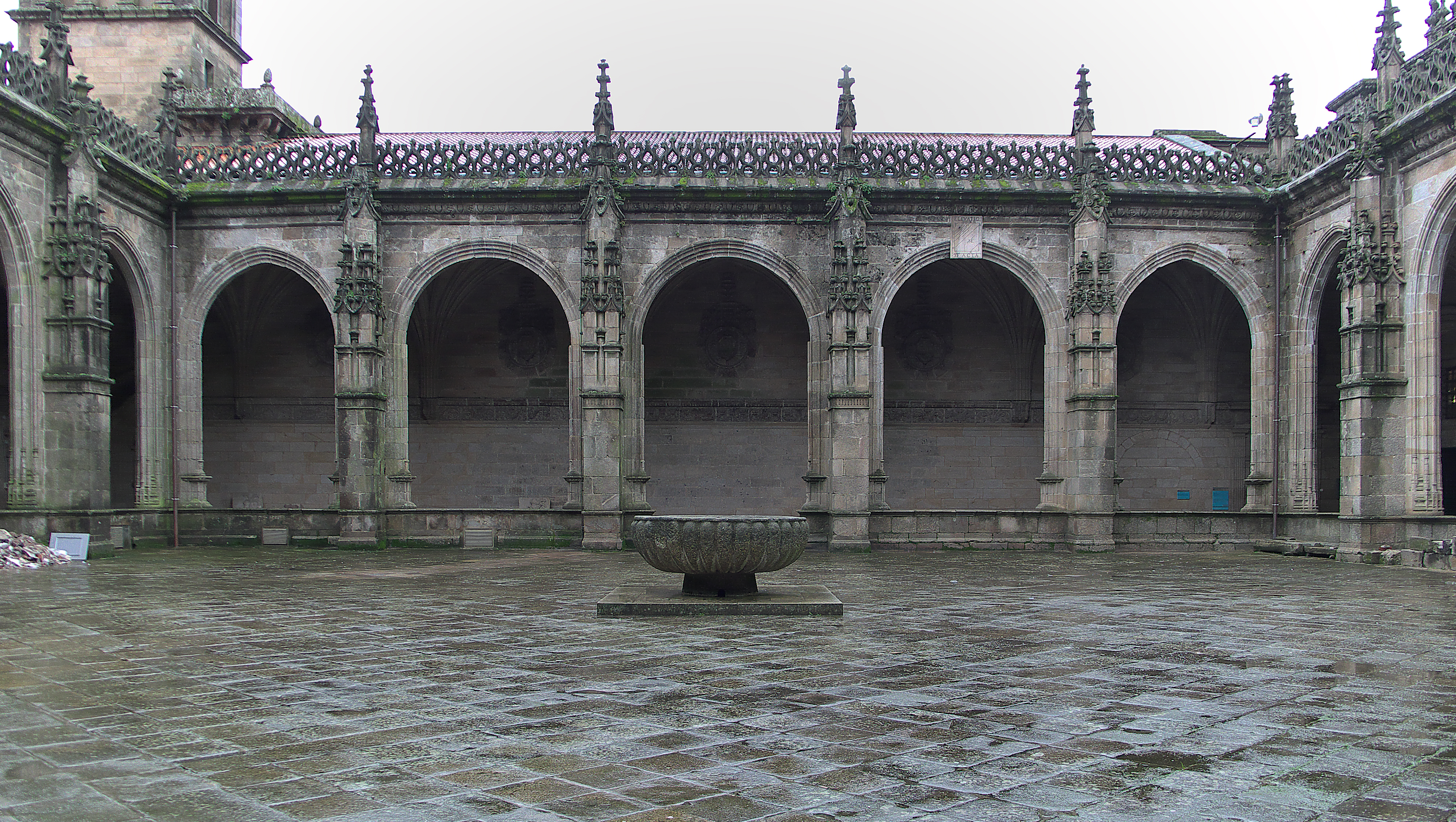
A kolostor kerengője

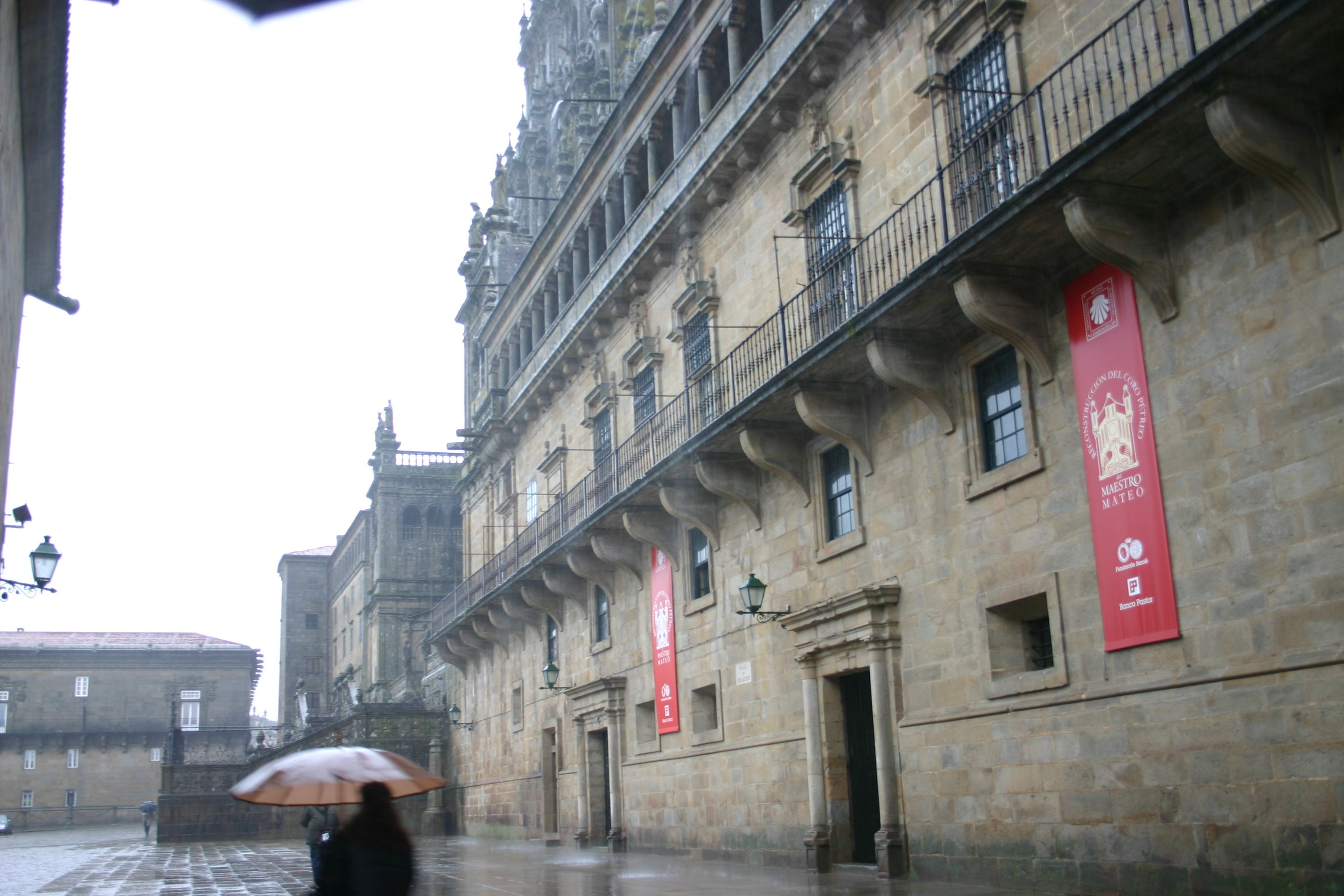
A kolostor Obradoiro térre eső homlokzata

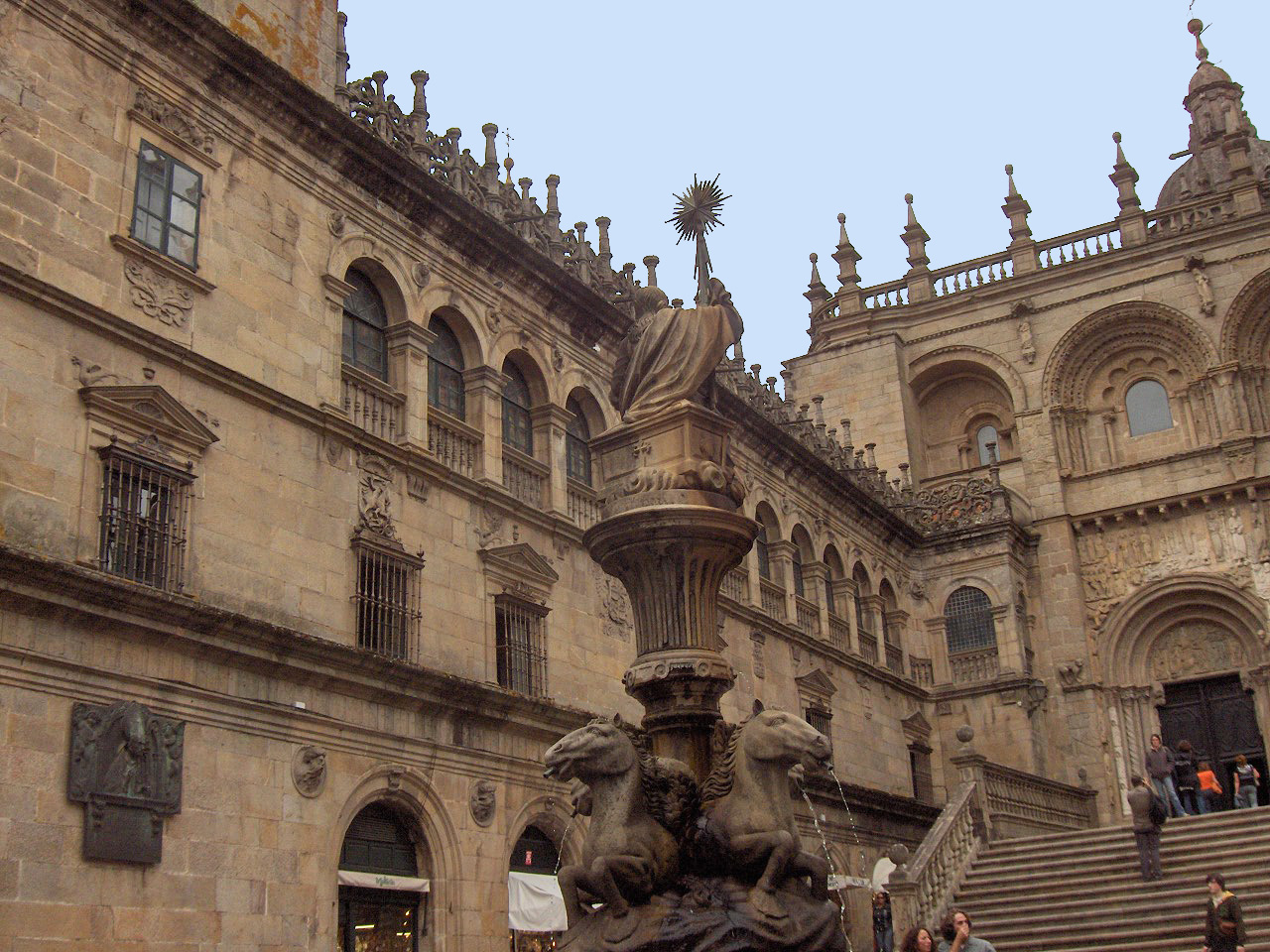
A kolostor Platerias tér felé eső homlokzata

A 16. században kezdték el székesegyház felújítását, ami egészen a 18. század közepéig tartott. A reneszánsz, majd később barokk stílusú módosítások megváltoztatták az épületkomplexum egyes részeit, azonban anélkül, hogy elvesztette volna eredeti középkori jellegét. A 16. században elvégzett munka inkább az épületegyüttes külső képére volt hatással. Ezek közül a legnagyobb volumenű a kolostor III. Alonso de Fonseca érsekhez köthető újjáépítése volt. A széles látókörű, művelt érsek, a város egyetemének megalapítója bőkezű műpártoló volt. A korábban már neki dolgozó salamancai születésű Juan de Alvát bízta meg a munkák irányításával. Az építész már 1510-ben elkészítette az új kolostor terveit, azonban többféle hátráltató tényező miatt az építkezés csak 1521-ben kezdődött meg. A kolostor gránitból faragott díszítését a Juan de Alavával már korábban is együttműködő flandriai Arnao mester készítette.
A kolostor építését a katedrális felé eső oldalán kezdték meg. Először a sekrestyéből átalakított királyi temetkezőkápolnán dolgoztak 1535-ig, amit egy darabig káptalanteremnek is használtak, majd 1641-ben ez lett a Relikviák kápolnája. Később kezdték el, de már 1529-ben elkészült a ma kincstárként funkcionáló helyiség, majd elkészült a Gomez Ballo kanonok által alapított Hajnal-kápolna is. Ezeket a helyiségeket bonyolult mintázatú keresztboltozatos tetővel fedték le, a gyámköveket és a záróköveket domborművekkel borították. A Relikviák kápolna áttört kupolája a burgosi katedrális kupolájának egyszerűsített változata.
Belső udvarára minden oldalról öt árkád nyílik, közülük a középső három félköríves, a két szélső csúcsíves. A kerengő kialakításakor Alava mester ötvözte a gótikus épületelemeket a 16. század elején kibontakozó platareszk stílus jegyeivel, különös figyelmet fordítva az árkádok közötti és a kerengő tetején körbefutó díszítésre. Alava mestert 1538-ban Rodrigo de Gil Hantanon váltotta fel, aki Alava a kolostor belsejére és a kerengőre vonatkozó terveit változatlanul hagyva folytatta a munkát, így ennek köszönhetően az épület belső része teljesen egységes képet mutat. A külső homlokzatokat azonban saját elképzelései szerint készítette el, ami a legszembetűnőbb a Platerias térre eső oldalon, ahol a kincstár épült. A reneszánsz homlokzat tompítja a kolostor egyházi jellegét, és kissé palotaszerű kialakításával jobban beleillik a városképbe.
A kincstár domborműves medalionokkal díszített, piramisszerűen lezárt tornya éles ellentétben áll a homlokzattal. A kolostor Fonseca útra néző homlokzata egyszerűbb kialakítású. Gil de Hantanon ezután terveket készített az épület Obradoiro tér felé néző homlokzatához, majd 1566-ban elhagyta Santiagót. A kolostornak ezt az utolsó homlokzatát a santanderi születésű Juan de Herrera (aki csak névrokona volt az Escorial építészének) irányításával építették meg. Herrera lényeges változtatásokat eszközölt elődje tervén. A homlokzat a széles erkéllyel és a sarkában álló alacsony toronnyal teljesen 1614-ben készült el, az erkélyablakok díszítését pedig csak 1751-ben fejezték be.

### Reneszánsz kápolnák és síremlékek
A Hit kápolnáját Arnao mester tervei alapján építették, Diego de Castilla benne felállított síremléke a galíciai reneszánsz egyik figyelemre méltó alkotása. Az emlékmű fölötti timpanonban A feltámadt Krisztust ábrázolták. Az elhunyt fekvő alakja részletesen kidolgozott, arcvonásai egyénítettek, nem rejtik el korát és gyengeségét. Ruhájának ráncai természetesnek hatnak. Fölötte két angyal egy babérkoszorút tart.
Don Juan de Melgajero kórusvezető síremléke a másik jelentős reneszánsz alkotás. A szarkofágon fekvő szobor a Diego de Castilla emlékművén látható szobor stílusában készült, viszont faragása alacsonyabb művészi színvonalú. Feltételezhetően nem Arnao mester alkotása, hanem műhelyének valamelyik tagja készítette.
A Megváltó-kápolna retablója III. Alfonso de Fonseca megbízásából készült, aki egy Alava mestertől rendelt Megváltó-szobrot adományozott a kápolnának. A retabló szerkezete követi a kolostorkapuk szerkezetét, bár arányait kissé szabadabban kezelték, és gazdagabban díszítették. A főhelyre, középre került a Megváltó szobra, a mellette látható szentek és angyalok Arnao mester alkotásai.
A Mandragón, vagy Szent Kereszt vagy más néven a Pieta-kápolnát Juan de Mandragon kanonok alapította 1521-ben. Hátsó falánál 1526-ban a sevillai Miguel Perrin alkotása, egy terrakottából készült, Krisztus siratását ábrázoló retabló kapott helyet. A mozgalmas jeleneten látható alakok térbeliek, mozdulataik kifejezőek, arcvonásaik egyénítettek. Felismerhetők rajta a korábbi, gótikus stílus jellegzetes elemei, valamint burgundiai és az itáliai quattrocento hatása.
A Szentlélek-kápolna és az apszis között elhelyezkedő Szent Kereszt-kápolnát 1523-ban Juan de Alava tervei alapján elkezdték átalakítani. A retablót Conielis he Holanda, a 16. század első harmadának vezető galíciai szobrásza készítette. 1528-ban kezdték el Antonio Rodriguez Agustin kanonok gazdag platareszk díszítéssel borított síremlékét.

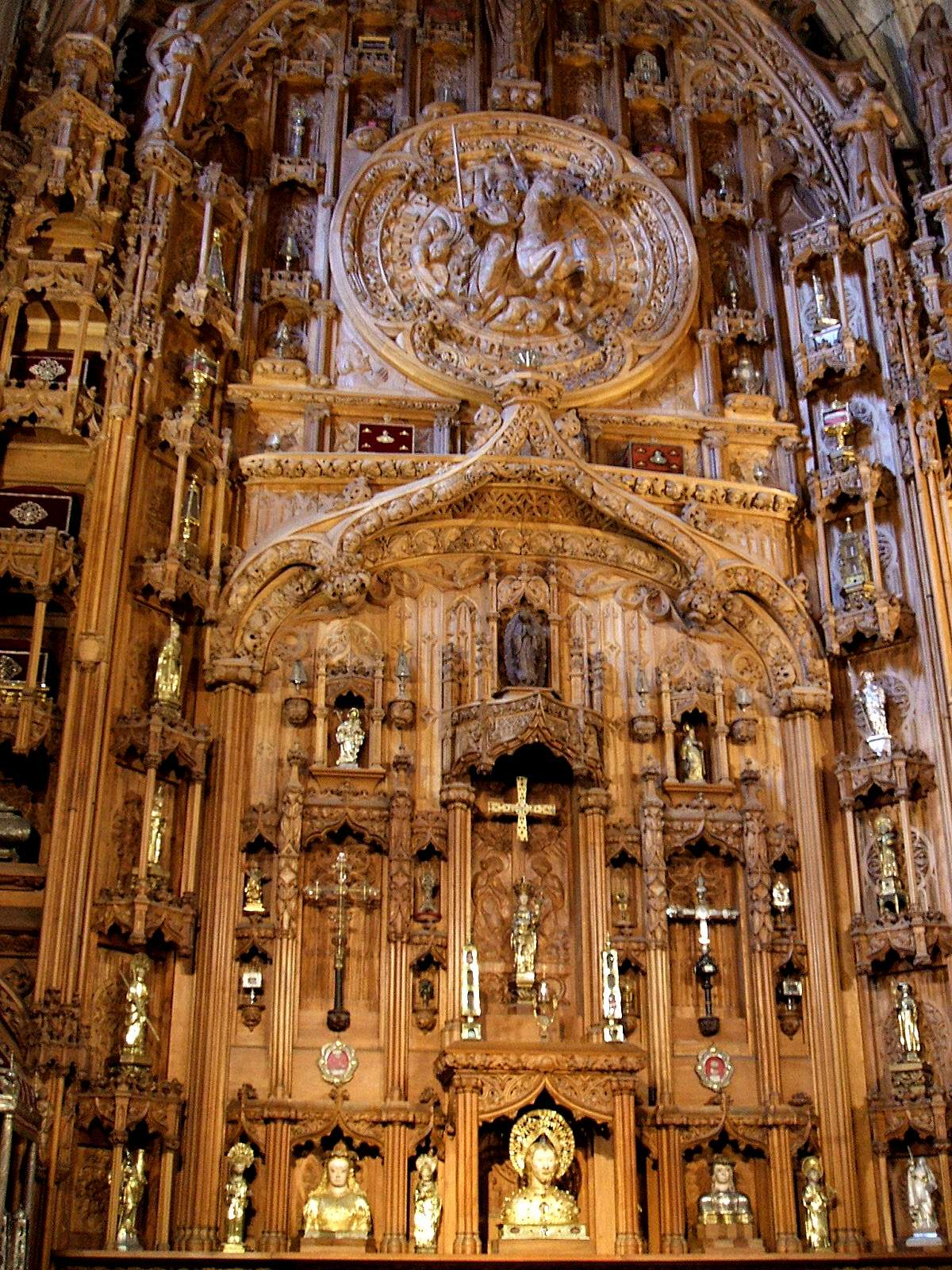
A Relikviák kápolnája
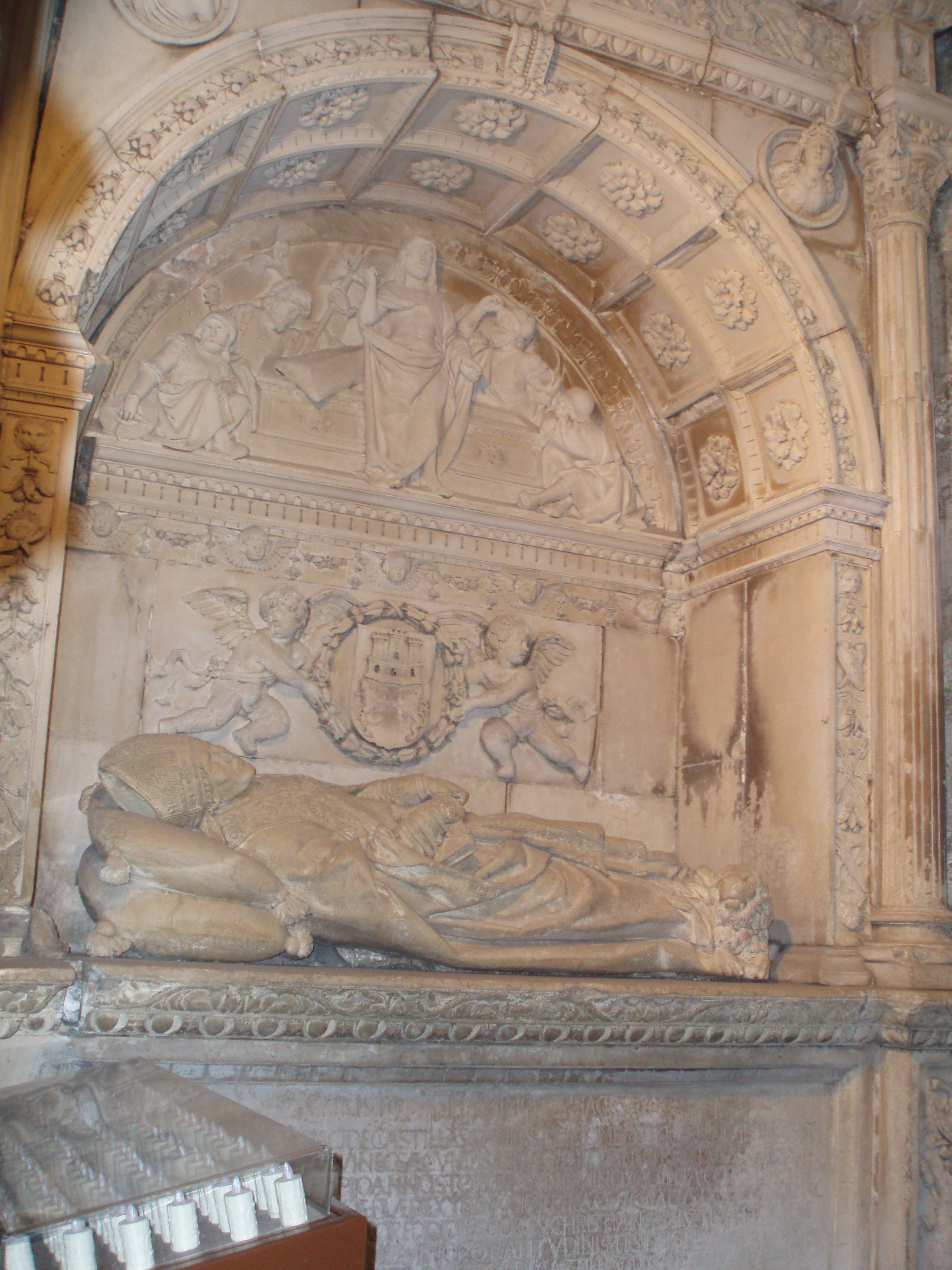
Don Diego de Castilla síremléke
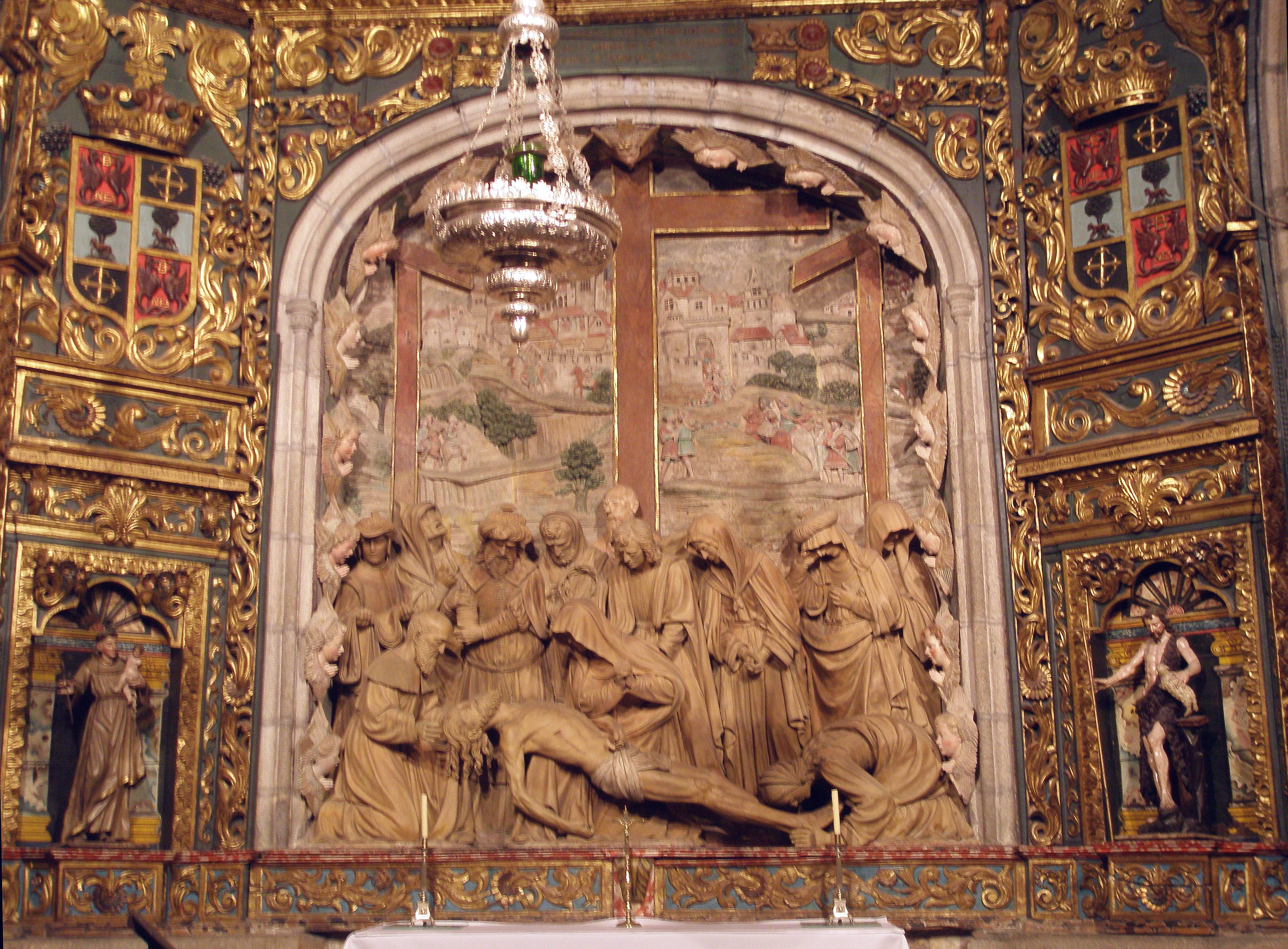
Krisztus siratása

### Juan Bautista Celma munkássága
Az aragóniai születésű kőfaragó, szobrász, bronzöntő és festő Celma a 16. század utolsó harmadának és a 17. század elejének egyik legjelentősebb spanyol művésze volt. 1578-tól ő készítette el a katedrális manierista stílusú, erős itáliai hatást mutató szószékeit. A székesegyházban számos Celma által készített síremlék található. A késő reneszánsz stílusjegyeket viselő fekvő alakokat a legjobb minőségű gránitból faragta. A Szent András-kápolnában egymás fölött kapott helyet Juan Martinez Ternero és Pedro Garcia kanonokok síremléke. Ez utóbbi képmása idealizált. Juan Vidal emlékműve az Azabacheria homlokzat közelébe került. Az elhunytak arca kifejező és erőteljesen egyénített, arcvonásaikból következtetni lehet személyiségükre. Celma festményei közül egy, a Királyok imádását ábrázoló kép a székesegyház múzeumába került. Falfestményei közül egy freskóciklus részeként fennmaradt Szent Pál megtérését és Szent Pétert ábrázoló falkép lehet az ő műve.

## A barokk
Galíciában a 17. század második negyedében olyan társadalmi és gazdasági helyzet alakult ki, ami megvédte a tartományt az ország más területeire jellemző hanyatlástól. Az egyházi birtokok megfelelően jövedelmeztek, és a befolyó összegből lehetővé vált számos kolostor és templom építése, valamint jelentős átalakítások a már meglévő épületeken. A barokk stílusú átalakítások egyformán érintették a székesegyház külsejét és belső terét is. Amíg a belső térben továbbra is a középkori épületelemek dominálnak, addig az épület külseje a munkálatok során teljesen átalakult. Az átalakításokat az uralkodó is támogatta, és részt vállalt a költségek finanszírozásában is. Egy 1643-ból származó királyi oklevélben IV. Fülöp járandóságot állapított meg az épület renoválására és a templom keleti oldalának rendbetételére. Az előkészületeket 1643-ban kezdték meg, de évekig nem történt komolyabb előrelépés. A helyzet 1649-ben változott meg, amikor José de Vega y Verdugo kanonokot, Alba Real hercegét nevezték ki a székesegyház munkálatainak élére. A sokat utazott, széles látókörű, humanista beállítottságú kanonok elhatározta, hogy méltó köntösbe öltözteti a templomot. Gyakorlatilag ő honosította meg a barokk stílust Galíciában. 1657 és 1666 között elvégeztette az épület részletes állapotfelvételét, majd nagyszabású építési programot kezdeményezett. A felmérés ötven oldalból állt, tizenegy színes tintával készült rajzot tartalmazott az oltárról, a tabernákulumról, az Obradoiro, valamint a Quintana terekre néző homlokzatokról.

### A szentély átalakításának első fázisa

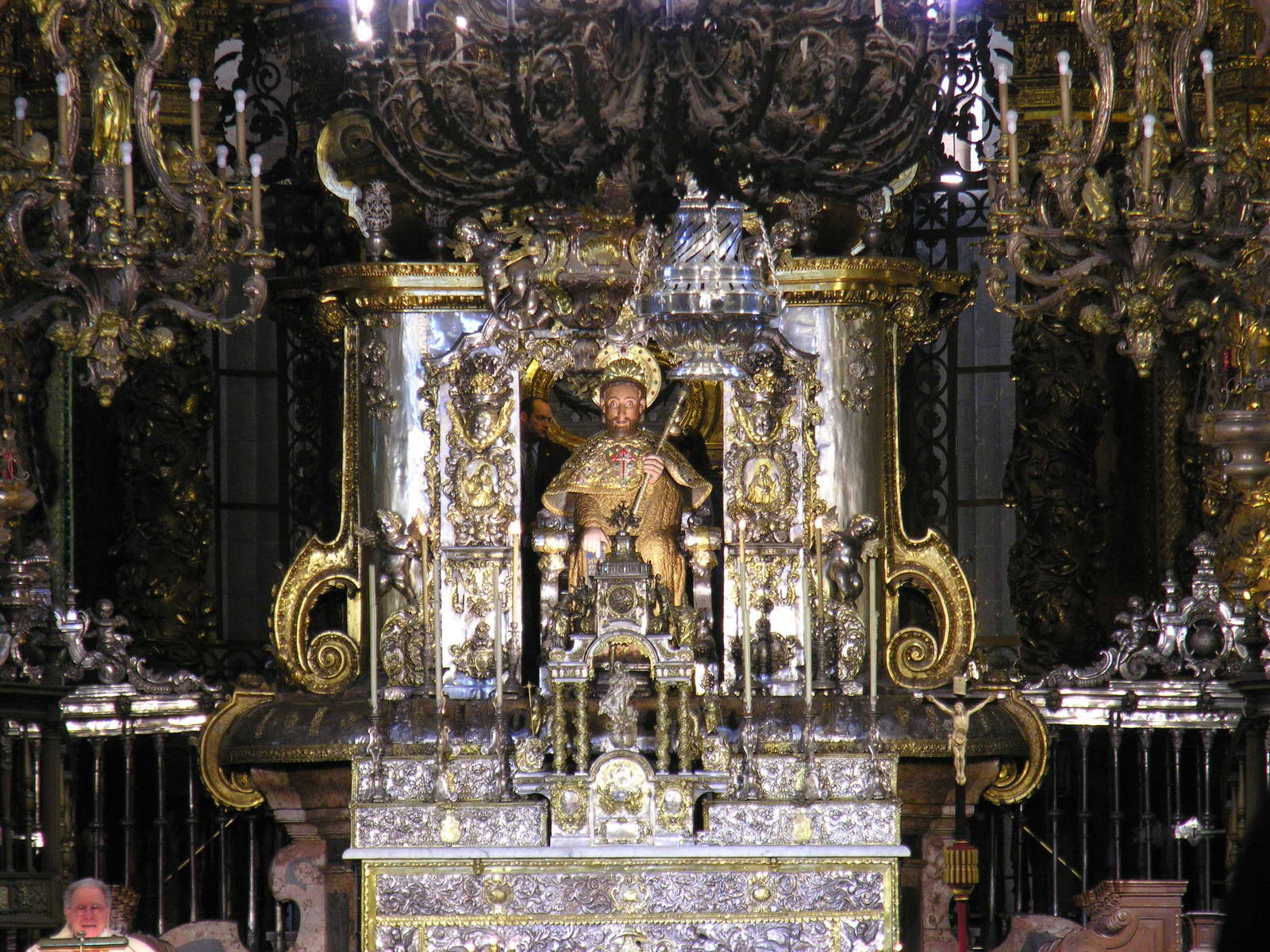
A szentély részlete Szent Jakab 13. század elején készült szobrával

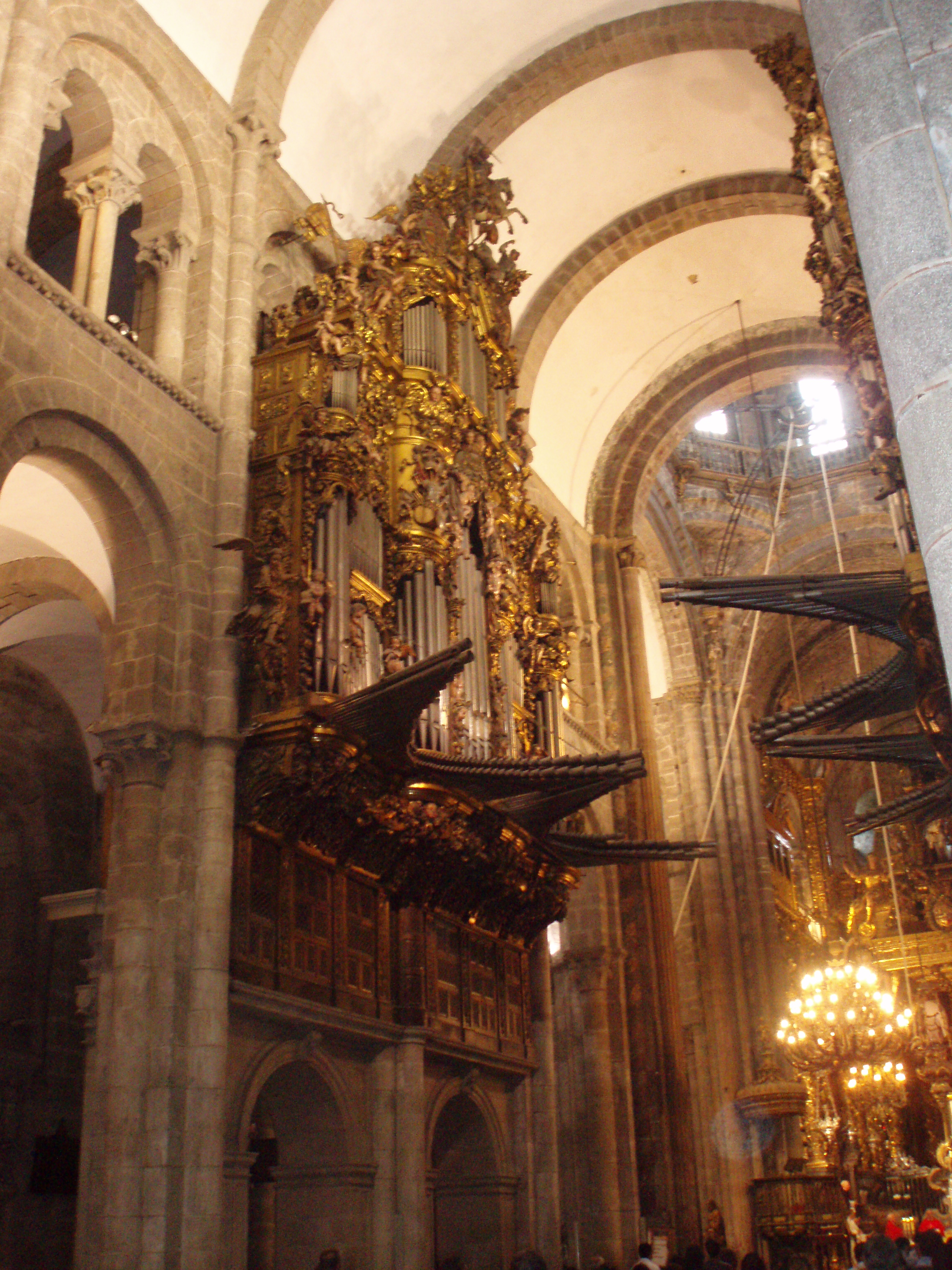
Az orgonák

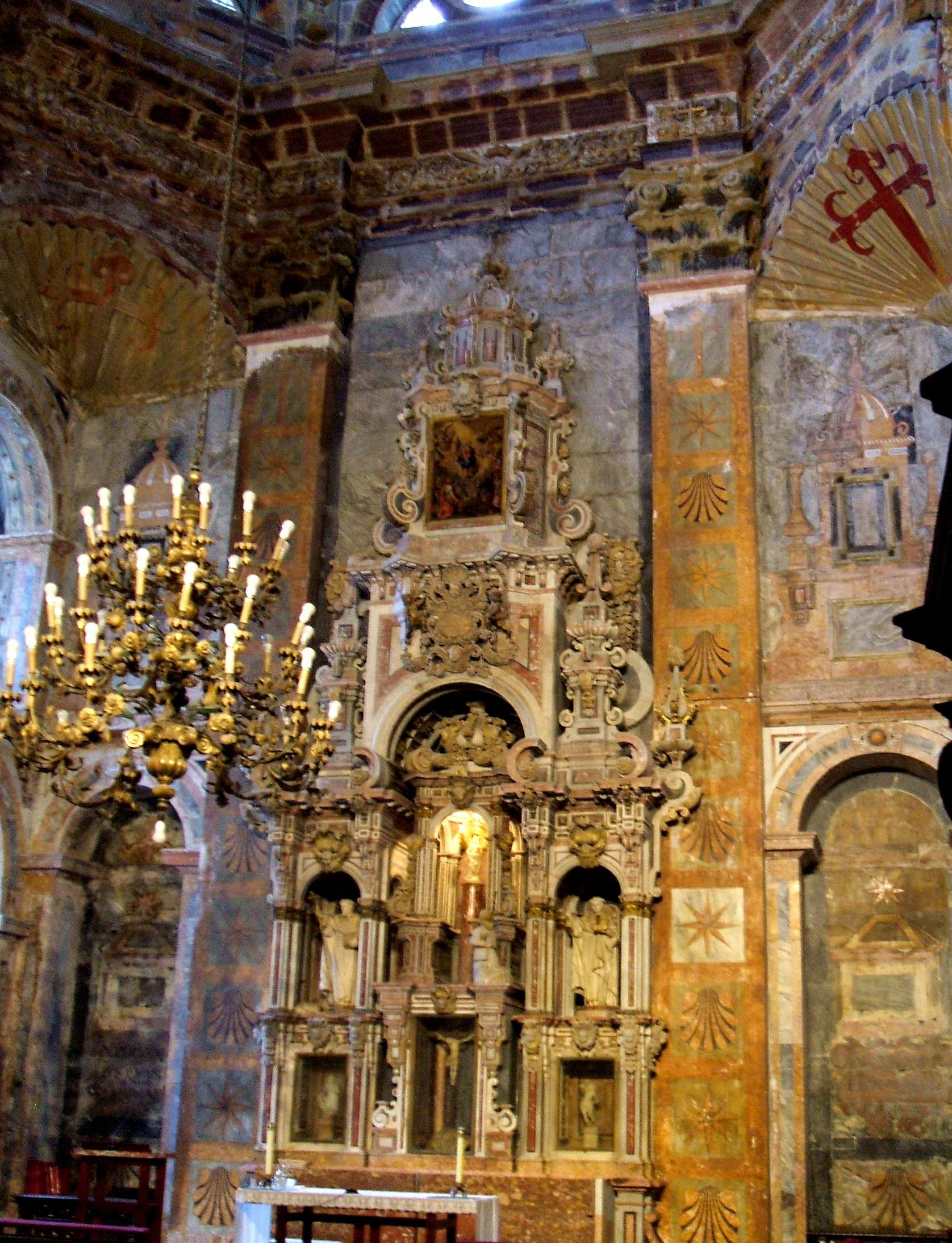
Az Oszlopos Madonna-kápolna

1657-ben Vega y Verdugo megbízta a madridi Pedro de la Torrét, hogy készítsen átfogó terveket a szentély átalakításához. A munkálatokat személyesen Verdugo felügyelte a salamancai José Pedro de Toro építész és Domingo Antonio de Andrade segítségével. Utóbbi később egyre nagyobb szerepet kapott az irányításban, majd amikor Vega y Verdugo 1672-ben elhagyta Santiagót, átvette a szerepét.
A leglátványosabb újdonság az apostol oltára fölé emelt baldachin volt. A mélyen a térbe nyúló építmény Bernini a vatikáni Szent Péter-bazilikában felállított baldachinjával próbált versenyezni. A két mű között lényeges eltérés, hogy ennek tetejét nem oszlopok, hanem négy pár angyal tartja.
A fennmaradt dokumentumokban említett, számos művész részére kifizetett bérek alapján rekonstruálni lehet a munkálatok egyes fázisait. 1661-ben a katalán mérnök Onafre Santiagóba látogatott, hogy ellenőrizze a már elkészült elemek teherbírását. A baldachin alsó szintje gyakorlatilag egy tartószerkezetekből álló mérnöki munka, ahol a szerkezeti elemeket később gazdag díszítéssel takarták el. A román kori oszlopok és pillérek köré aranyozott salamoni oszlopokat állítottak fel. Ezeket Bernardo Cabrera készítette, aki az első ilyen típusú oszlopok készítője volt Santiagóban és egyben Spanyolországban (Relikviák kápolnája, retabló), egy időben a Bernini által épített vatikáni Szent Péter-bazilikában látható baldachin oszlopaival.

### A második fázis 1672-től
Noha Vega y Verdugo kanonok felvirágoztatta a város kultúráját, nem volt könnyű a helyzete a városban, és 1672-ben távoznia kellett. A granadai egyházmegye elöljárójává nevezték ki, így elhagyta Santiagót. Többé nem is tért vissza, 1692-ben halt meg Madridban. Az általa alapított műhely azonban tovább működött tanítványa és közeli munkatársa, Domingo Antonio de Andrade irányítása alatt, akinek sikerült valóra váltani Verdugo elképzeléseit. A baldachin építésének második szakaszára valószínűleg hatott a Ferdinánd király szentté avatásának alkalmára (1671) Sevillában készült fából faragott emlékmű. Feltételezhetően egy róla készült rajz eljutott Santiagóba.
A háromszintes piramisra emlékeztető baldachinon könnyíteni kellett, különben a tartóelemek nem bírták volna el a súlyát. Ezért a tetején, ahol lehetett, üres helyeket hagytak, ezenkívül színpadias mozdulatokat tévő alakokkal díszítették, ami fölfelé és lefelé mozgó tömegek hatását kelti. A baldachin alatt egy gazdagon díszített fülkében helyezték el a szentély híres Szent Jakab kőszobrát.
Ez a szobrot is a templom 1211-es felszentelésére faragták, ugyanabban a műhelyben, ahol a királyi sírszobrok készültek. Testtartása a Pórtico de la Gloria középső oszlopán látható Szent Jakab-szobor utánzata. A barokk korban átalakították, zarándokruhába öltöztették. Egy feliratot tart a kezében, rajta az „Itt fekszik Szent Jakabnak, Spanyolország patrónusának teste”. A szobor a szentélykörüljáróból nyíló két bejáraton keresztül közelíthető meg. A baldachin tetejét négy pár angyal tartja a magasban, a felső szint piramisformája Szent Jakab apoteózisát jelképezi. Felül a királyi címer mellett a négy fő erény jelenik meg, Pedro de la Valle alkotásai. A clavijai csatában megjelenő Szent Jakab lovasszobrát Mateo de Prado készítette, és az apostol Spanyolországot védelmező erejét szimbolizálja. A legfelső szinten az angyalokkal körbevett frigyláda és egy csillag látható.
A Szent Jakab szobrát tartalmazó fülkét aranyozott ezüst borítással látták el. A költségeket a mexikói születésű Antonio de Monroy érsek fizette, aki 1685-ben érkezett Santiagóba. A szobor mellett kétoldalt koronát viselő angyalok és Szent Jakab két tanítványának, Teodornak és Atanáziusznak a domborműves ábrázolásai láthatók. Fölöttük középen angyalok és felhők között az Atyaisten jelenik meg áldásra emelt kézzel.
Szent Jakab szobra előtt egy szintén aranyozott ezüstből készített, szobrokkal díszített és domborművekkel borított szentségtartót helyeztek el, Francisco Pecul és Manuel de Prado y Marino alkotását. A középső dombormű az utolsó vacsorát jeleníti meg, a szobrok a Szentháromságot, a négy evangélistát, Szent Pétert, Szent Pált, négy egyházatyát (Szent Jeromost, Szent Ambrust, Szent Ágostont és Nagy Szent Gergelyt) ábrázolják. A munkában részt vett a salamancai Juan de Figueroa is, aki 1700 és 1705 között dolgozott rajta.

### Az orgonák
Az orgonákat Monray érsek megbízásából, Andrade tervei alapján, Miguel de Roman készítette 1705 és 1709 között. A magasban lévő orgonák a szentély közelében két boltszakaszt foglalnak el. A sípokon kívüli szabad felületeket domborművekkel borították és bearanyozták. A díszítések lebegő vagy harsonát fújó angyalokat, kerubokat és geometrikus mintákat ábrázolnak. A bal oldali orgona tetején a mórölő Szent Jakab jelenik meg lóháton, a másik orgonán Szűz Máriát ábrázolták, ahogy megjelent az apostol előtt.

### Az oszlopos Szűzanya kápolnája
1696-ban Andrade megbízást kapott, hogy építse meg a székesegyház sekrestyéjét. Elkészítette a terveket, és a munka is jól haladt, azonban 1711-ben az építész magas kora és megrendült egészségi állapota miatt kénytelen volt lemondani tisztségéről, és még ugyanabban az évben meg is halt. Utóda saját kérésére Fernando de Casas y Nova a helyi születésű építész lett, aki korábban a tanítványa volt. 1713-ban Monroy érsek úgy döntött, hogy a helyiséget az Oszlopos Szűzanya kápolnájává alakíttatja át, egyben ide kívánt temetkezni is, ami alapjaiban változtatta meg a korábbi terveket. A kápolna végleges formája négyzet alaprajzú, mennyezeténél a négy sarka fésűkagyló alakú, rajtuk Szent Jakab jelképével és domborművekkel teljesen beborított nyolcszög alakú bordás kupolával. A kápolna a kupola alsó részén lévő lunettákba vágott ablakokon keresztül kap fényt. A kupolát beborító domborművek növényi motívumokból, fésűkagylókból és címerekből állnak össze. A falakat többszínű márvánnyal díszítették.
A műpártoló érsek Antonio de Monroy síremléke egy egyszerű fekete kőlapon áll, rajta az elhunytat dicsőítő felirattal. Fölötte egy félköríves fülkében az érseknek az Oszlopos Madonna előtt térdelő, imádkozó alakja jelenik meg.
A kápolna retablója színes berakásokkal díszített fehér márványból készült. Alsó részén, három fülkében, középen a keresztre feszített Krisztus, balra Keresztelő Szent János, jobbra Szent Sebestyén korábban készült, kisméretű alabástromszobra kapott helyet. A fölöttük lévő másik három fülkében középen az Oszlopos Madonna jelenik meg, a fülke előtt térdelő Szent Jakabbal. Balra Szent Domonkos, jobbra Aquinói Szent Tamás szobrát helyezték el. A fülkék fölött látható virágfüzérekből, angyalfejekből és volutákból álló díszítésen felismerhetőek a szentély baldachinjának stílusjegyei. A retabló tetején a santiagói Juan Antonio Garcia Bouzas 1722-ben készült, az Oszlopos Madonna megjelenik Szent Jakab előtt című festménye került a falra.

### Az Obradoiro-homlokzat

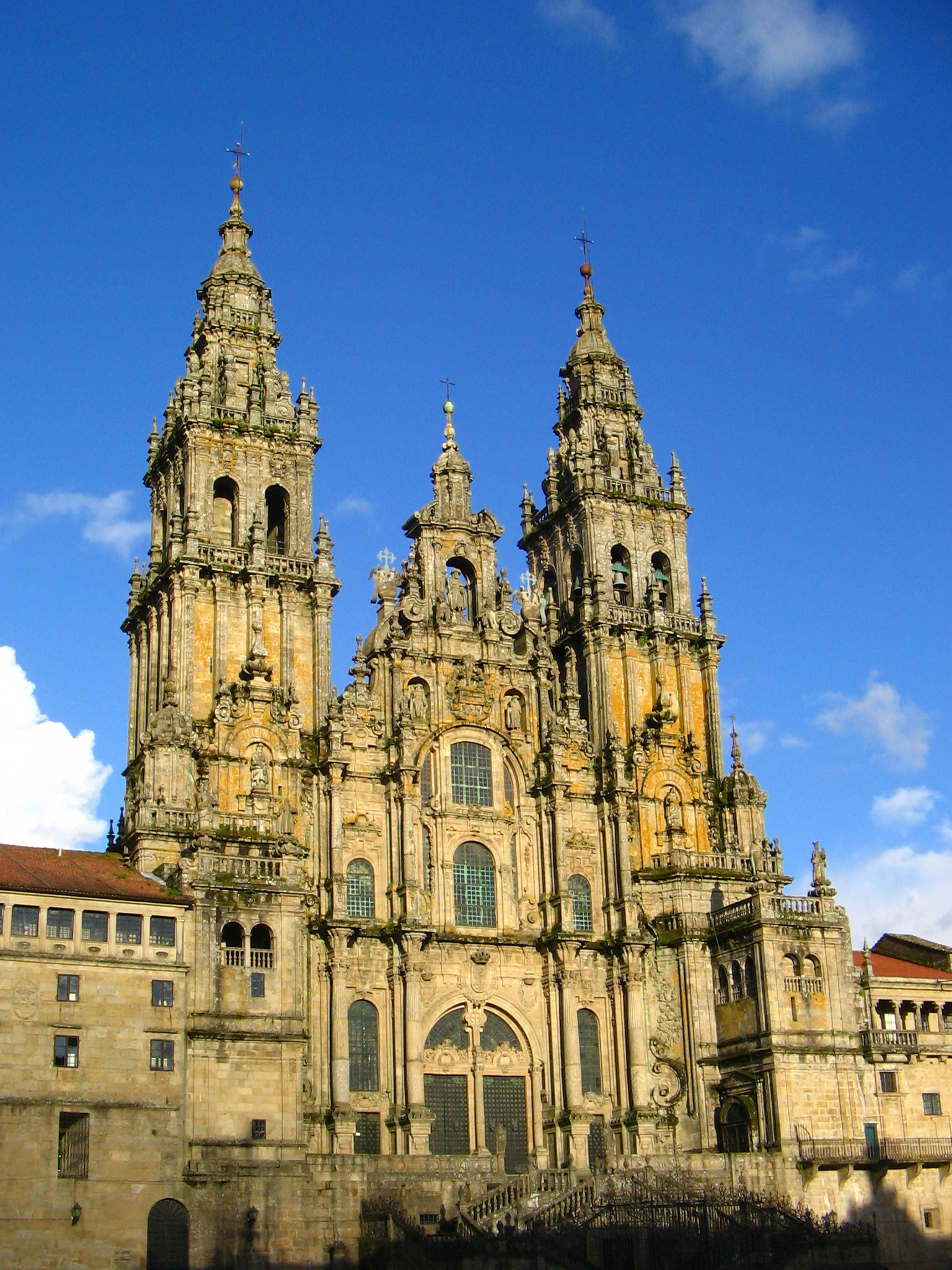
Az Obradoiro-homlokzat

Az andalúziai építész Ginés Martinez korábban két olyan változtatást eszközölt a főhomlokzaton, ami komolyan hozzájárult végleges formájának kialakulásához. Először megépítette a főbejárathoz vezető kettős lépcsősort, majd támfalat épített a Fehér Miasszonyunk kápolnája fölé, hogy ezzel megerősítse a jobb oldalon álló, összedőléssel fenyegető harangtornyot. 1669-ben Vega y Verdugo kívánságára a támfalat egy balusztráddal díszítették. 1687-ben a bal oldali tornyot a jobb oldalival megegyező magasságúra egészítették ki. 1720 és 1732 között Fernando de Casas tervei alapján a tornyokat egy piramis alakú, platareszk díszítésű volutákkal körbevett toronysisakkal zárták le.
A székesegyház új homlokzatának kialakításával Fernando de Casas y Novoát bízták meg, a tényleges munka 1738-ban kezdődött. Ekkorra a Mateo mester és műhelye által készített nyugati homlokzat már erősen romos állapotba került. Ahhoz, hogy a főhomlokzat egységes legyen, nem volt értelme kisebb átalakításokat végezni rajta, hanem célszerűbb volt az egészet átépíteni. A homlokzatnak egymástól különböző követelményeknek kellett megfelelnie, egyszerre kellett elrejtenie és egyben megvédenie a Pórtico de la Gloriát, tekintettel kellett lennie a város urbanisztikai szerkezetére és magába kellett olvasztania a már korábban elkészült lépcsőt.
A homlokzat három egymástól jó elkülöníthető részből áll, a két harangozó toronyból és a középső homlokzatból, ami a főhajó és a mellékhajók elrendezését követve függőlegesen szintén három részre tagolódik. A bal oldali torony elé a másikhoz hasonlóan egy támfalat emeltek, hogy megőrizzék a homlokzat szimmetriáját. A támfalak fölé a tornyokon egy-egy fülkét alakítottak ki Szent Jakab szülei, Zebedeus és Mária Salomé szobrai számára. A fülkéket többszörös kerettel, volutákkal és gyümölcsmotívumokkal emelték ki. A támfalak tetején Szent Zsuzsanna, Szent János, Ifjabb Szent Jakab és Szent Borbála szobra látható.
A homlokzat középső részét szabadon álló oszlopok osztják fel három függőleges sávra, amelyek a félköríves ablakokkal diadalívre emlékeztetnek. A háromtengelyes, kétszintes homlokzatot nagyméretű ablakok törik át. Az alsó szinten lévő három bejárat a Pórtico de la Gloria megfelelő részére nyílik. A felső szint ablakait gránitból faragott keret tartja a helyén. A középső részt többszintes oromzat koronázza meg, a tornyok alsó szintjein vakoromzatok biztosítják a kapcsolatot a környező épületek függőleges elemeivel. Az ablakok fölött piramis alakú, az ég felé törő fülkék, szobrok (Szent Jakab és tanítványai), voluták, oszlopok és geometrikus díszítőelemek bonyolult együttese zárja le a székesegyház homlokzatát. A homlokzatot 1750-ben fejezték be. Tervezője még láthatta majdnem kész állapotát, de teljes befejezését már nem érte meg, 1749. november 25-én meghalt.

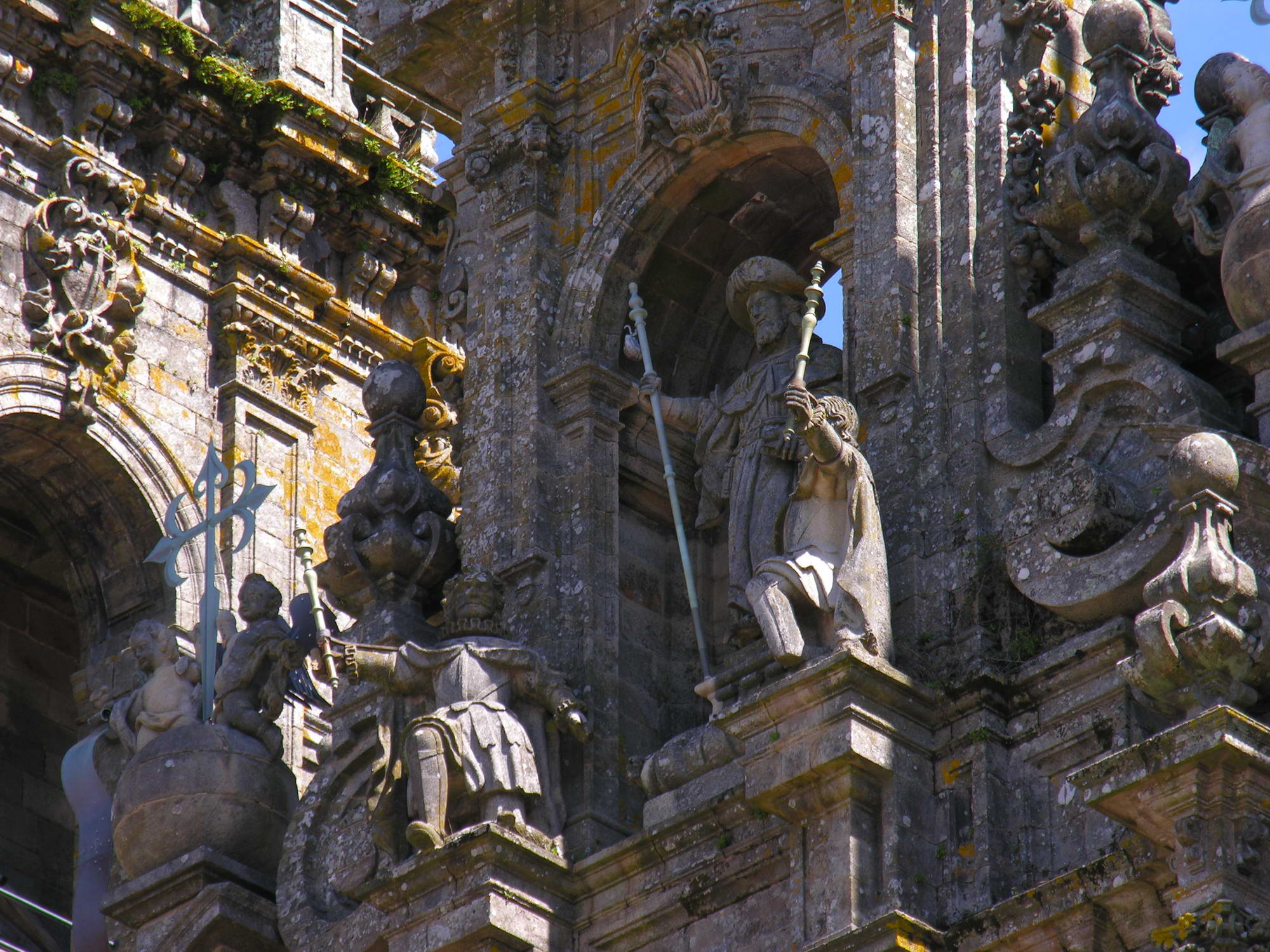
A homlokzat bal oldalának részlete
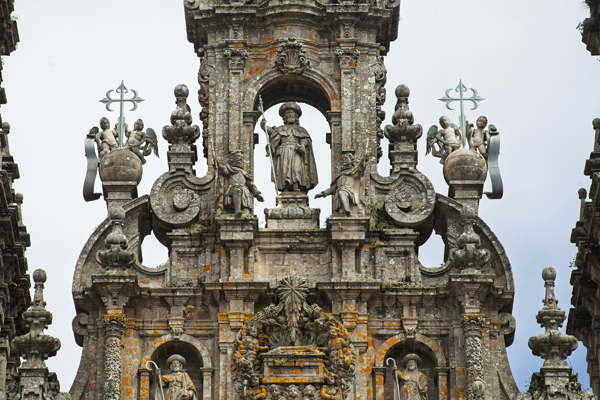
A homlokzat lezárása, Szent Jakab és tanítványai szobrával
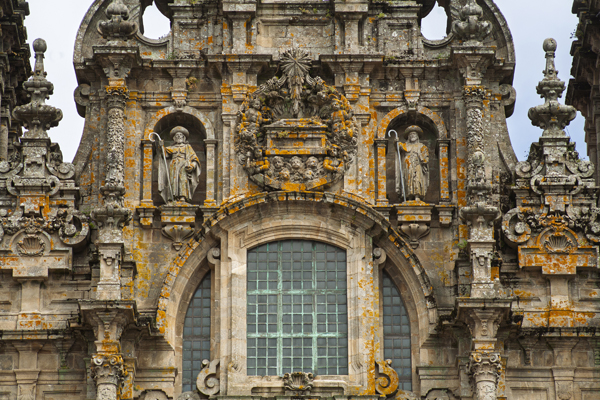
A második szint
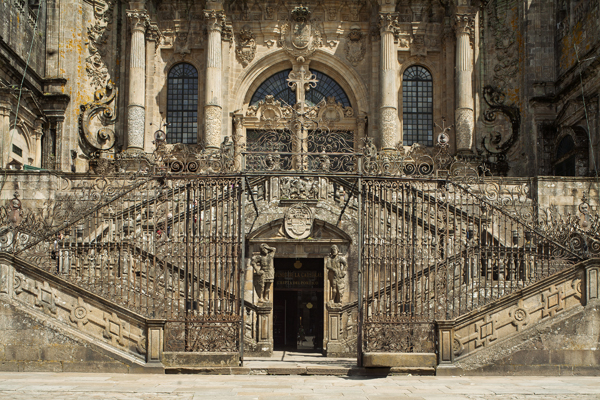
A főbejárat kettős lépcsője
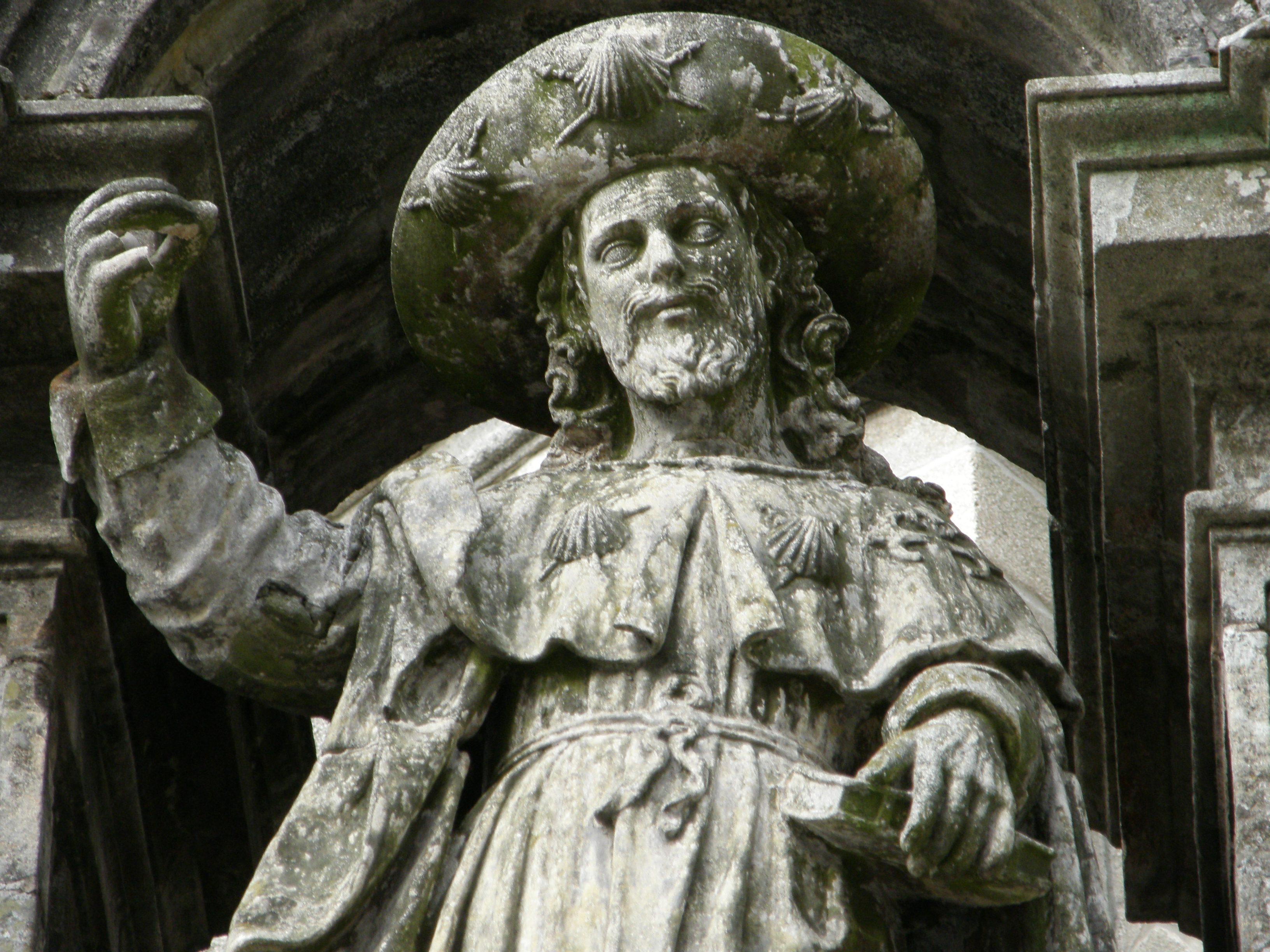
Szent Jakab szobra a felső szinten

### A katedrális keleti oldala

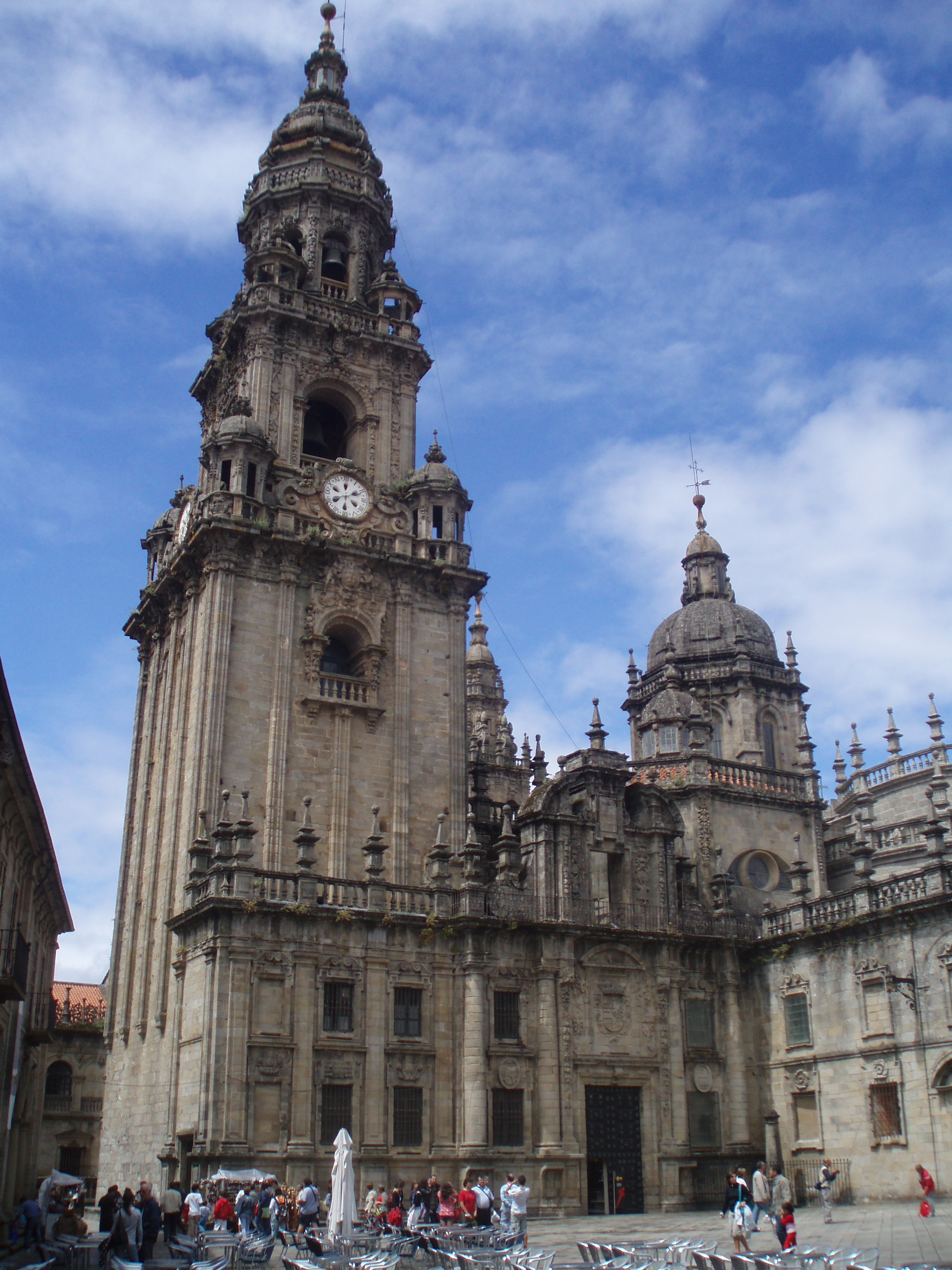
Az óratorony

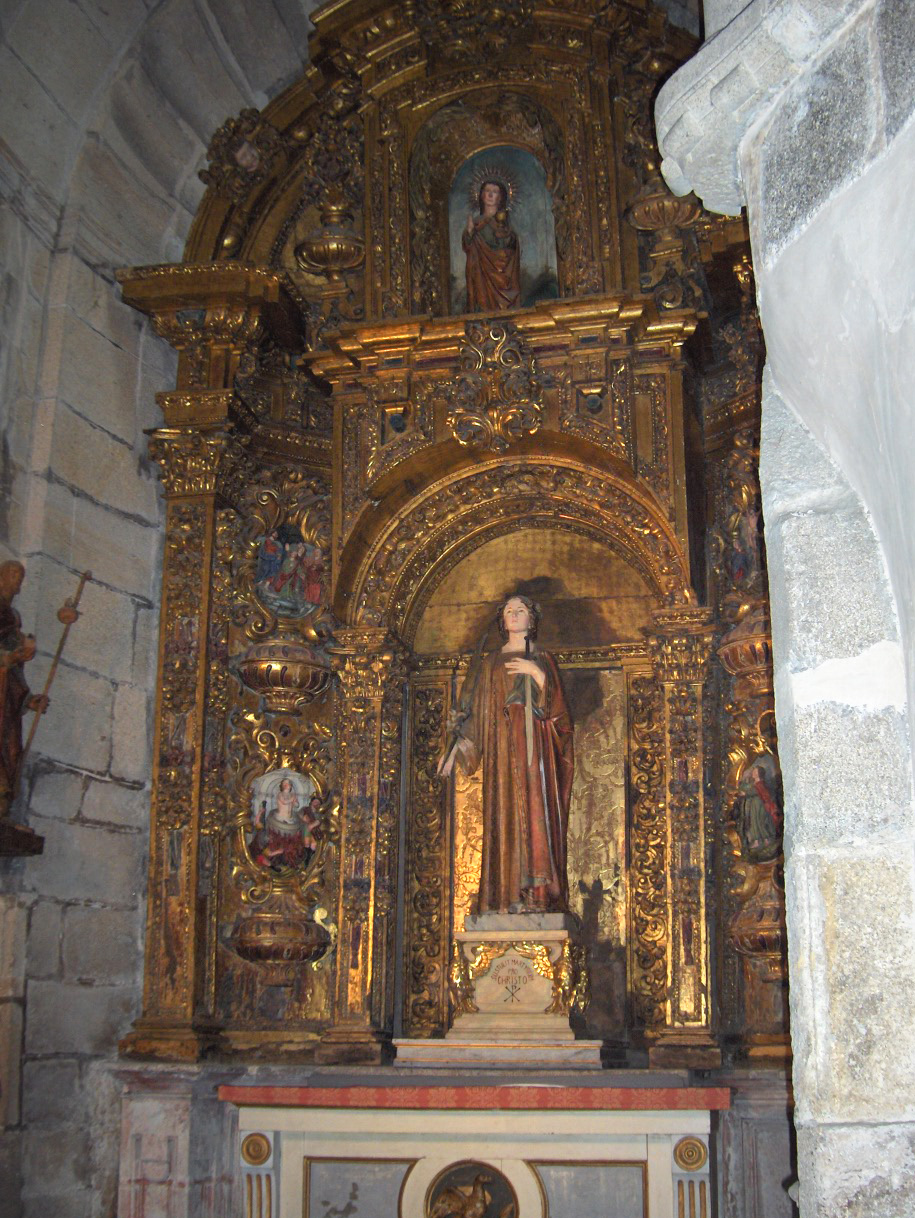
A Szent János-kápolna ratablója

Már a 16. században döntés született arról, hogy a katedrális keleti végében lévő kaotikus Quintana térnél területrendezést végeznek. Az átépítést Francisco González de Aranjo elképzelései alapján kezdték meg 1611-ben. A teret egy lépcsővel két részre osztották, ahogy az ma is látható. Az épület külsejét is megváltoztatták, 1658 és 1670 között Jose Pena del Toro irányítása alatt újjáépítették a Quintana-kaput, a négyezeti kupolát és a harangtornyot. Az egyenes falat, ami függönyként takarja el a katedrális keleti oldalát, Vega e Verdugo utasítására építették.
A falba belefoglalták a Szent kaput, tetejére magas, vékony tornyokkal díszített balusztrádot emeltek, hogy ezzel is kihangsúlyozzák. Ezután a szentély és a szentélykörüljáró tetejére is ilyen balusztrádok kerültek. Az átalakítást a kupolával fejezték be, ahol a nyolcszögletű kupola köré egy a balusztrádokhoz hasonló díszítésű héjat emeltek. A kupolára egy karcsú lanterna, Andrade alkotása került. A Szent kaput a Mateo mester és műhelye által faragott kőkórus huszonnégy szobrával díszítették. A falat teljesen 1694-ben fejezték be, amikor a kapu fölé egy árkádot nyitottak a falba, mellette két fülkével, ahol középen Szent Jakab, mellette tanítványainak szobrát állították fel.
Miután a főoltár baldachinja 1676-ban elkészült, Andrade egy óratorony építését javasolta a Platerias és a Quintana tér találkozásánál álló középkori őrtorony tetejére. A torony eredeti szerkezetéhez nem nyúlt hozzá, csak magasabbra emelte. Díszítésének sajátos motívuma a lefelé forduló voluta, ami a barokk építészetben még az egyedi formák iránt érdeklődő Spanyolországban is rendkívül ritka. Keleti oldalára a szentélyt eltakaró falhoz hasonlót építettek, tetején a már hagyományosnak számító balusztráddal. A mai második szinten a középkori torony tetején helyezték el a lefelé forduló, volutákkal díszített órákat, ezenkívül a torony sarkaiban csak díszítő funkciót ellátó fülkéket alakítottak ki. A torony gazdagon díszített harmadik szintje nyolcszög alaprajzú. Alapjának négy sarkában ismét megjelennek a díszítőfülkék, de már sokkal kisebb méretben. A tartóoszlopokat gyümölcsmotívumokkal borították, az oszlopfőket emberfej alakúra faragták. A harmadik szint fölött alakították ki a torony kisméretű kupoláját, tetején a volutákon álló lanternával, amivel együtt a torony teljes magassága eléri a 72 métert.
A keleti oldali fal kialakításával a Király kapu csak egy, a falban nyíló átjárón keresztül közelíthető meg. Ez egy egyszerű, sima falú, dongaboltozattal borított folyosó. A keleti falból nyíló bejáratot nagyméretű féloszlopok és gyümölcsfüzérek domborműves ábrázolásai szegélyezik. Az ajtó fölött a királyi címer jelenik meg, szintén egy gyümölcsfüzérrel keretezve. A bejárattól balra a falat egy szakasszal meghosszabbították, még egy féloszlopot építettek bele, és összekötötték az óratorony aljában álló fallal, így elérték, hogy a katedrális keleti oldala egységes legyen.

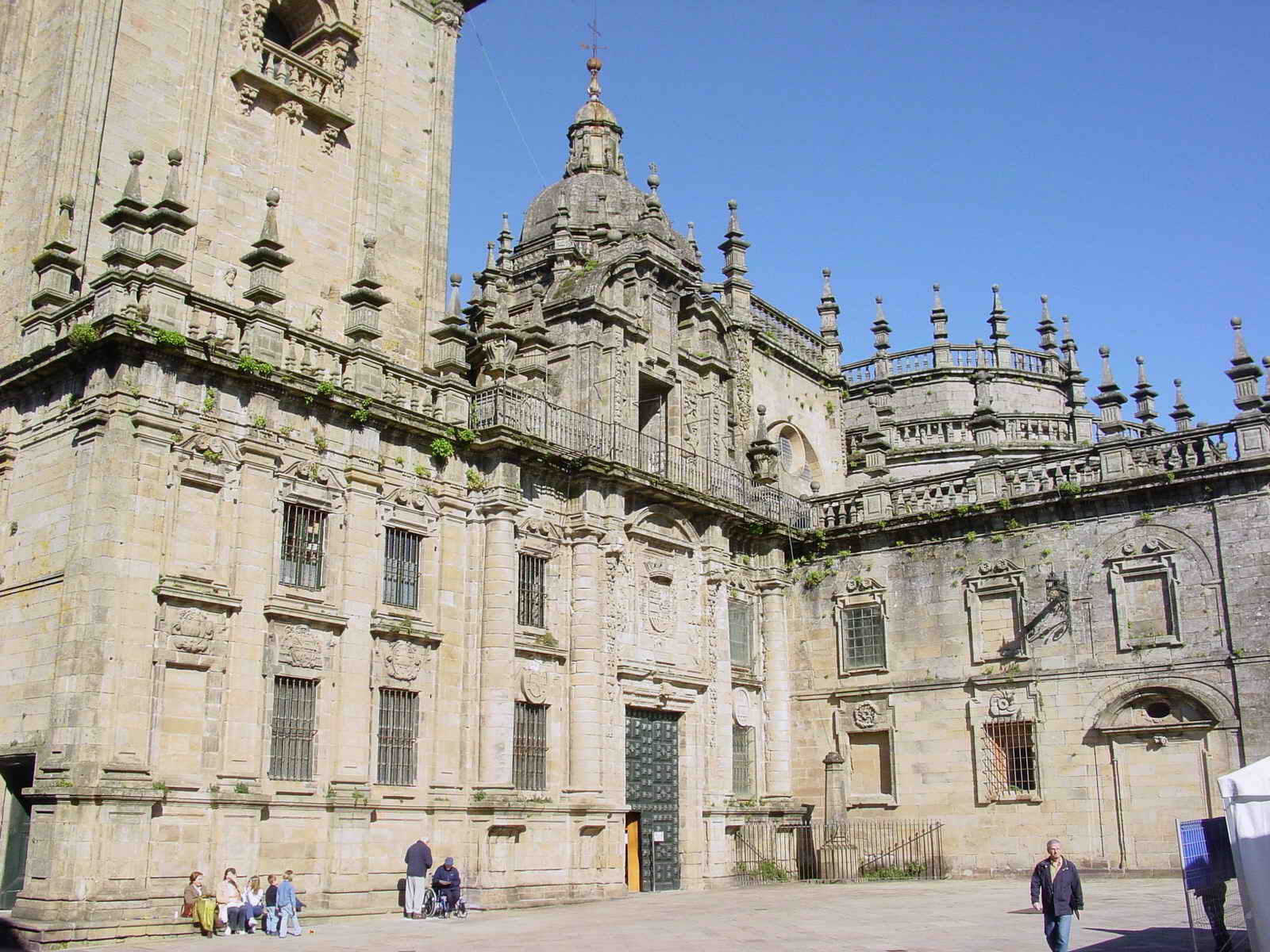
A Quintana tér részlete a katedrális keleti oldalával
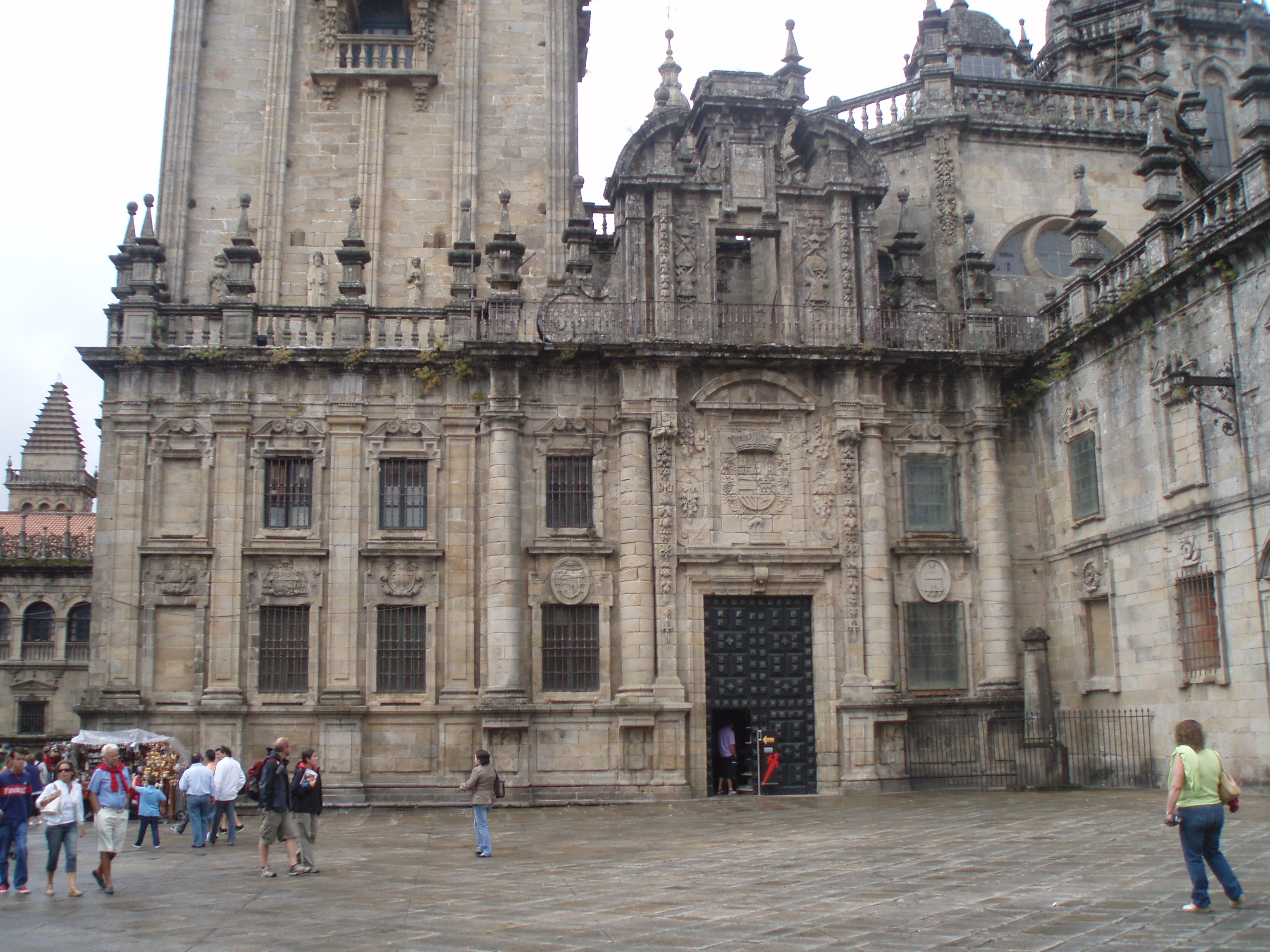
Az óratorony alsó részét eltakaró fal
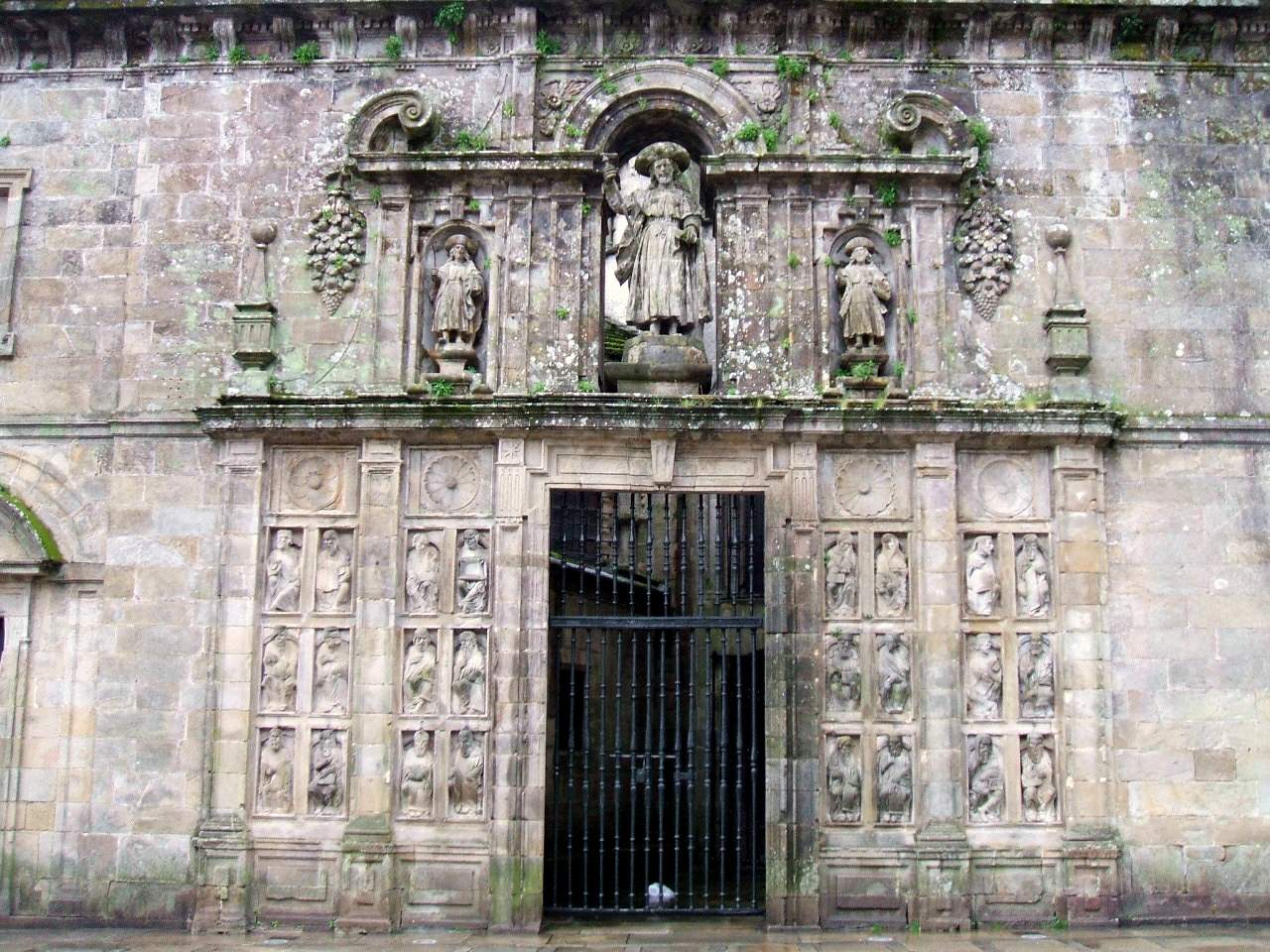
A Szent kapu, a kórus huszonnégy kőszobrával

### Simon Rodriguez munkássága
Andrade mellett tanult a galíciai barokk művészet egy másik kiemelkedő alakja, Simon Rodriguez is. Művészetére jellemző a kőlapok és kőkorongok intarziaszerű felhasználása, a 18. századi galíciai barokk művészet egyik formája. Bár Rodriguez volt a katedrális főépítésze, építészként keveset tett hozzá az épületegyütteshez, inkább az aprólékosabb díszítőelemeken dolgozott. A Platerias téren ő építette a román kori kapuhoz vezető lépcsőt, az ő munkája a kincstár lépcsőjénél kialakított fésűkagyló alakú mennyezet is, a templomon belül pedig a Pórtico de la Gloria alatti kripta bejárata köthető hozzá. A bejárat fölötti timpanon kőlapok és voluták együtteséből áll, tetején egy akantuszlevelek közül kiemelkedő, kagylót tartó angyallal. A kapu elkészítésekor több korból származó darabot is felhasznált, például a timpanon fölött beépített kereszt a templom 1211-es felszentelésére készült. Ez a hibridmegoldás erősen jellemző volt művészetére.
Másik jelentős alkotása a Szent János-kápolna retablója volt. A kisméretű kápolna hátsó falát lebontották, és egy négyszög alaprajzú, lanternával befedett helyiséggel egészítették ki. A kápolnát a lanternában vágott ablakokkal világították meg. A retabló leginkább egy ötvösmunkához hasonlít, a két szélén álló oszlopot szinte teljesen beborítják a gyümölcsfüzéreket, szalagokat ábrázoló domborművek. A két oszlop, kiegészítve a fölöttük lévő timpanon félkörívével egy diadalívet alkot. Középen egy fülkében Szent János 15. században készült szobra kapott helyet. A fülke keretét szintén díszített oszlopok alkotják, az oszloppárok közötti helyen a szent életét bemutató domborművek láthatók. Később az 1752-ben elhunyt Simon Rodriguezt is ebben a kápolnában temették el.

### A barokk stílusú átalakítások utolsó szakasza
A kolostor Obradorio tér felé eső oldalánál a könyvtárat, a káptalantermet és a levéltárat egy 1751-es tűzvész után újjá kellett építeni. A terveket Lucas Ferro Cocaneiro, Fernando Casas tanítványa és utóda készítette. A könyvtár mennyezetét Arias Valera Szent Jakab életét bemutató, 1756-ban készült freskóival, valamint aranyozott stukkóval borították. A káptalanterem díszítése ettől teljesen eltérő. Az egyik falba színes márvánnyal kiemelt fülkében José Gambinó a zarándok Szent Jakabot ábrázoló szobrát helyezték el. A mennyezeten itt is aranyozott stukkó látható, a díszítőelemek között többször is megjelenik Szent Jakab két szimbóluma, a fésűkagyló és a kard. A levéltár két helyiségből áll, ezekre a visszafogott díszítés jellemző. A mennyezeten nem vakolták be a gránitköveket, geometrikus díszítésüket vagy a közvetlenül a gránitba faragták, vagy domborműként rögzítették rá.

## A neoklasszicizmustól napjainkig

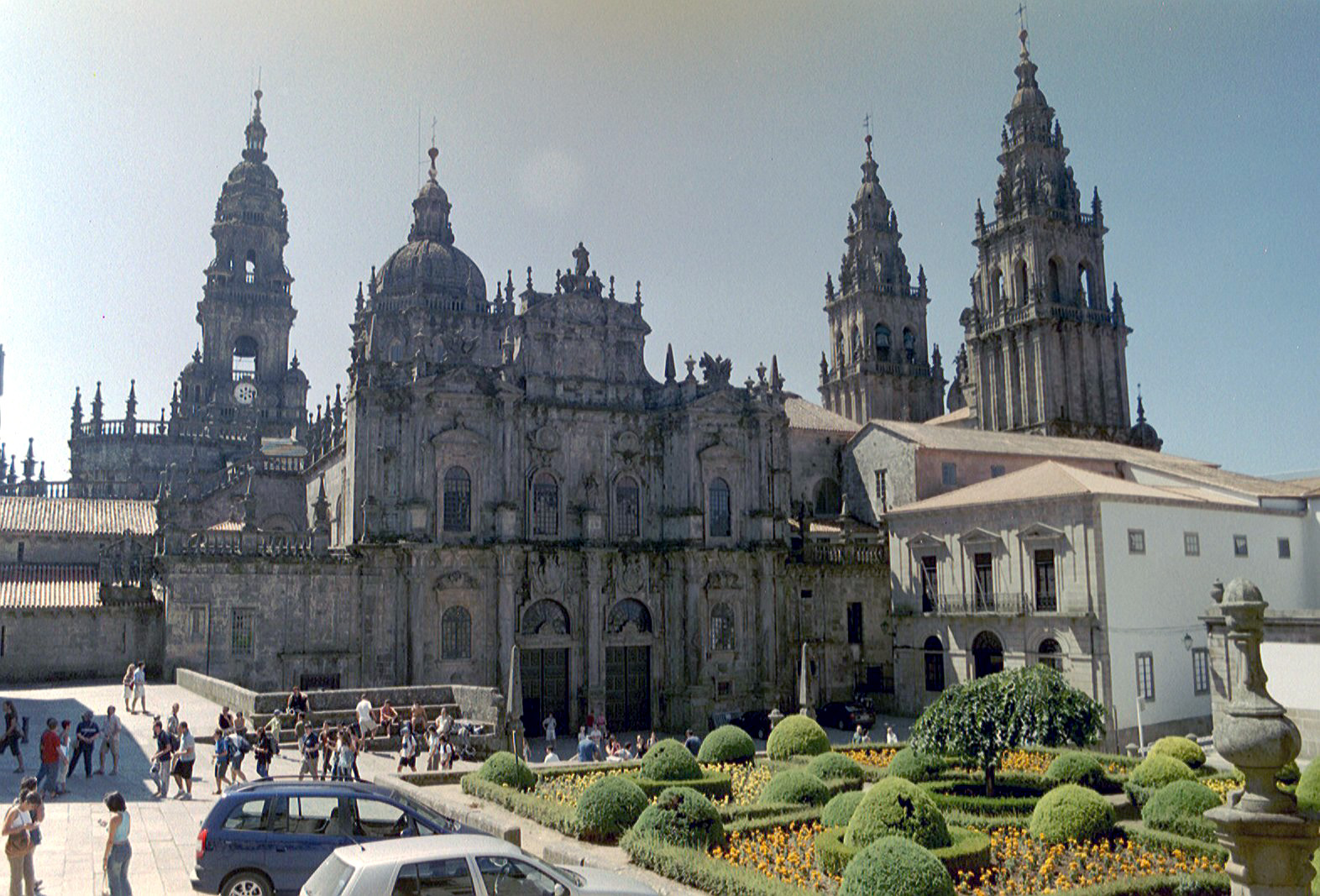
Az Azabacheria-homlokzat

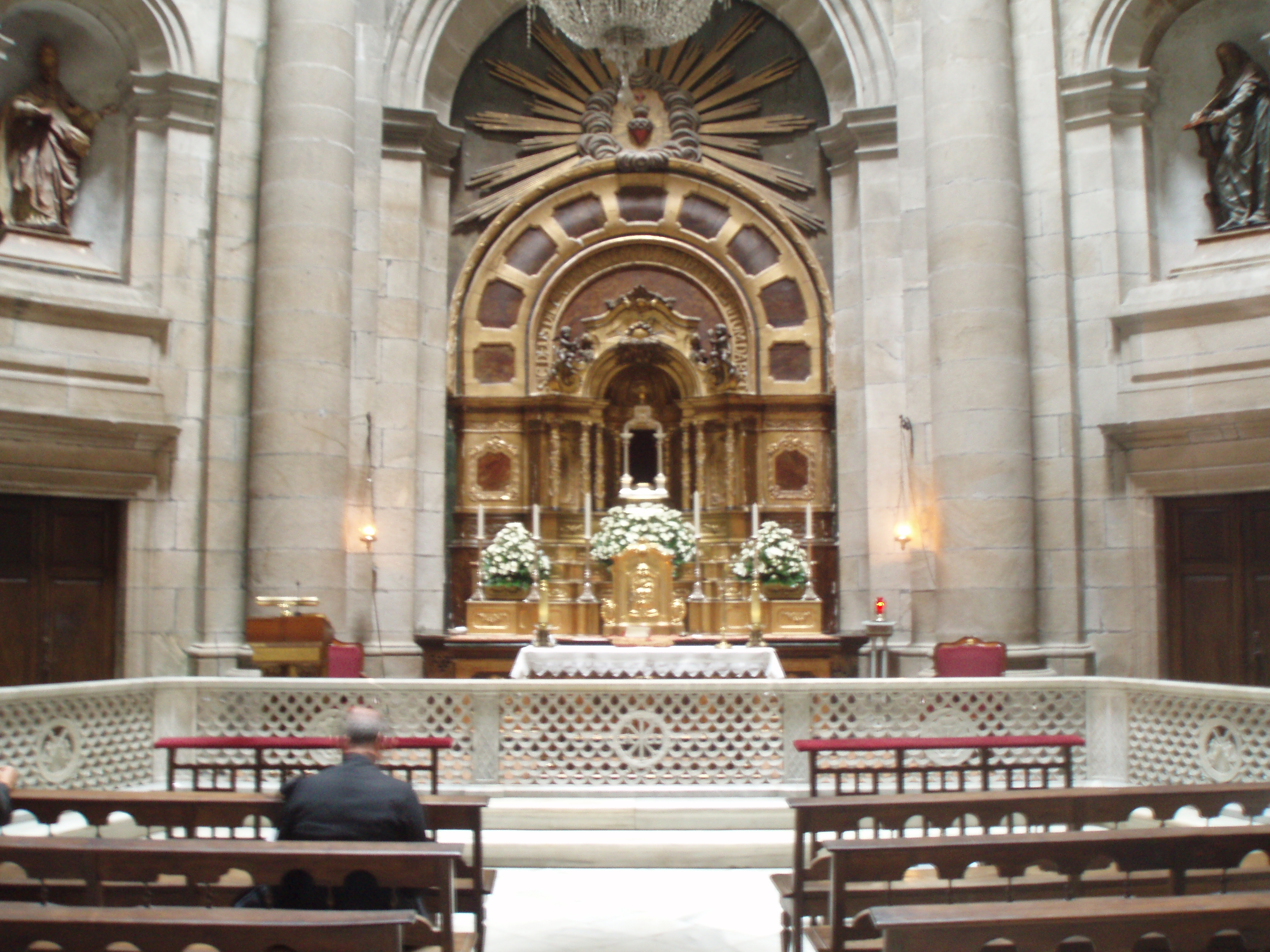
A Communio-kápolna

1757-ben döntés született arról, hogy átépítik az Azabacheria-kaput, ami akkorra már olyan romos állapotba került, hogy veszélyt jelentett a templomba látogatókra. Ezenkívül a francia útvonalon érkező zarándokok az épületnek ezt a részét látták meg elsőnek, így a város elöljárói úgy határoztak, hogy a középkori bejáratot „korszerűbbre” cserélik. A tervezést Lucas Ferro Caaveiróra bízták, a munkálatokat Bartolomé Rajoy érsek patronálta. 1762-re elkészült a kapu első és második szintje, és ekkor kezdték el a harmadik, a kaput lezáró szint tervezését is. A székesegyház levéltárában őrzött tervek nem nyerték el a megbízók tetszését. A problémát feltehetően az okozta, hogy az új neoklasszicista stílusjegyeket nehezen tudták összeegyeztetni az épületegyüttes barokk elemeivel, főleg az Obradoiro-homlokzattal. Ezért 1765-ben úgy döntöttek, hogy egy konzultációra Madridból Santiagóba hívják Ventura Rodriguezt, a királyi főépítészt. Ő a madridi Szent Ferdinánd Akadémia egyik tagját, a galíciai születésű Domingo Lois Monteagudót javasolta a főépítészi posztra. Ezután, a céhek komoly ellenállása mellett ugyan, de 1770-ben Lois befejezte a homlokzatot. A végső változatban a kapu alsó két szintjén is keverednek a stíluselemek, főleg a második szinten, ahol timpanonokat alakítottak ki és királyi képmásokat ábrázoló medalionokat helyeztek el. A harmadik szint teljesen az új tervek alapján készült. Középső részén a lezáró timpanont mórok emelik a magasba, tetején a zarándok Szent Jakab és két uralkodó, III. Alfonz és II. Ordoño szobrával.
1770-ben Rajoy érsek hathatós támogatásával átalakították Lope de Mendoza 15. században épült temetkezési kápolnáját, és Domingo Lois tervei alapján megépítették a ma is látható Communio-kápolnát. Az addigi szabálytalan alaprajzú kápolna helyére egy teljesen szabályos, kör alakú, kisméretű sekrestyékkel körbevett kápolnát emeltek. Oldalfalait nyolc hatalmas féloszlop tagolja, a közöttük lévő falfelületekben fülkéket alakítottak ki oltárok, szobrok és Lope de Mendoza, valamint Antonio de Monroy 1900-ban készült síremlékeinek. A kápolnát félgömb alakú kupolával fedték le, tetején egy kör alakú ablakkal, amitől a helyiség különleges megvilágítást kap.
A 18. század végén Sebastian de Malvar érsek úgy döntött, hogy újjáépítteti a Szent kaput. Az elkészült tervek szerint az átalakítások érintették volna a román kori szentélyrészt és a hozzá csatlakozó kápolnákat is. A tervezést Miguel Ferro Caaveiróra bízták, akinek a spanyol neoklasszicizmus egyik vezető építésze, Melchor de Prado y Marino segített a tervek megrajzolásában. A püspök 1795-ben bekövetkezett halála miatt azonban ezekből a tervekből semmi sem valósult meg.
A 19. század nagy részében a kedvezőtlen gazdasági helyzet miatt nem került sor jelentős átalakításra. A zarándokok száma is csökkent, és csak a század vége felé kezdett el újra emelkedni. 1879-ben a széles látókörű, művelt Antonio Lopez Ferreiro kanonok, történész és régész a főoltár alatt a szentély félköríves részénél feltárta a Szent Jakabnak tulajdonított síremléket. A maradványokat díszes ládában helyezték el, és kialakították a sír jelenlegi formáját. A 20. század második felében, az 1960-as és 70-es években, Quiroga Palacios bíboros idejében tervszerű ásatásokat folytattak, ekkor tárták fel a római korból származó romokat és a temetőket.

## A tető
A katedrális teteje a megszokottól eltérően nem csak arra szolgált, hogy megóvja az épület belső terét a rossz időjárástól. A kezdetektől fogva rituális szerepet is betöltött, és egészen a barokk stílusú átalakításokig a templom védelmi rendszerének fontos eleme volt. A zarándokok a tetőn felállított 14. vagy 15. században öntött bronzkereszt, az úgynevezett „Rongyok keresztje” előtt elégették addig viselt zarándokruhájukat, ami egyfajta belső megújulást szimbolizált. Ezenkívül a tető pihenőhelyül is szolgált a zarándokok számára a belső karzaton végzett virrasztás után. Eredetileg az egész épületet, az apsziskápolnákkal együtt, gránitból faragott tető fedte, ezt a 18. században zsindelyre cserélték.

## A Corticela-templom

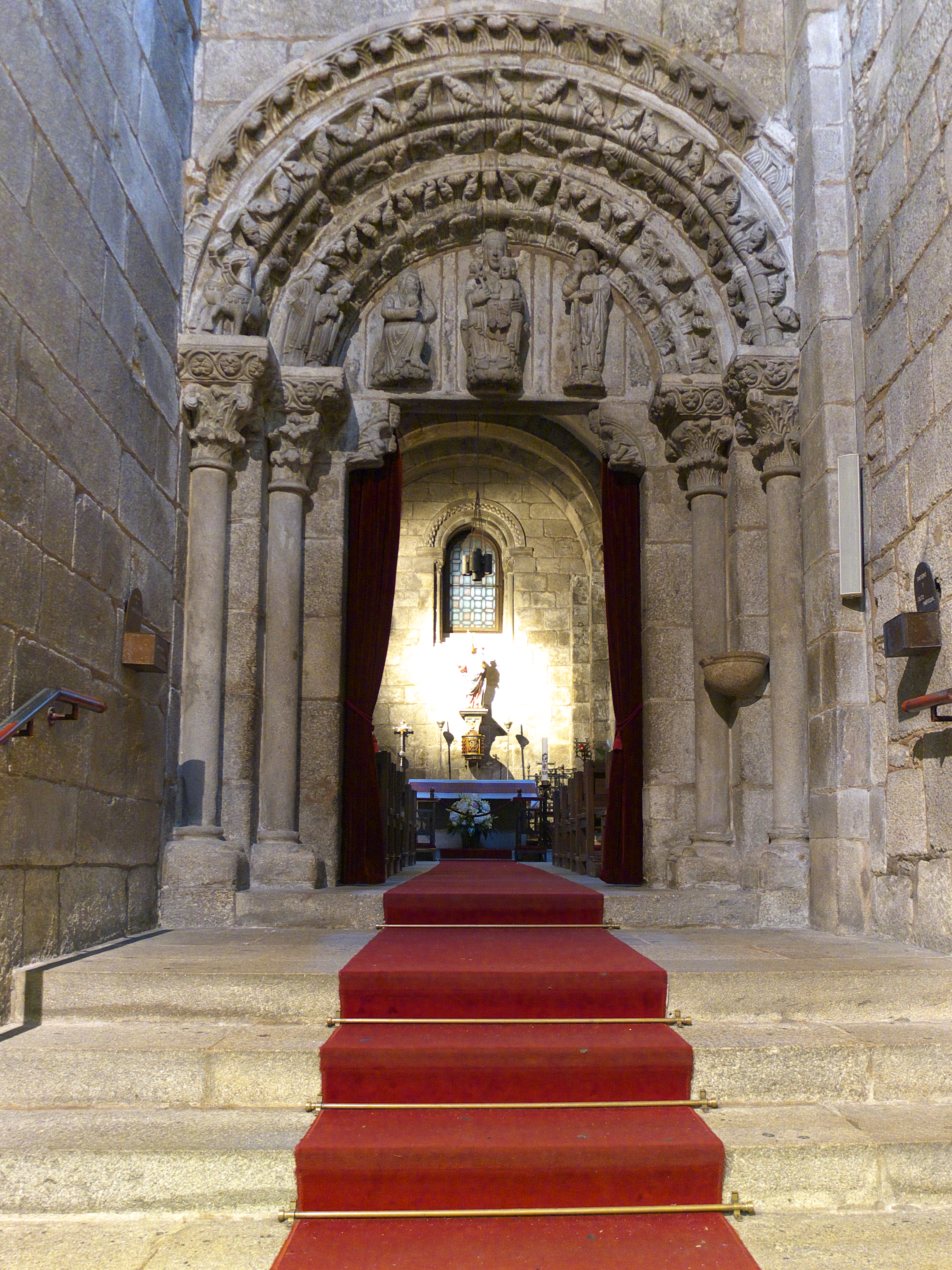
A Corticela-templom bejárata

Az épület eredetileg a Szent Jakab ereklyéit megtaláló Pelagius remetének ajánlott oratórium volt. Ennek helyén III. Alfonz egy Szűz Máriának szentelt templom építését rendelte el, amit a Benedek-rendi szerzeteseknek adott át. Ezt az épületet később belefoglalták a román kori katedrálisba, és jelenleg a Szent Miklós-kápolnán keresztül lehet megközelíteni. A preromán stílusban épült templomot a 13. században átalakították, de megőrizték eredeti szerkezetét. A főhajó egy szinttel magasabb a mellékhajóknál, megvilágítását a gádorfalba vágott ablakok segítségével oldották meg. A bejárat a királyok imádását ábrázoló szobordíszei is a 13. században készültek, feltehetően Mateo mester műhelyében. A kettős félkörívek nagy részét növénymotívumokkal borították, bal oldali végükben két király és lovaik ábrázolásával. A harmadik király a timpanon bal oldalán térdel, és koronáját levéve ajándékot nyújt át az ülő Máriának, aki a kezében tartja a Gyermeket. Mária jobb oldalán az elgondolkodó Szent József egy botra támaszkodik. A templom jobb oldali falánál az 1342-ben elhunyt Gonzalo de Eans bíboros síremlékét állították fel, egy másik ismeretlen nő síremléke a 14. század közepén készült.

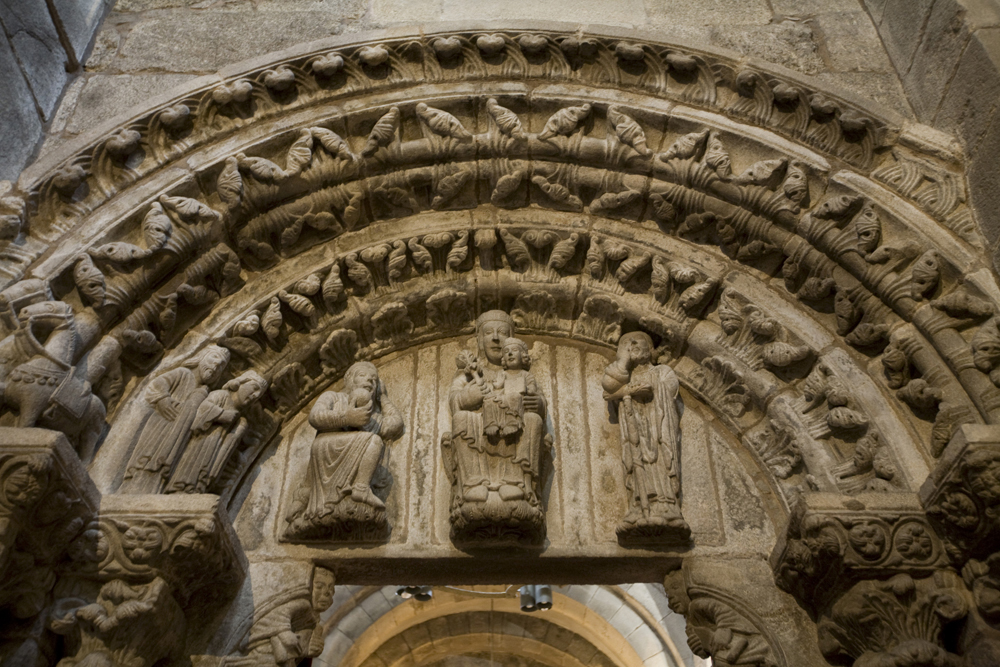
Királyok imádása
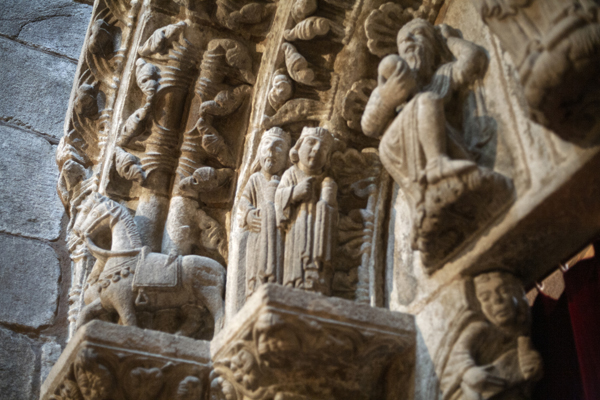
Királyok imádása, részlet
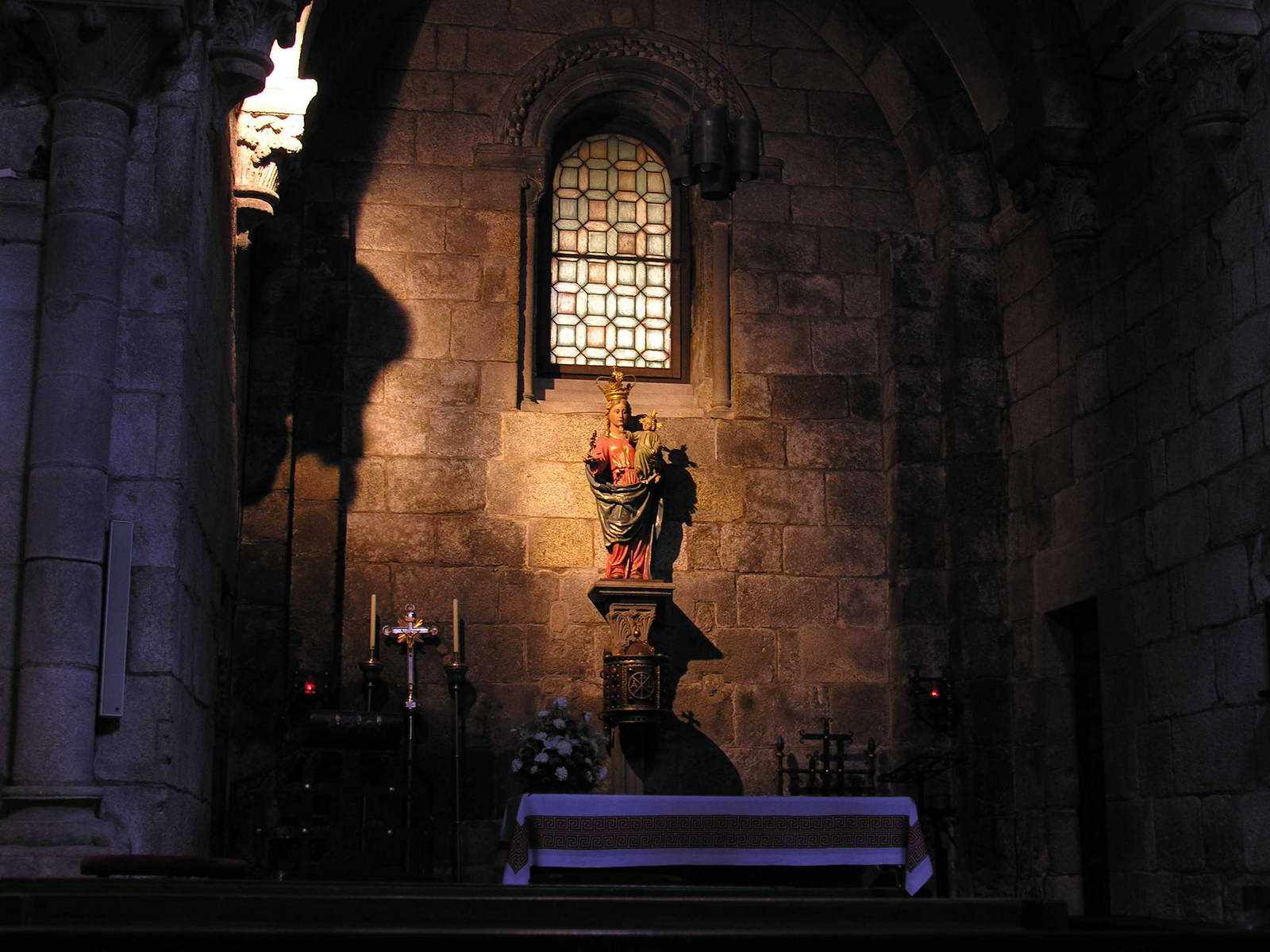
Igrexa da Corticela: A főoltár
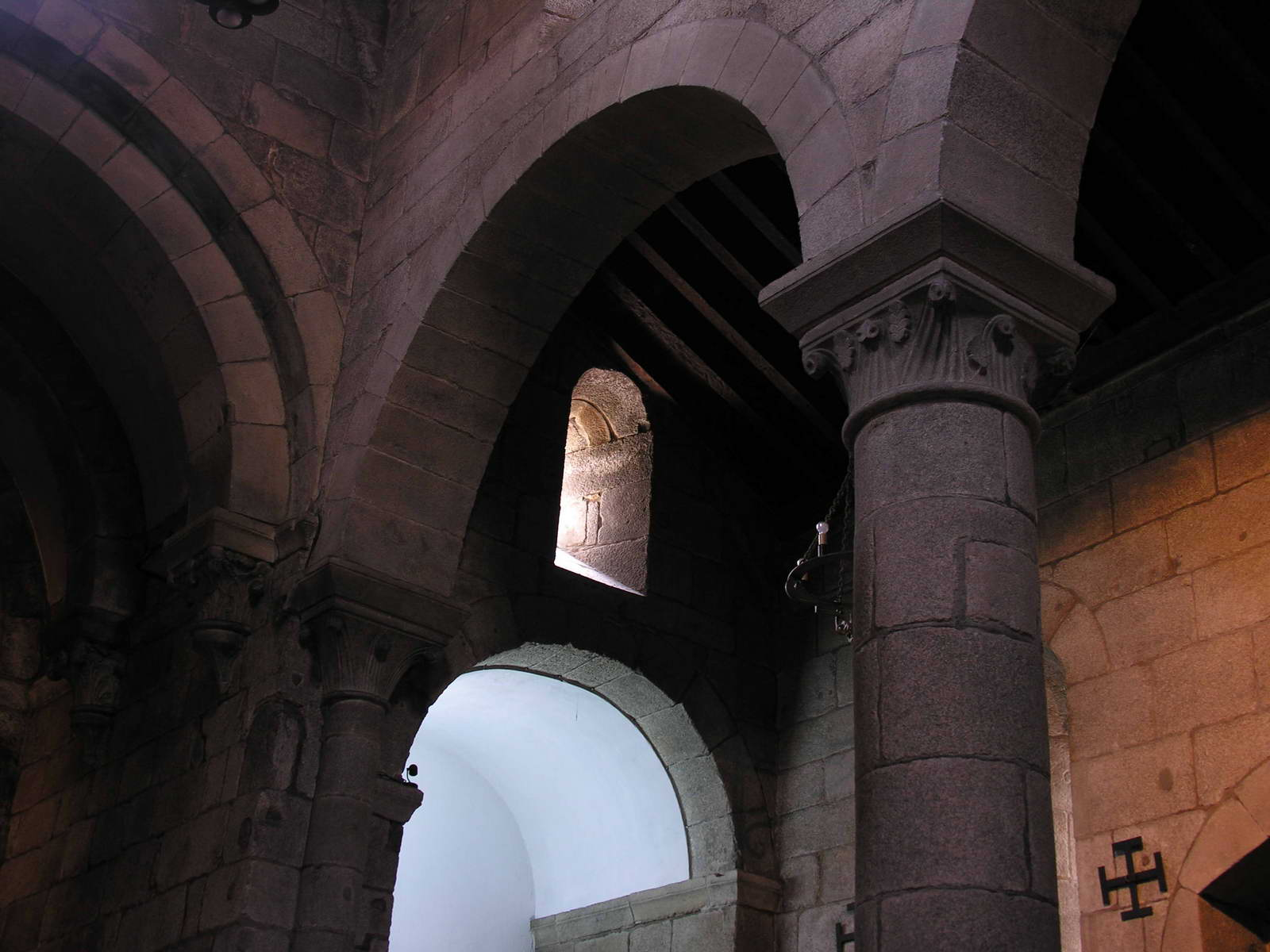
A belső tér részlete

## A katedrális múzeuma

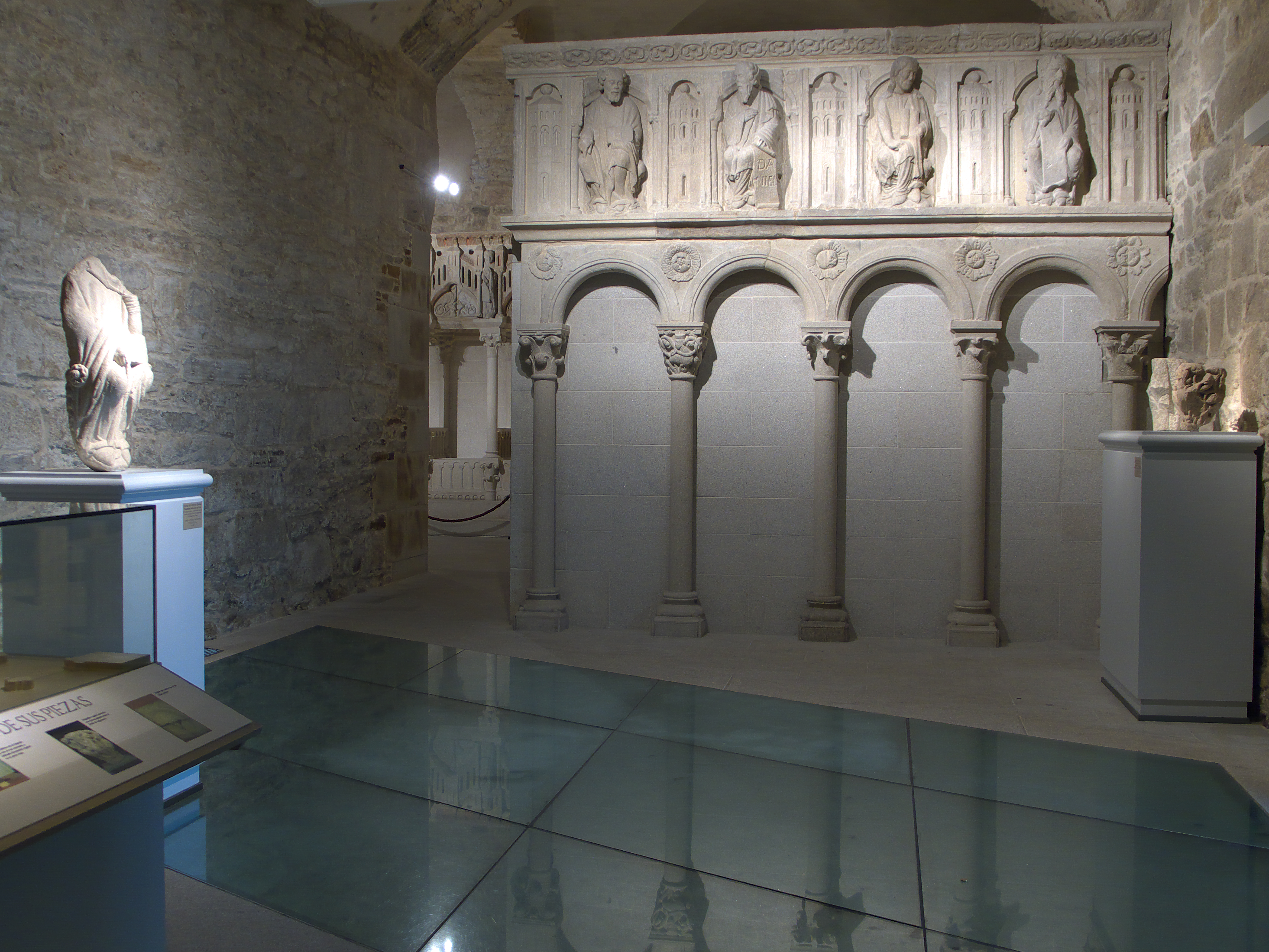
A múzeum egyik terme

A katedrális múzeumát 1930-ban alapították. A gyűjtemény egy részét az épületkomplexum már létező helyiségeiben állították ki, másik része direkt erre a célra készült termekbe került. A múzeum legfontosabb kiállított tárgyai:
- Az első terem: Mindennapi használati tárgyak, köztük például edények az 1–5. századból, egy, a korai középkorból származó vizigót oszlopfő, egy faragott oszloptörzs, a III. Alfonz által épített második templomból megmaradt oszlopfő-töredékek és márványtáblák, a temetőből származó sírkőlapok.
- A második terem: Az alapító kápolna idősebb Bernard mesternek tulajdonított oszlopfőinek (1075–1088) gipszöntvényei, domborművek a mára átalakított "paradicsom kapujáról" (Esteban mester és műhelye), faragott márvány oszloptörzsek, Ádám és Éva szobra, egy, a február hónapot szimbolizáló szobor, és egy Dicsőséges Krisztus szobor (ismeretlen mester alkotásai).
- A harmadik terem: Maradványok az építkezés utolsó szakaszából (1165–1211), az eredeti nyugati homlokzat rózsaablakának töredékei és a középső ajtó díszítésének maradványai, Vega y Verdugo idejéből származó, az eredeti homlokzatról készült rajz másolata. A harmadik teremből nyíló Bucheria nevű helyiségben állították ki Mateo mester és műhelye által készített kőkórus helyreállított részét.
- A szoborterem: A 13. és a 16. század között készült szobrok, egy késői romanika korából származó timpanontöredék, Szent Jakab koronás ülő figurája, egy gránitból faragott Angyali üdvözlet, ami vagy valamelyik kápolnából, vagy a középkori, azóta lebontott kolostorból származik.
- A fafaragások terme: Tárgyak a 16–18. századból, egy Szent Jakab élettörténetét bemutató retabló darabjai, Juan Bautista de Celma táblaképe a Jézus feltámadása.
- A numizmatikai terem: Pénzérmék különböző korokból és helyekről; közös bennük, hogy kivétel nélkül a katedrálishoz vagy a zarándoklathoz köthetők.
- A könyvtár és a káptalanterem: A könyvtárban az értékes köteteken kívül Szent Jakab élettörténetét bemutató freskóciklus és az 1851-ben készült botafumeiro, Jose Losada munkája. A káptalanteremben a falakon 16. századi flamand gobelinek.
- A felső szinten található öt, az Obradorio térre néző erkélyes teremben, a katedrális gobelingyűjteményének másik része, Rubens és tanítványa, Van Thulden rajzai (Achilles életét bemutató jelenetek, Brüsszel, 1528), valamint Goya kartonjai alapján. Egy másik, falusi jeleneteket ábrázoló 18. századi, flamand tervek alapján Madridban készült gobelinsorozat.
- A kolostor egy részét is a múzeumhoz csatolták, ezekben a termekben sírkőlapokat és retablókat állítottak ki.

### A kincstár
A kincstár a reneszánsz kolostor egyik keresztboltozattal lefedett, Szent Ferdinándnak szentelt négyszög alaprajzú helyiségében található, falait Pedro Noble 1563-ban készült freskóival díszítették. A kiállított nemesfémből készült tárgyak közül a legfontosabbak: II. Ordono keresztje egy Rajna-vidéki műhelyből (11. század), egy kereszt alakú ereklyetartó (12. század), egy ifjabb Szent Jakab apostol relikviáját tartalmazó, emberfej alakú ereklyetartó (Rodrigo de Eáns, 1332), egy Szent Jakabot zarándokként megjelenítő szobor (14. század) és Lope de Mendoza gyűjteménye. A később készült tárgyak közül figyelemre méltó egy szentségtartó (Antonio de Arfe, 16. század), egy kehely (Juan Psse, 17. század), egy 18. századi szentségtartó (Juan de Figueroa) egy Ávilai Szent Terézt ábrázoló szobor (Francisco Pecul, 1804) és Múzquiz érsek kelyhe.

## A püspöki palota

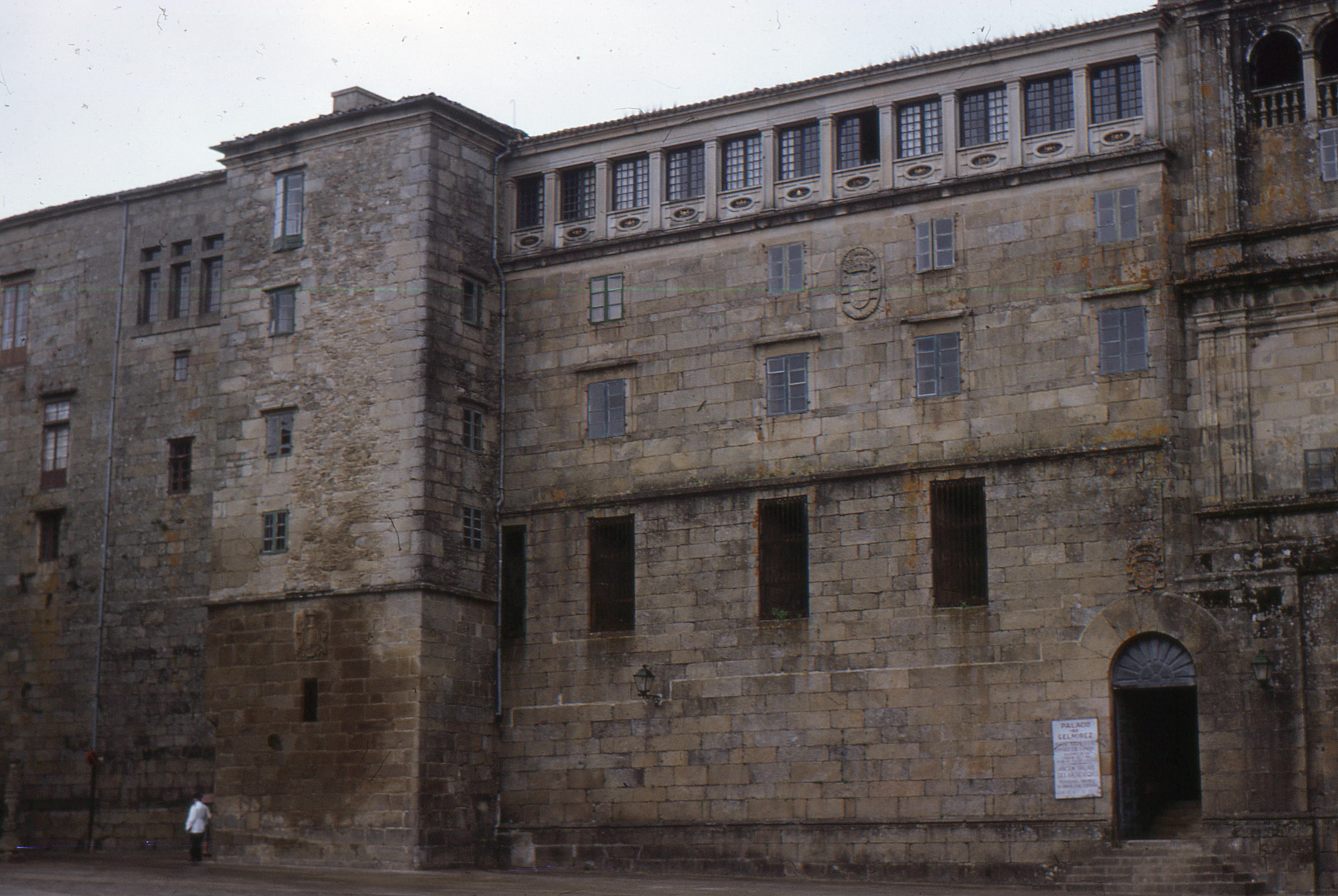
A palota Obradoiro térre néző homlokzata

A palotát legkorábban említő forrás 912-ből származik, de már valamikor a 830 és 880 közötti időszakban is létezett, a templomtól déli irányban helyezkedett el a mai Platerias tér területén. Az 1117-es zavargások során komoly károkat szenvedett, ezért Diego Gelmírez püspök úgy határozott, hogy a város növekvő fontosságához méltó teljesen új épületet emeltet a főhajótól északi irányban. A palotában királyokat, hercegeket és Európa számos pontjáról érkező előkelő zarándokokat láttak vendégül. Legkorábbi része egy háromszintes épületszárny volt egy toronnyal, ami most az Obradorio-homlokzat északi tornya. A palotának ebből a részéből három ajtó vezet a templomba. Megerősített, azóta átépített tetejéről egy híd a katedrális felső szintjére vezetett.
Az azóta eltelt majdnem kilenc évszázad alatt többször átépítették és bővítették, a legjelentősebb bővítésre a 13. század közepén került sor. A munkálatokat Juan Arias érsek megbízása alapján Pedro Boneth mester irányította, aki 1250-től párhuzamosan dolgozott a palotán, a Pórtico de la Gloria előcsarnokán és a templom melletti kolostoron. Az ekkor készült új épületszárny szintén három szintes, legfontosabb részei, a vendégek fogadására használt helyiségek egy vonalban helyezkednek el az székesegyház Obradorio térre néző homlokzatával. A földszinten alakították ki a fegyvertermet, egy nagyméretű várótermet és egy fogadótermet, amelyeket bordás keresztboltozattal fedtek le.
A felső szinten található a szertartások terme és a díszvacsorák terme, ez utóbbi a kialakított tér monumentalitása és kifinomult díszítése miatt az egész palota legszebb helyisége. Építésekor ötvözték a szomszédos Pórtico de la Gloria akkor már hagyományosnak számító stílusjegyeit a gótikus stílus új vívmányaival. Öt keresztboltozattal fedték le, gyámköveit növényi és figurális ábrázolásokkal borították. A jelenetek szoros kapcsolatban állnak a terem funkciójával, lakomákat és a rajtuk részt vevő uralkodókat és nemeseket, valamint zenészeket és trubadúrokat ábrázolnak.
Ezek a jelenetek történelmi eseményekhez is köthetők, IX. Alfonz esküvőjéhez Berenguela királynéval, vagy III. Ferdinánd és felesége zarándoklatához. A palotában még számos más helyiséget is építettek, köztük egy nagyméretű konyhát, majd a 14. században Maurique érsek szobáit. A reneszánsz homlokzat III. Alonso de Fonseca érsek megrendelésére készült.

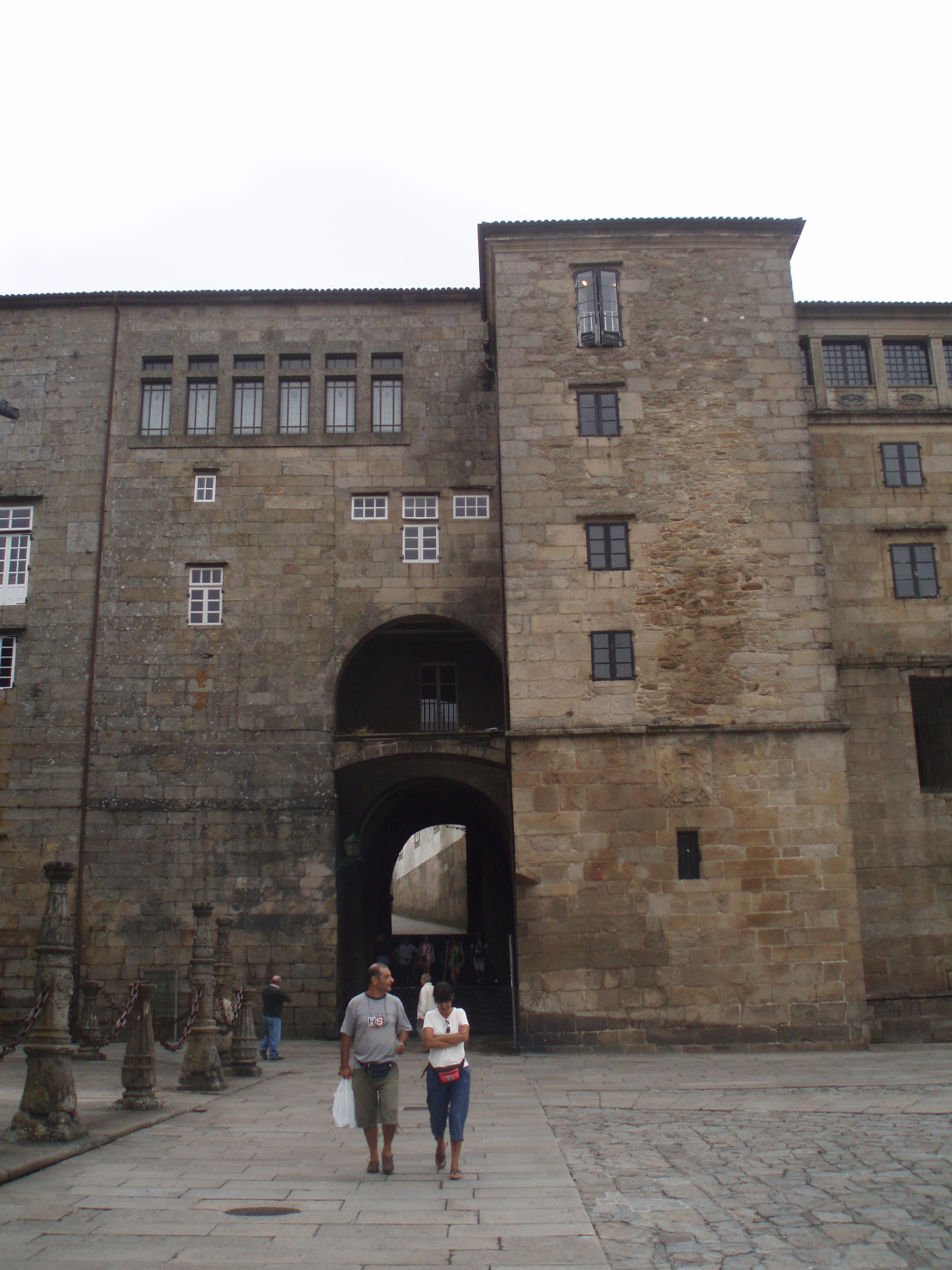
A palota főbejárata
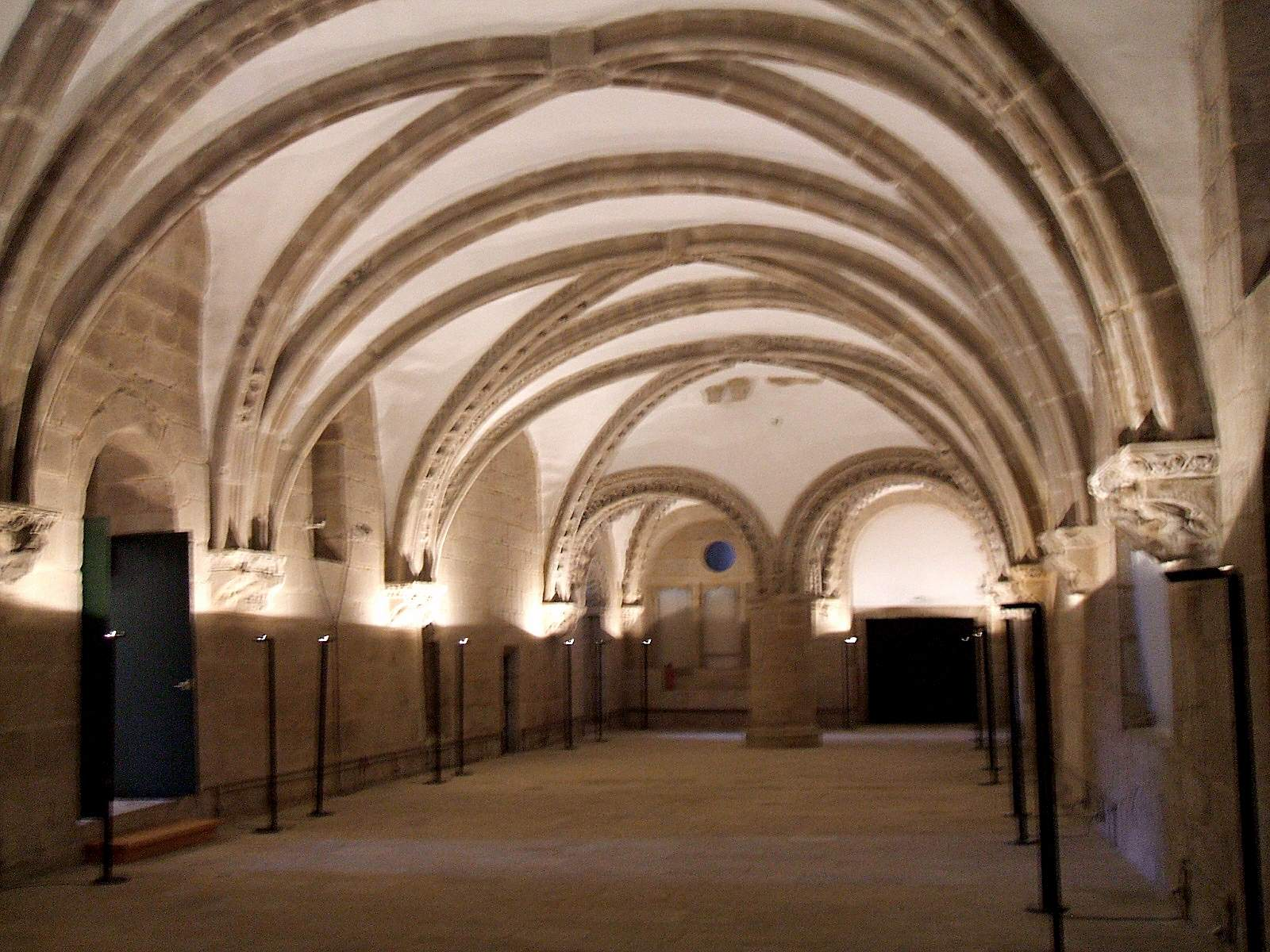
A díszvacsorák terme
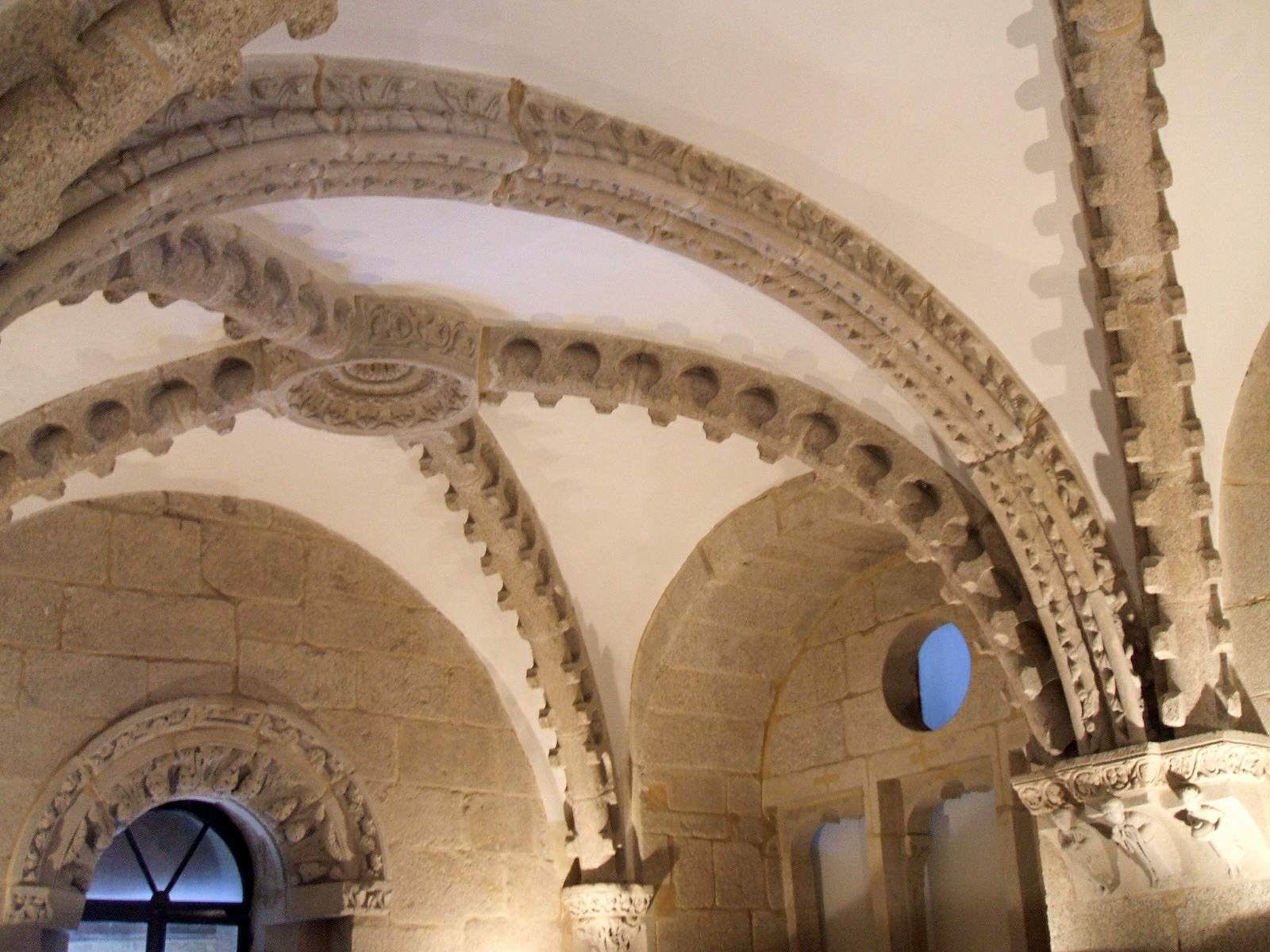
A keresztboltozatok díszítése